# Biserica Sfântul Vasile din Fofeldea

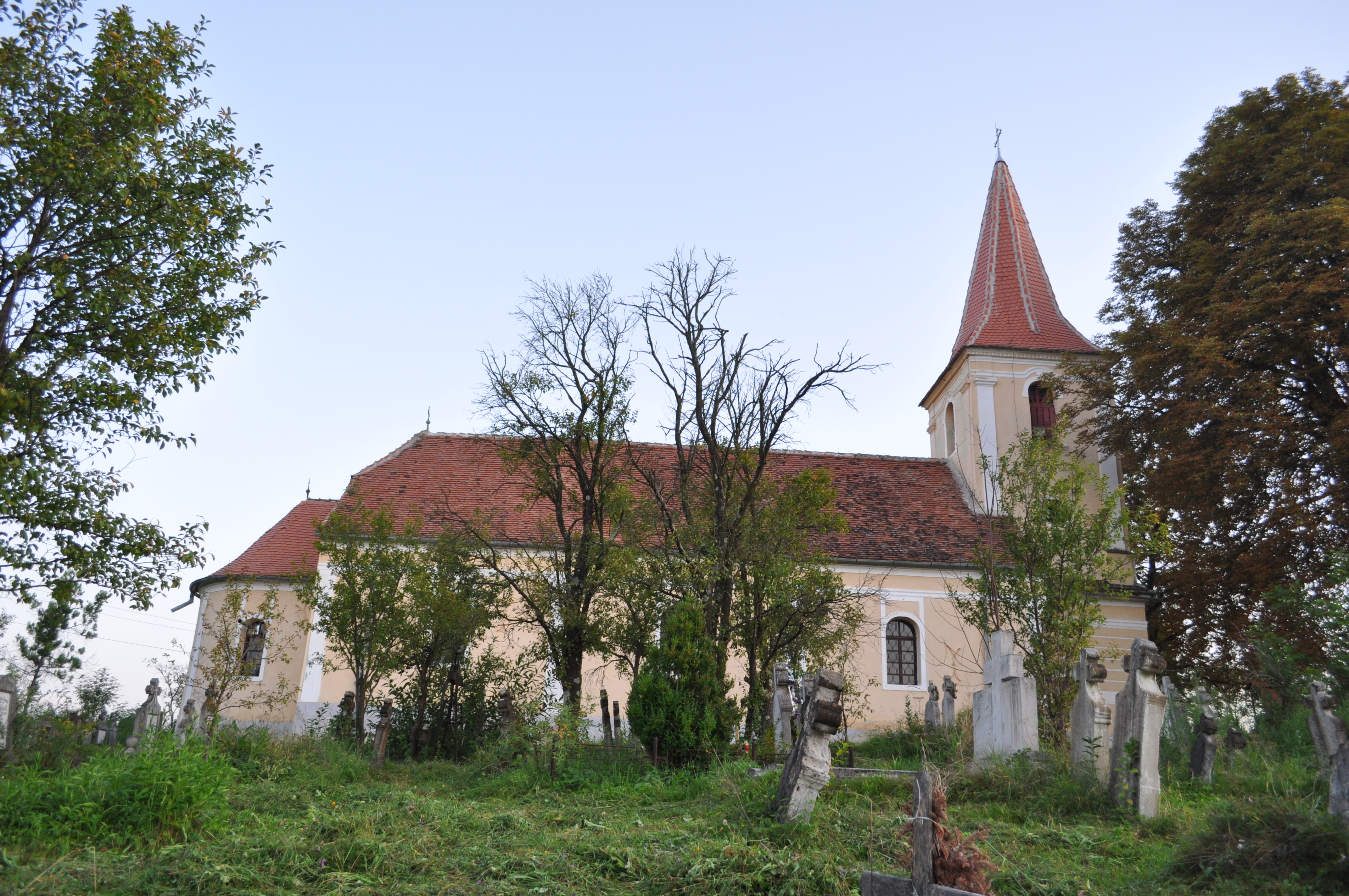
Biserica „Sfântul Vasile” din Fofeldea, comuna Nocrich, județul Sibiu, foto: august 2011.

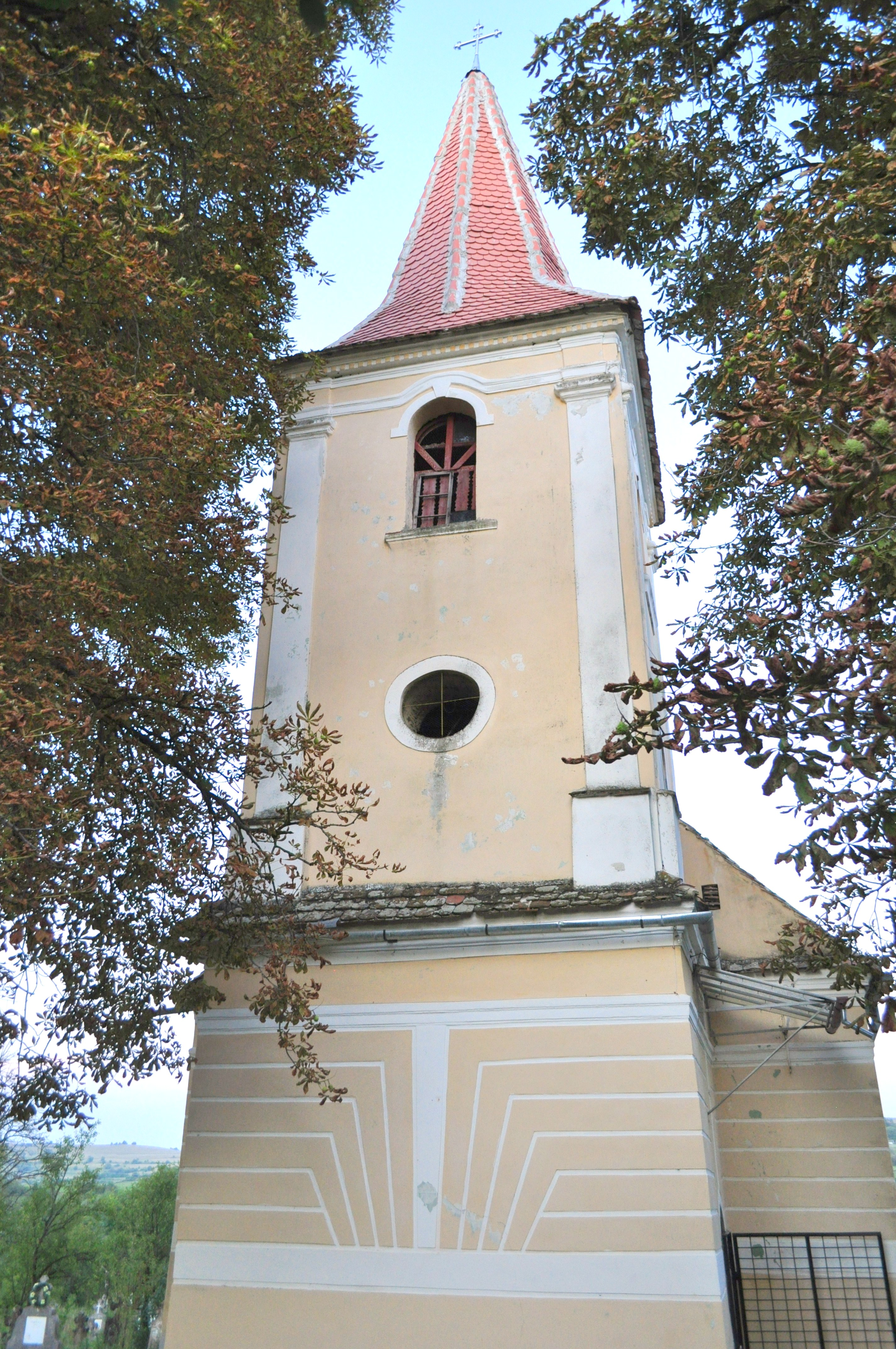
Biserica „Sfântul Vasile” din Fofeldea, comuna Nocrich, județul Sibiu, foto: august 2011.

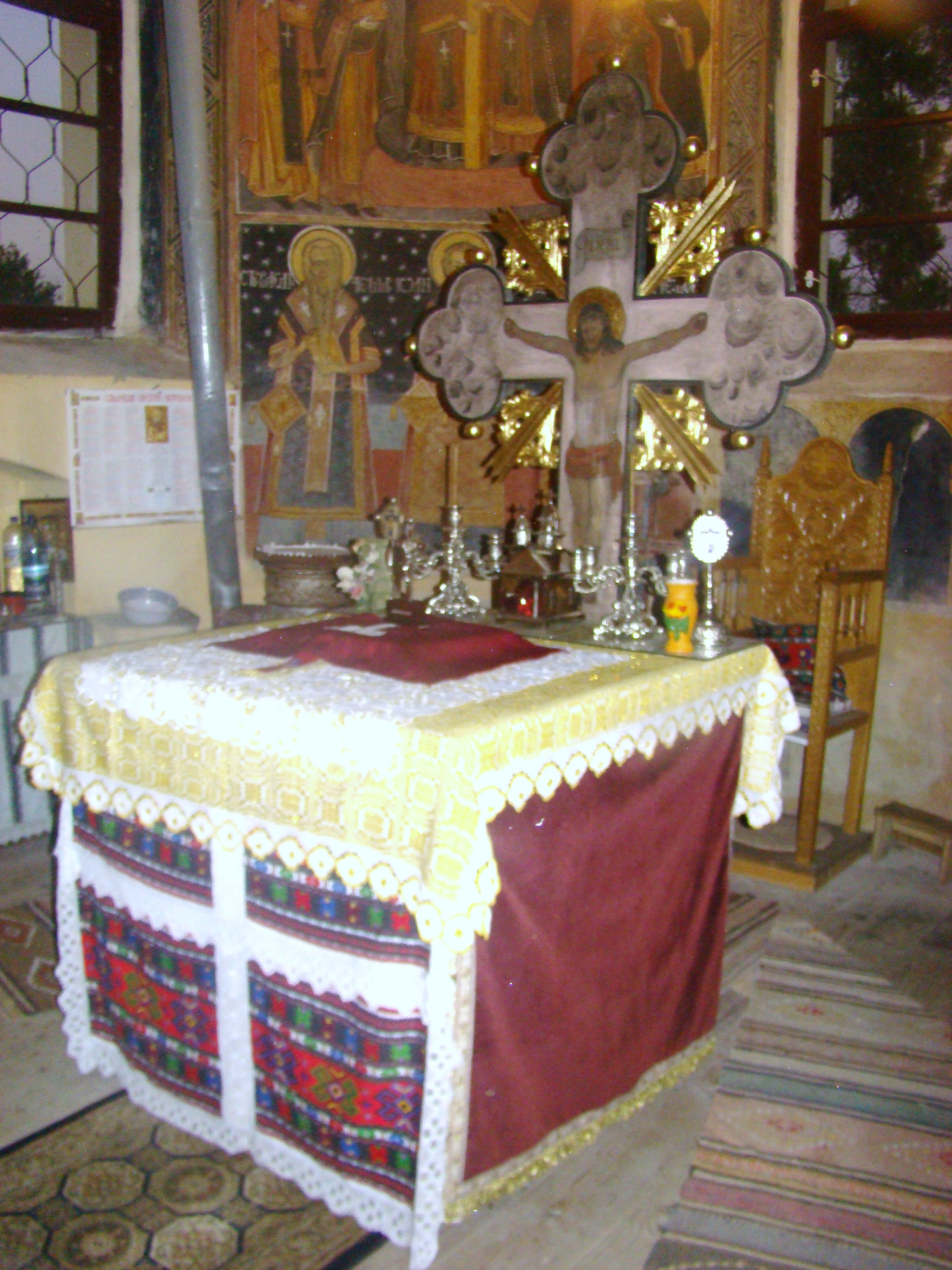
În altar

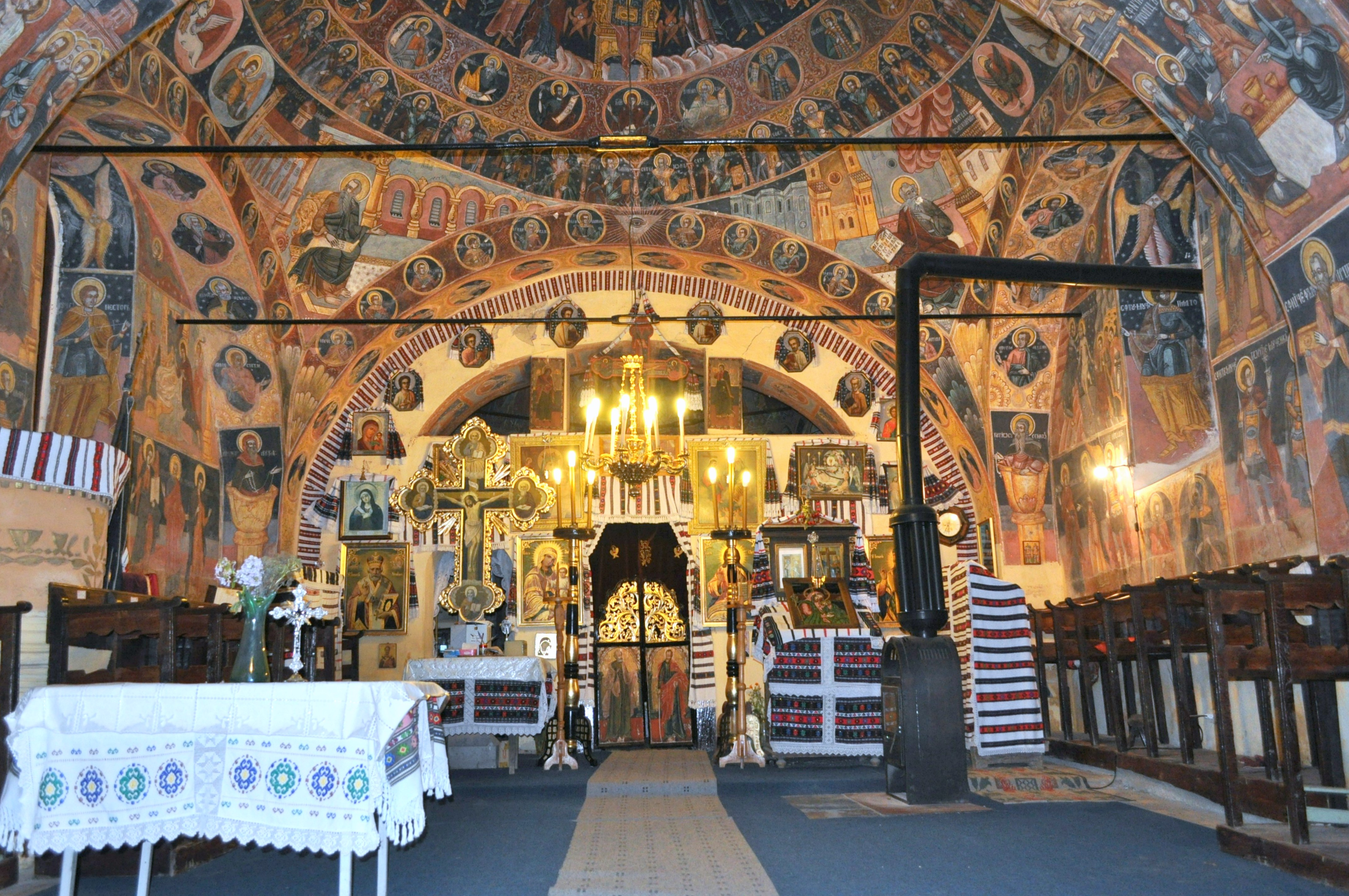
Interiorul navei

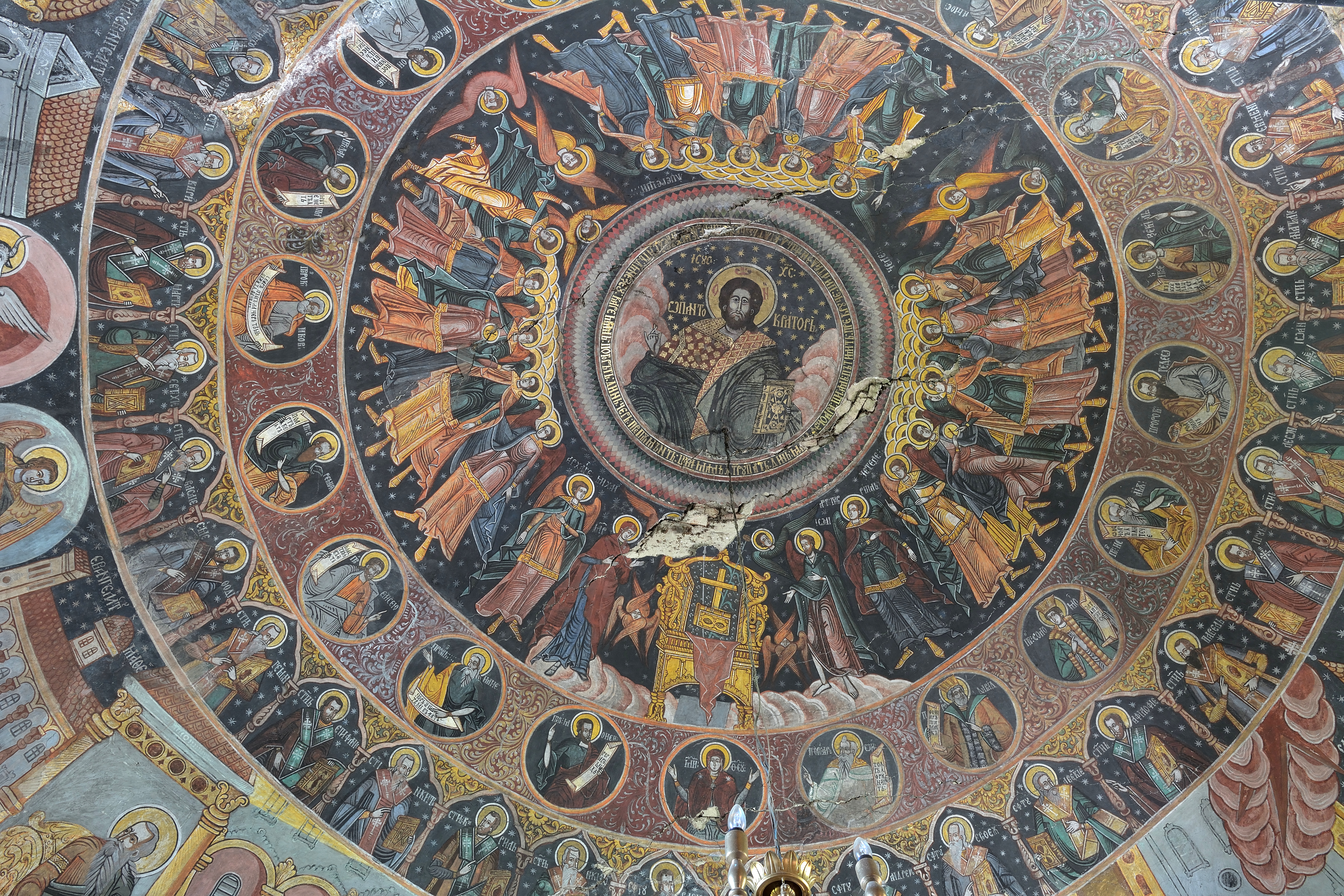
Pantocrator

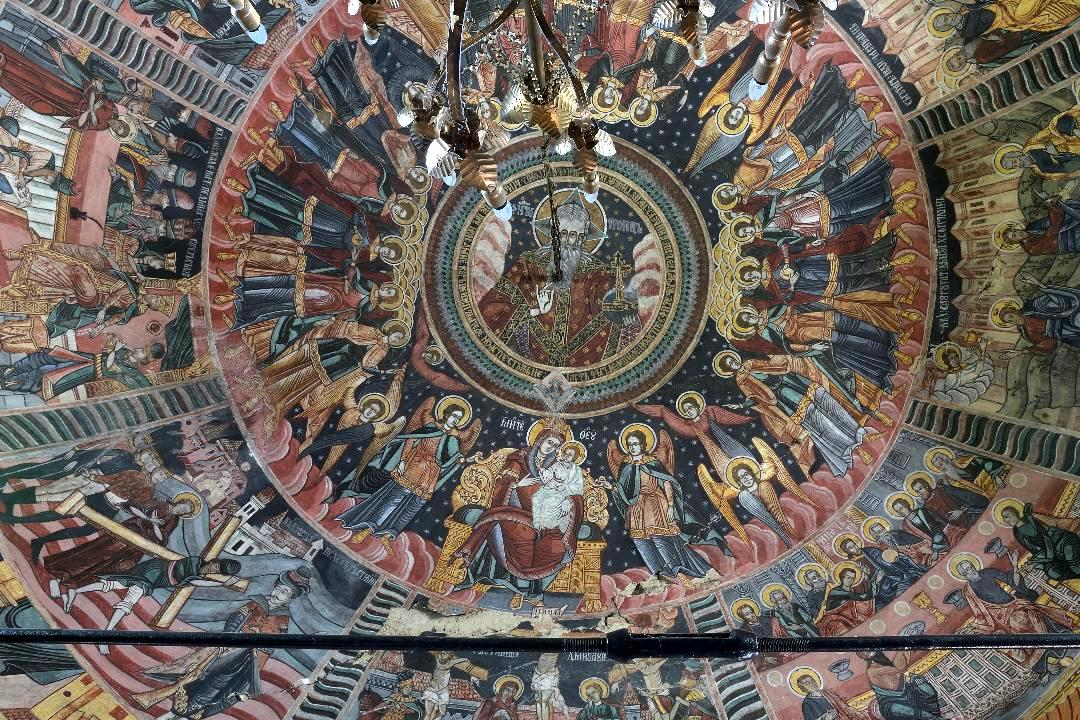
Sfânta Treime

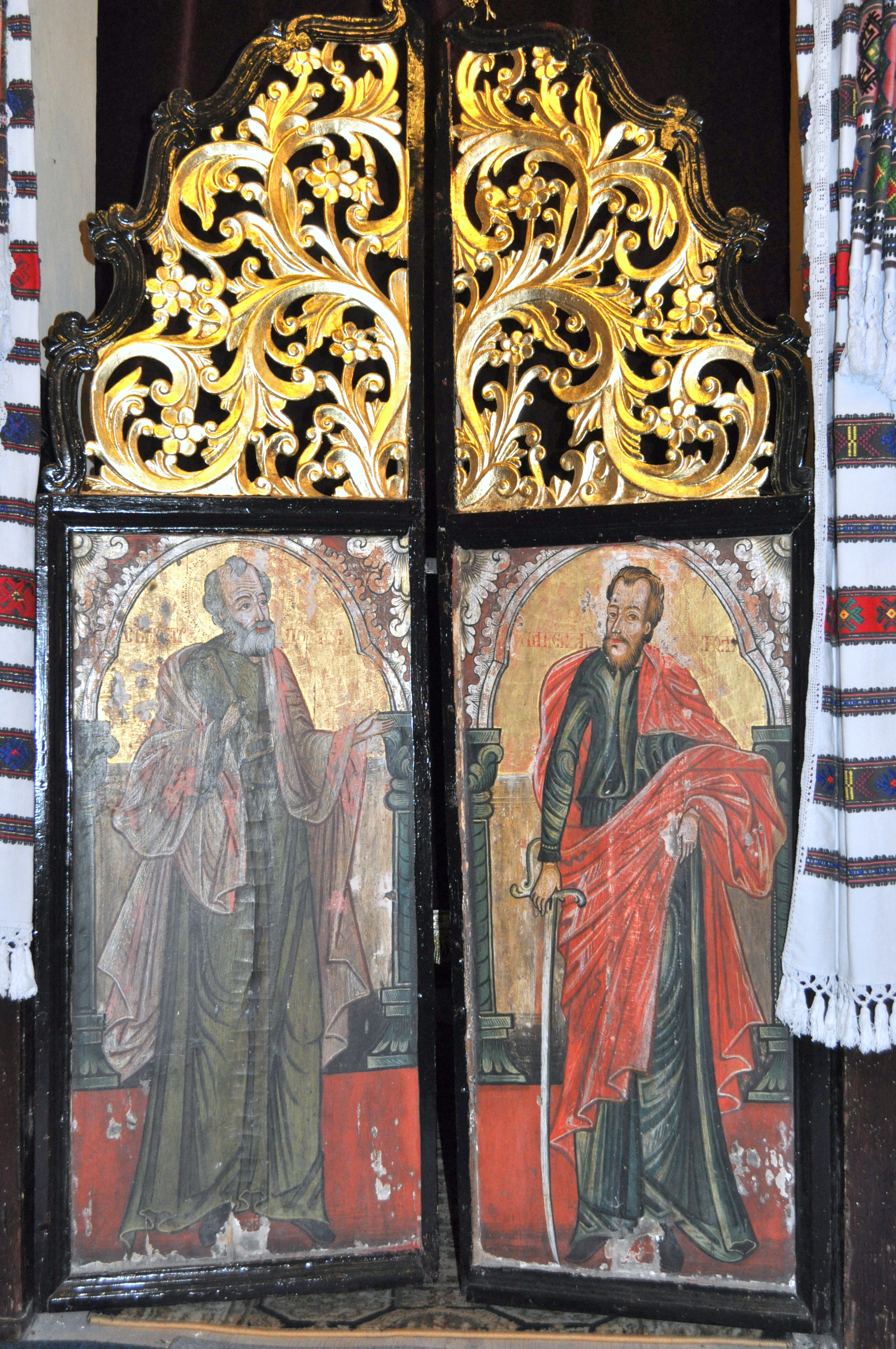
Ușile împărătești

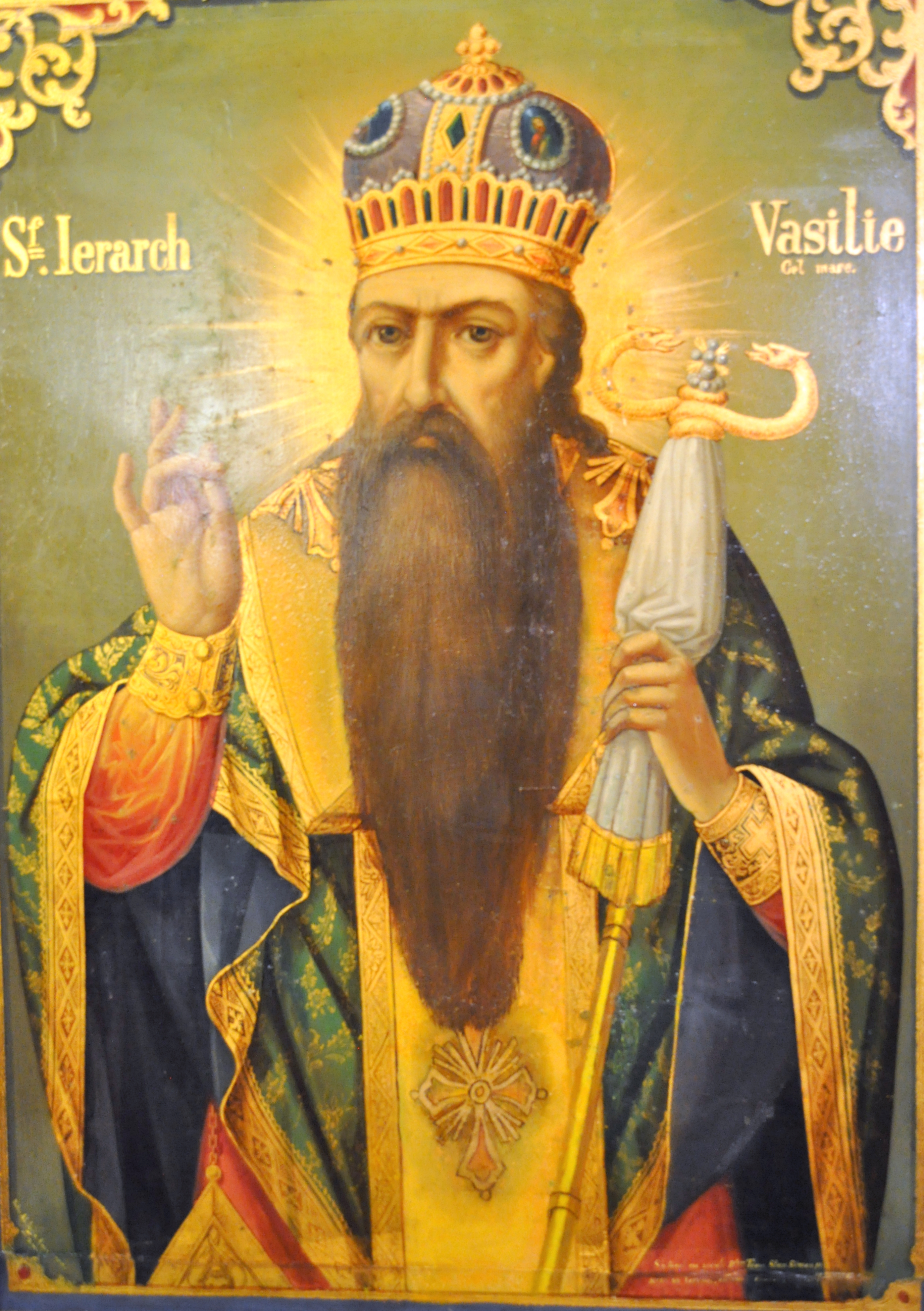
Icoana de hram

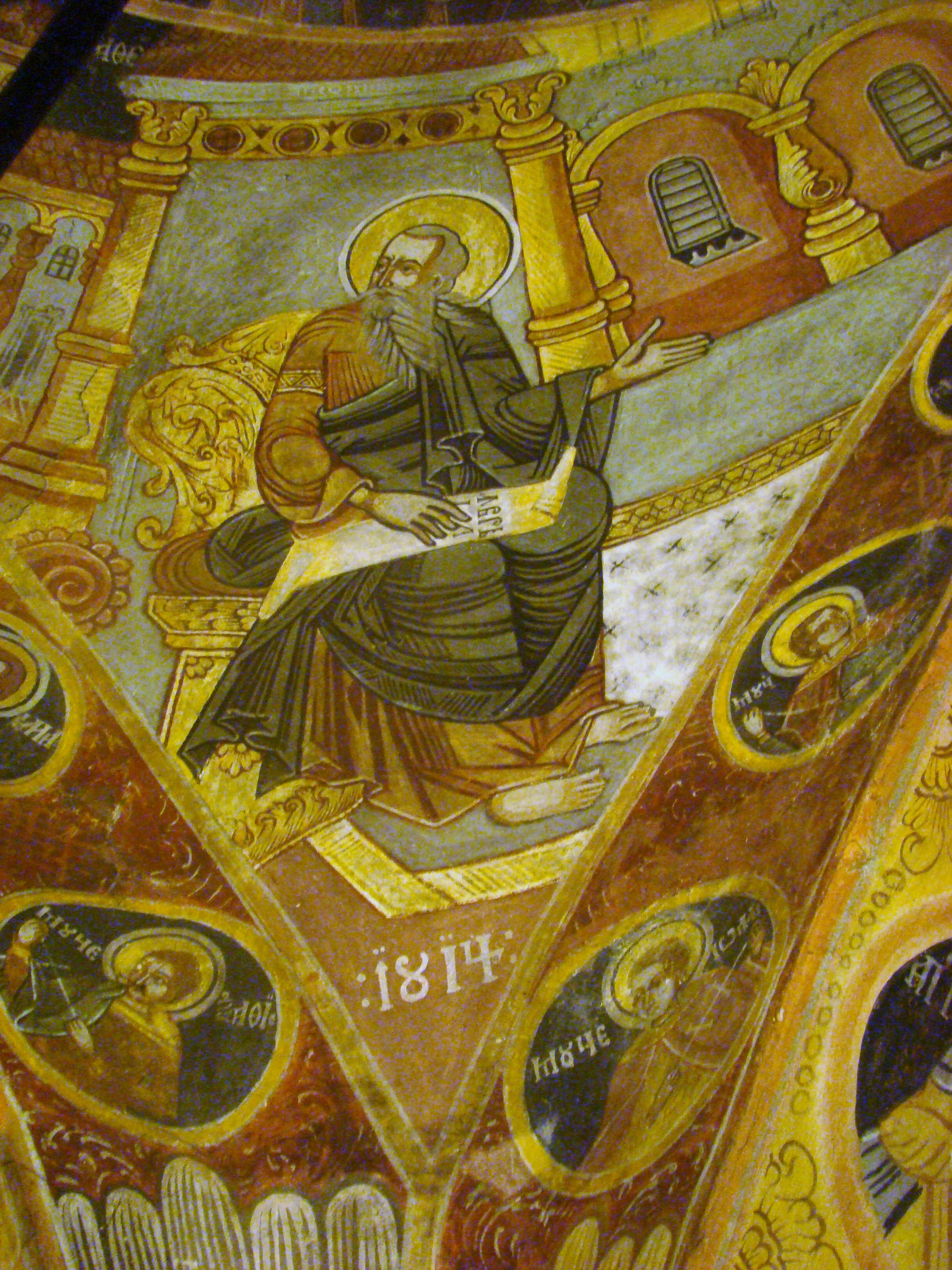
Evanghelistul Luca și datarea picturii

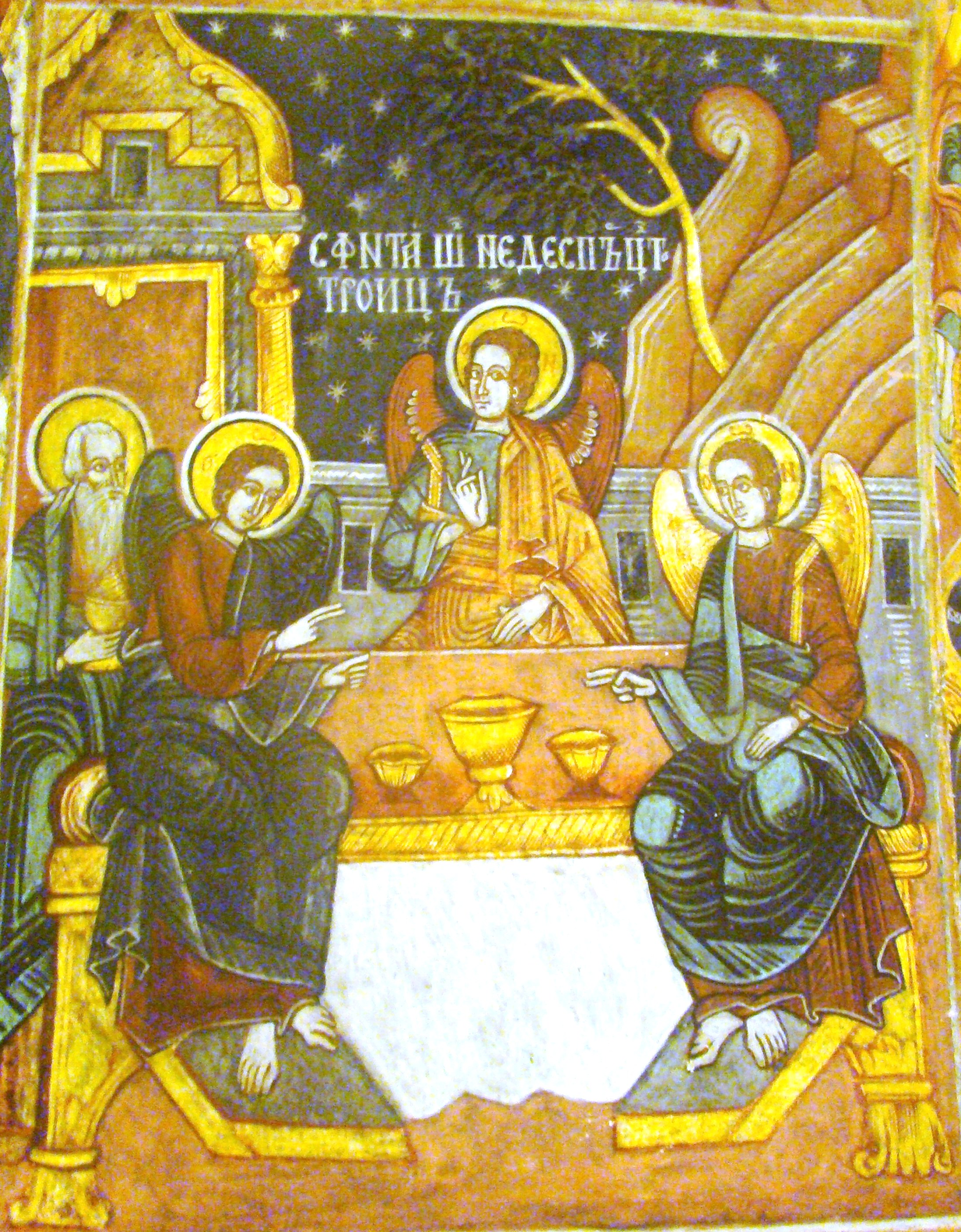
Pictura parietală realizată de frații Grecu din Săsăuș

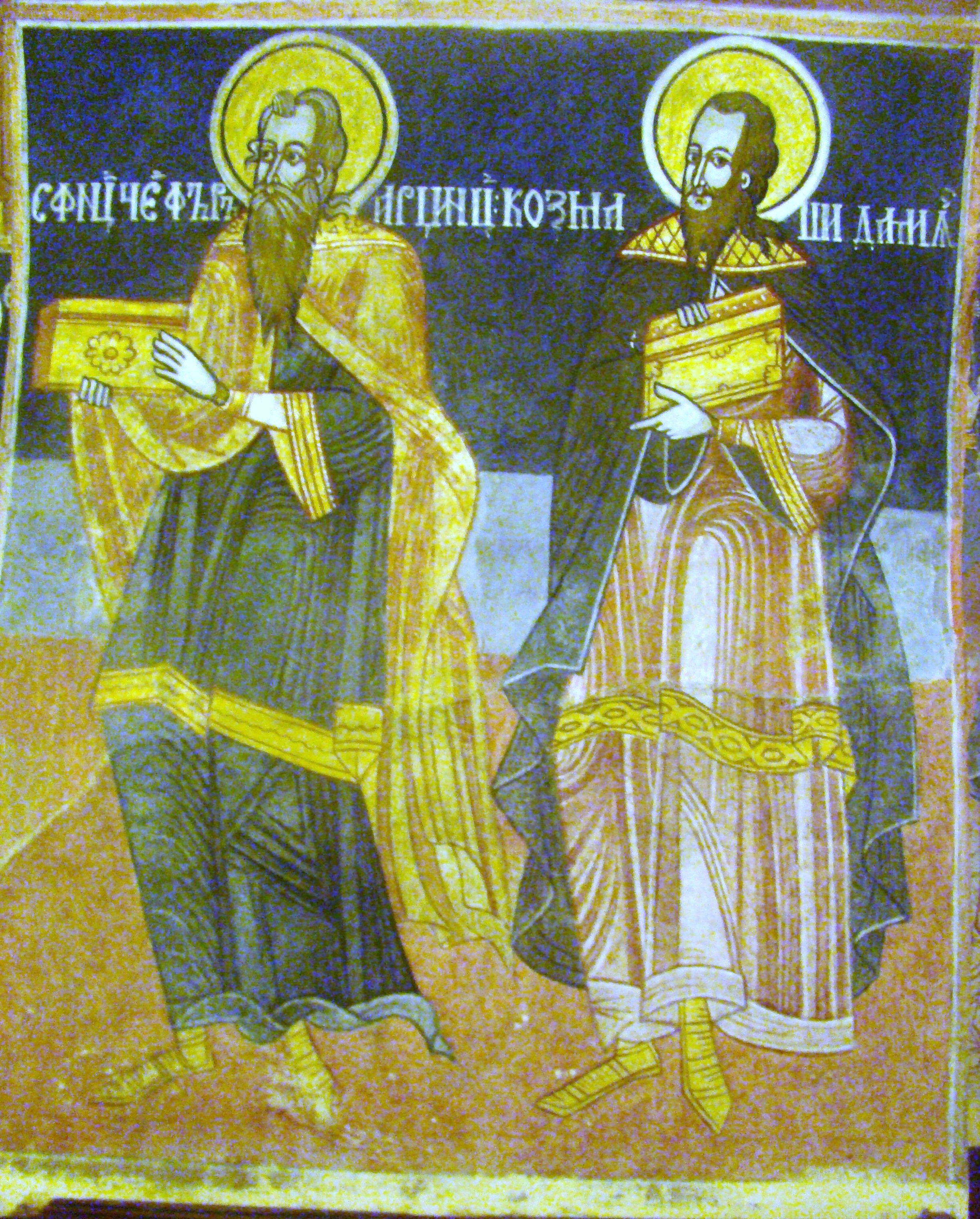
Pictura parietală realizată de frații Grecu din Săsăuș

Biserica „Sfântul Vasile” din Fofeldea, comuna Nocrich, județul Sibiu, a fost construită între anii 1804-1810. Lăcașul de cult figurează pe lista monumentelor istorice 2010, cod LMI SB-II-m-A-12389.

## Istoric și trăsături
Localitatea Fofeldea, situată la 32 de km de Sibiu, atestată documentar în anul 1332, stă sub ocrotirea spirituală a bisericii ortodoxe cu hramul „Sfântul Vasile cel Mare” care o străjuiește de pe culmea dealului. 
Biserica a fost construită din piatră și cărămidă, între anii 1804-1808, de către meșterii Andrei și Toma Krauss din Sibiu. Biserica are formă de navă, cu trei bolți, iar Sfântul Altar în formă de absidă cu boltă-calotă, iar turnul în stil gotic.
Pictura bisericii s-a finalizat în anul 1814 și a fost executată de  către frații Grecu din Săsăuș, în stil bizantin, fiind restaurată între anii 1975-1979 de către prof. Nicolae Sava din București, sub păstorirea preotului Ioan Fulea.
Pentru valoarea artistică și istorică biserica a fost declarată monument istoric clasa A (1965), fiind pus în valoare „galbenul de Fofeldea”, considerat de specialiști similar cu „albastrul de Voroneț”,  pentru unicitatea nuanței folosită de meșterii zugravi.
Particularități ale picturii: 
Naos-Sfânta Treime este pictată sub forma a trei fețe în același cap, cu trei registre reprezentând cete de îngeri, scene biblice în costumație de epocă: un țăran-iobag duce crucea Mântuitorului, escortat de soldații îmbrăcați în straie habsburgice, iar în scena judecății la Pilat acuzatorii sunt îmbrăcați în juzi, gornici, principi etc.
Altar-Împărtășirea apostolilor, Sfinții Părinți ai bisericii, Tăierea capului Sf.Ioan Botezătorul, viziunea lui Petru din Alexandru, Nașterea Maicii Domnului etc.
Pereții laterali-sunt pictați cu diferite evenimente din Noul și Vechiul Testament, istoria Bisericii și sfinți.

## Imagini din exterior

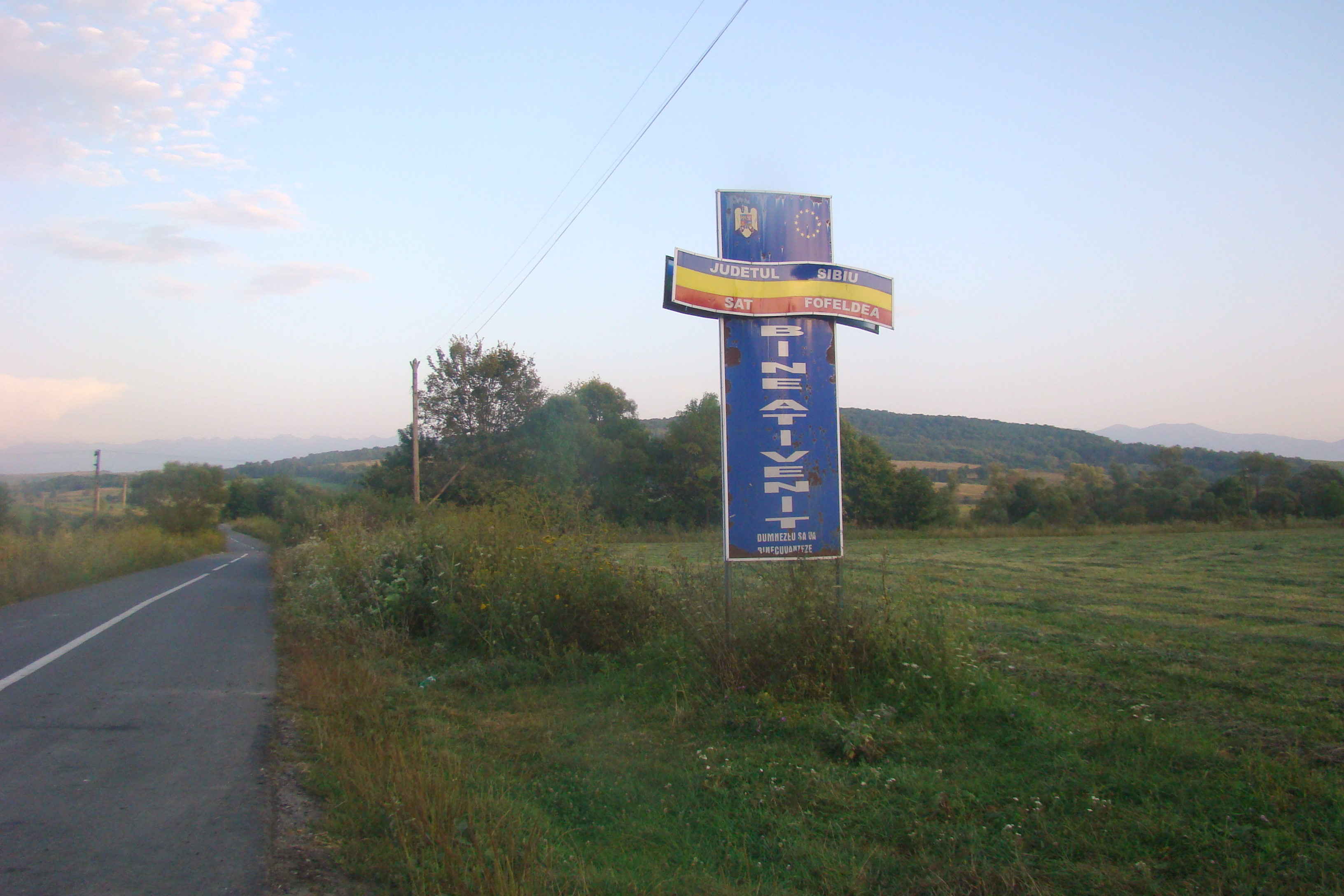
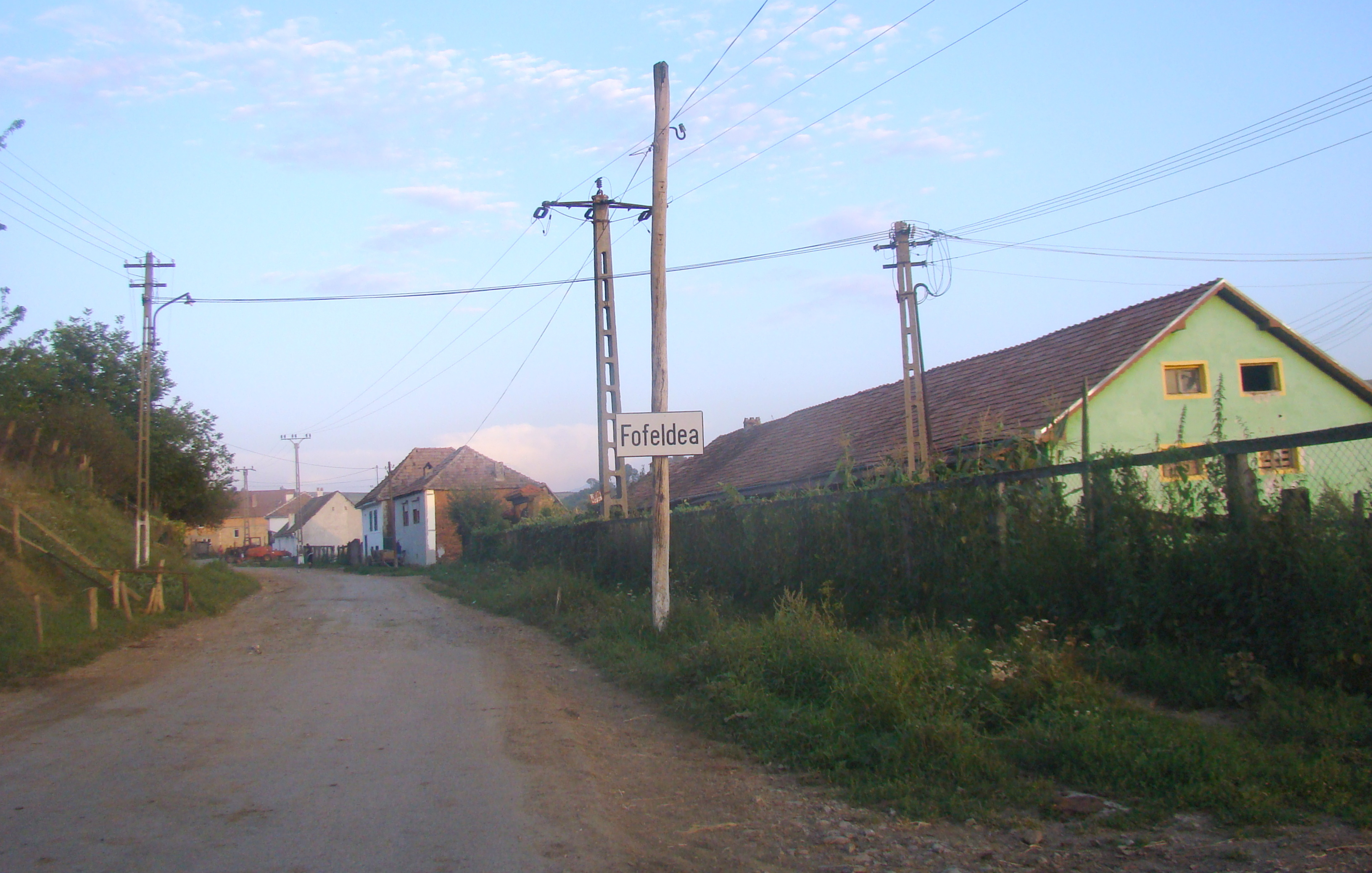
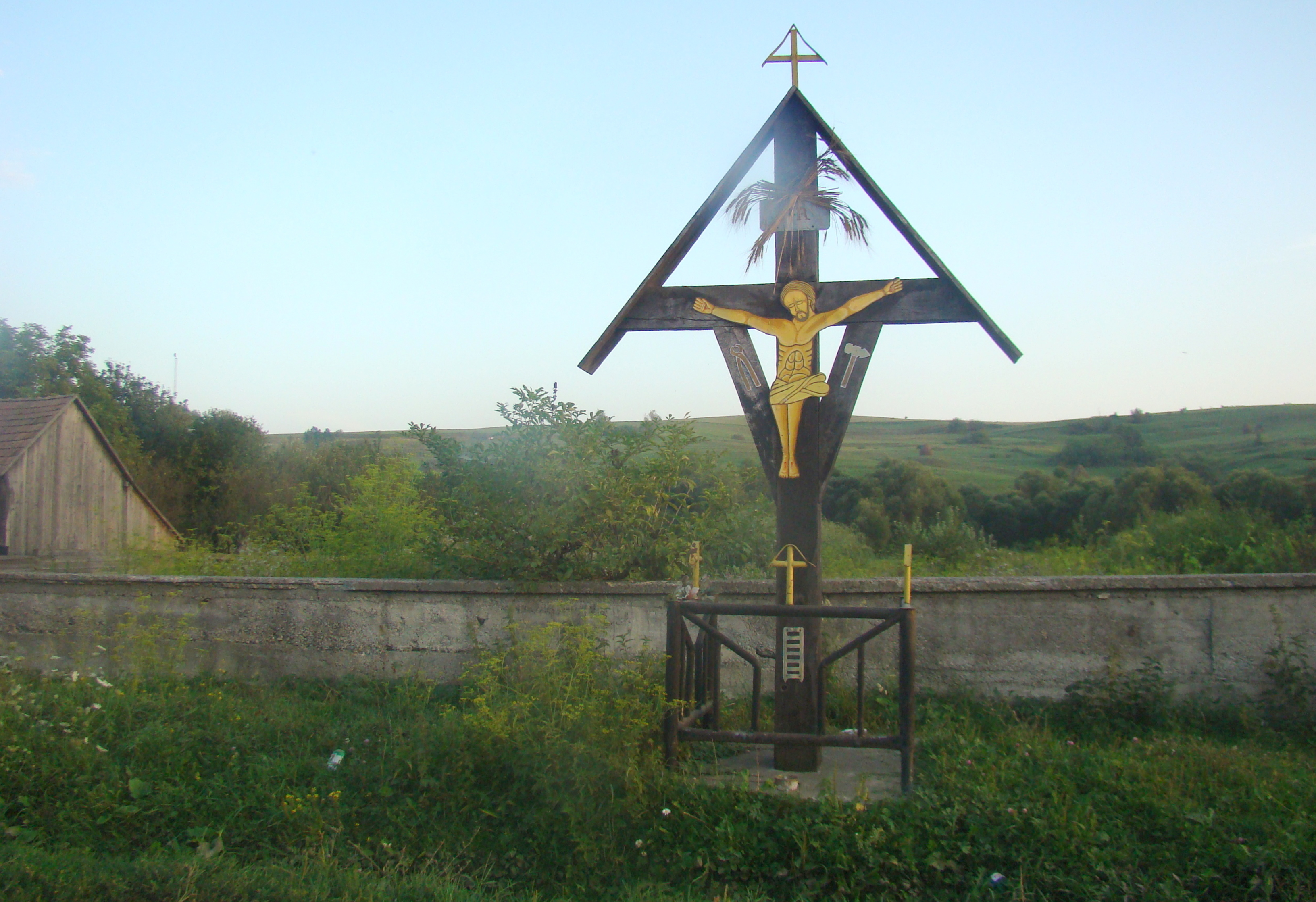
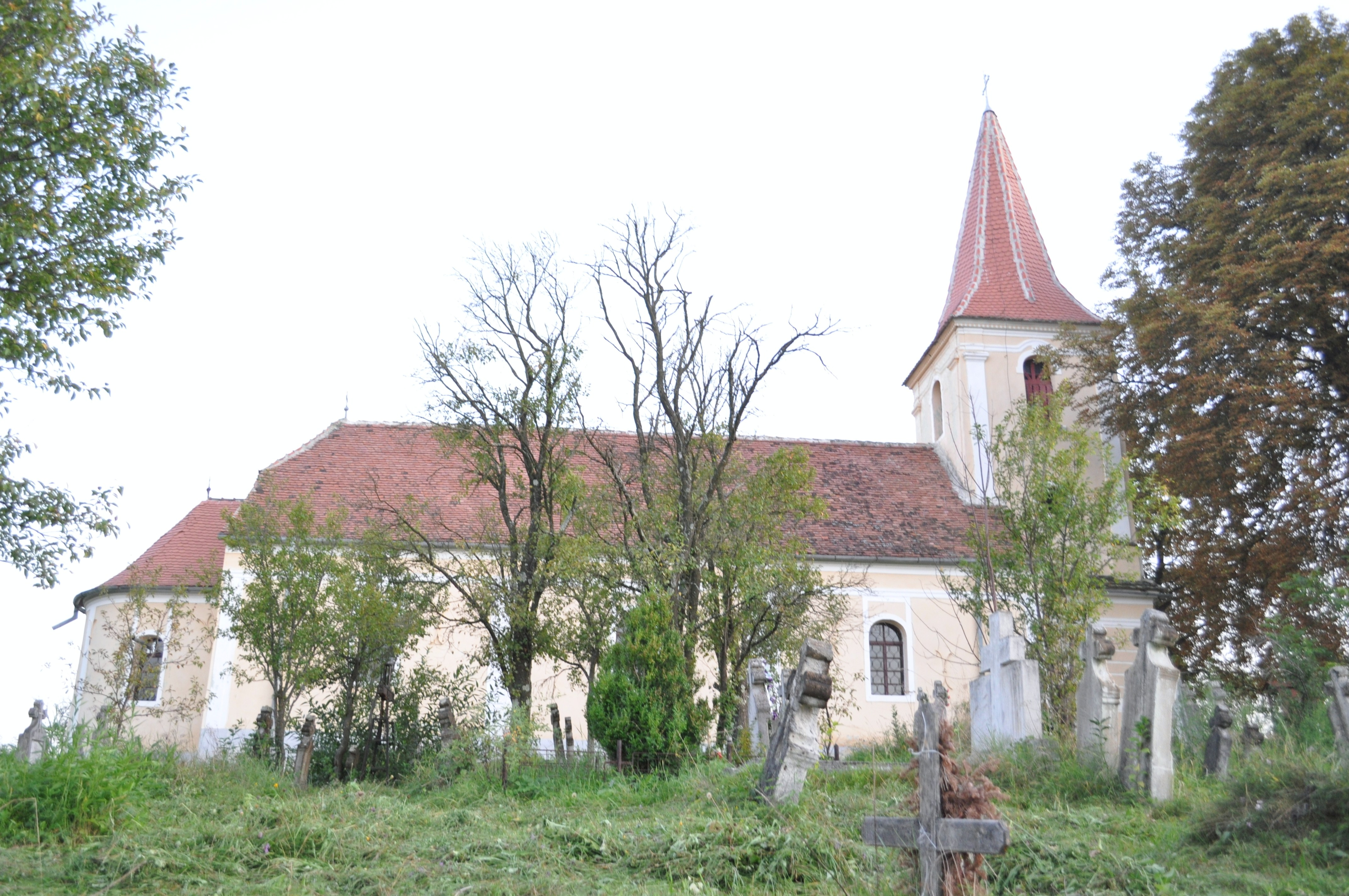
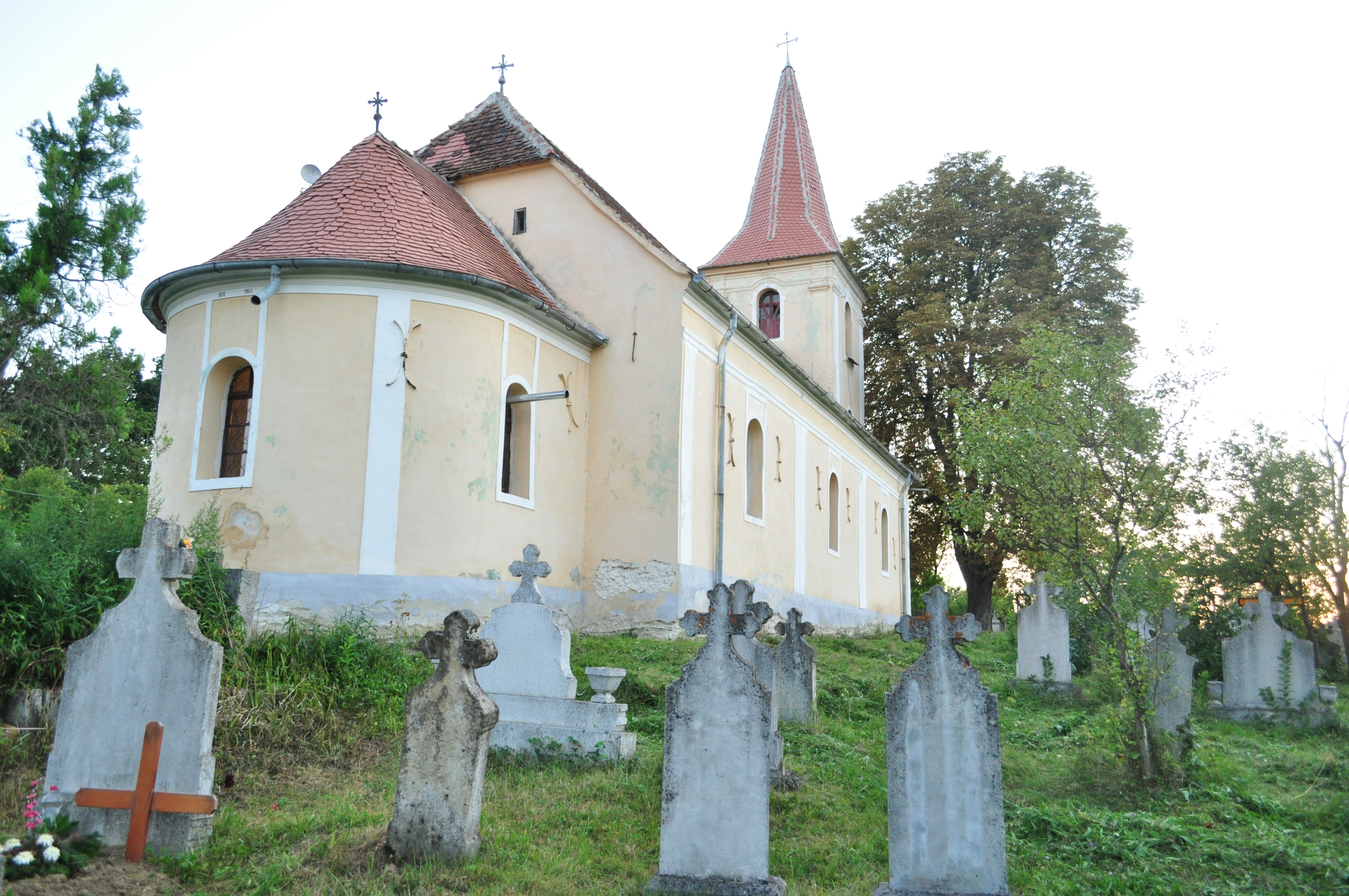
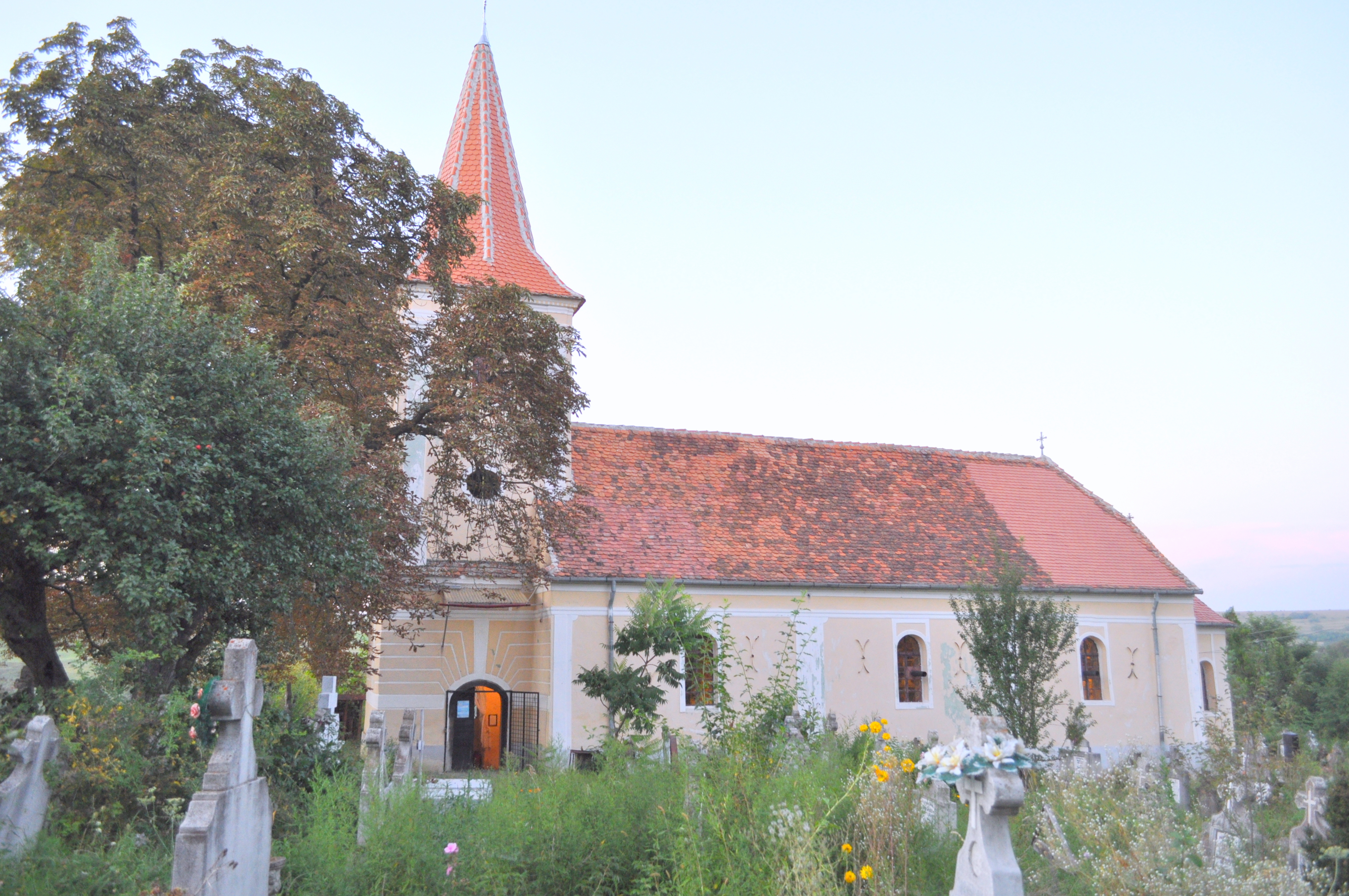

## Imagini din interior

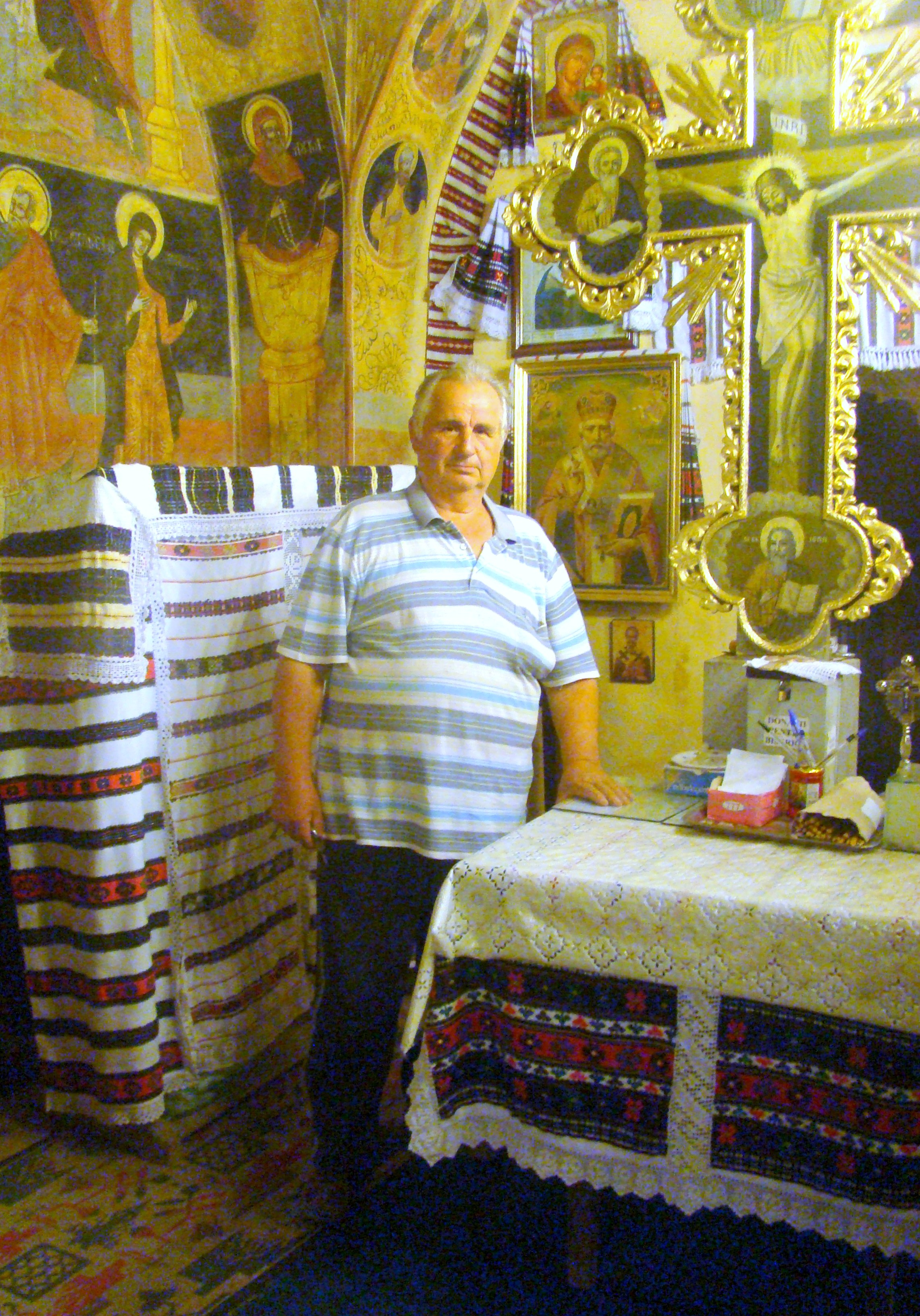
Crâsnicul Ciovică Valer
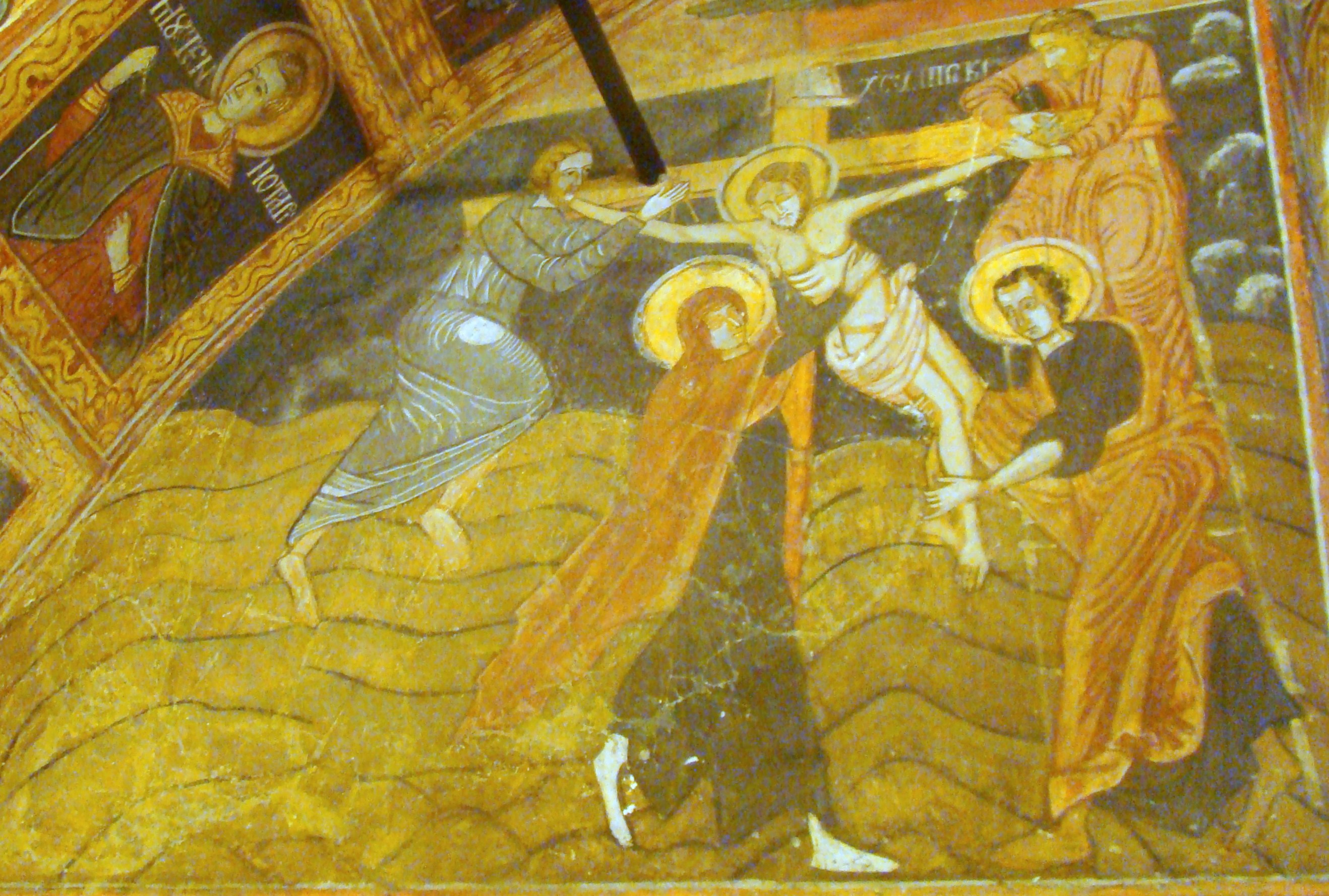
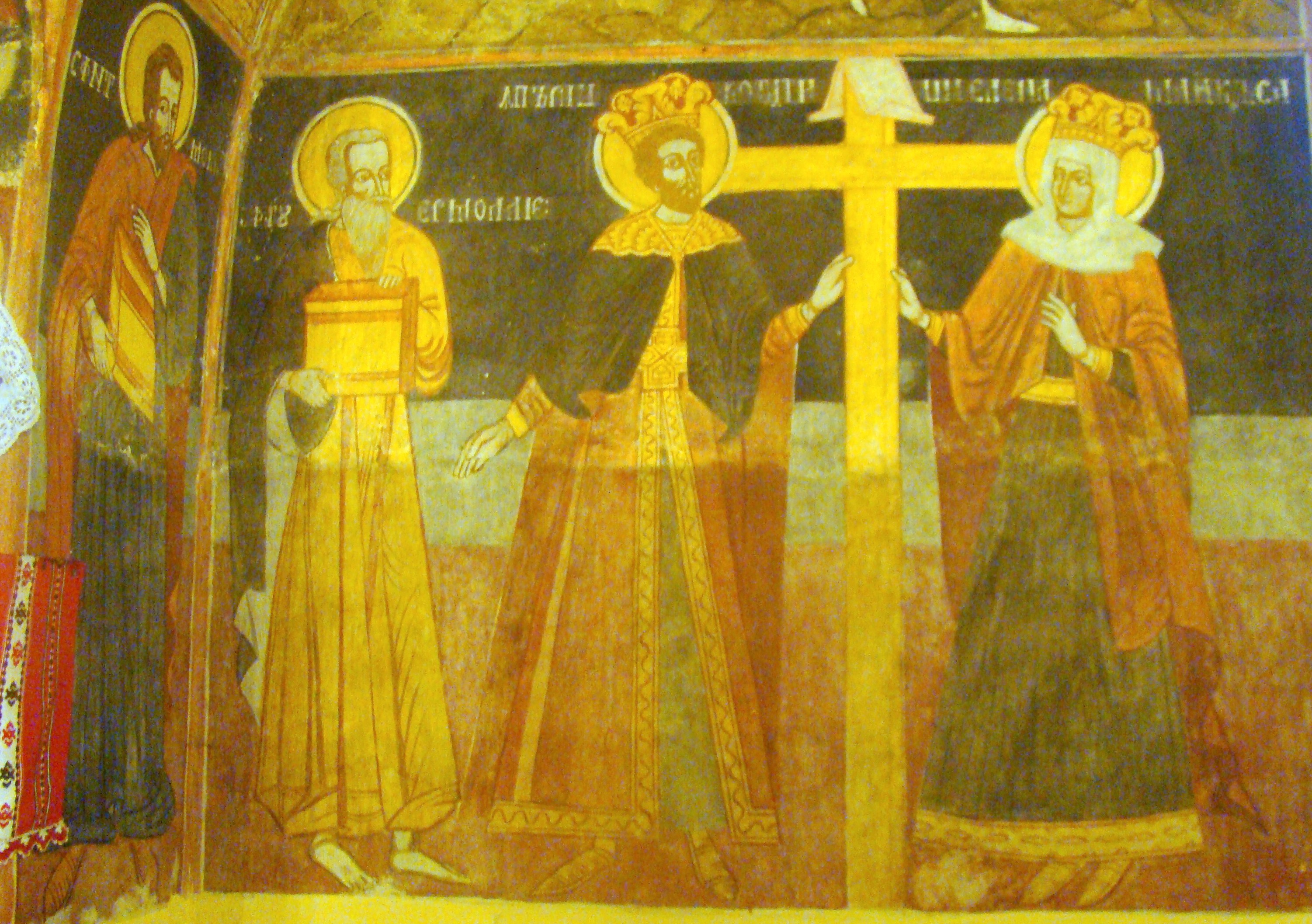
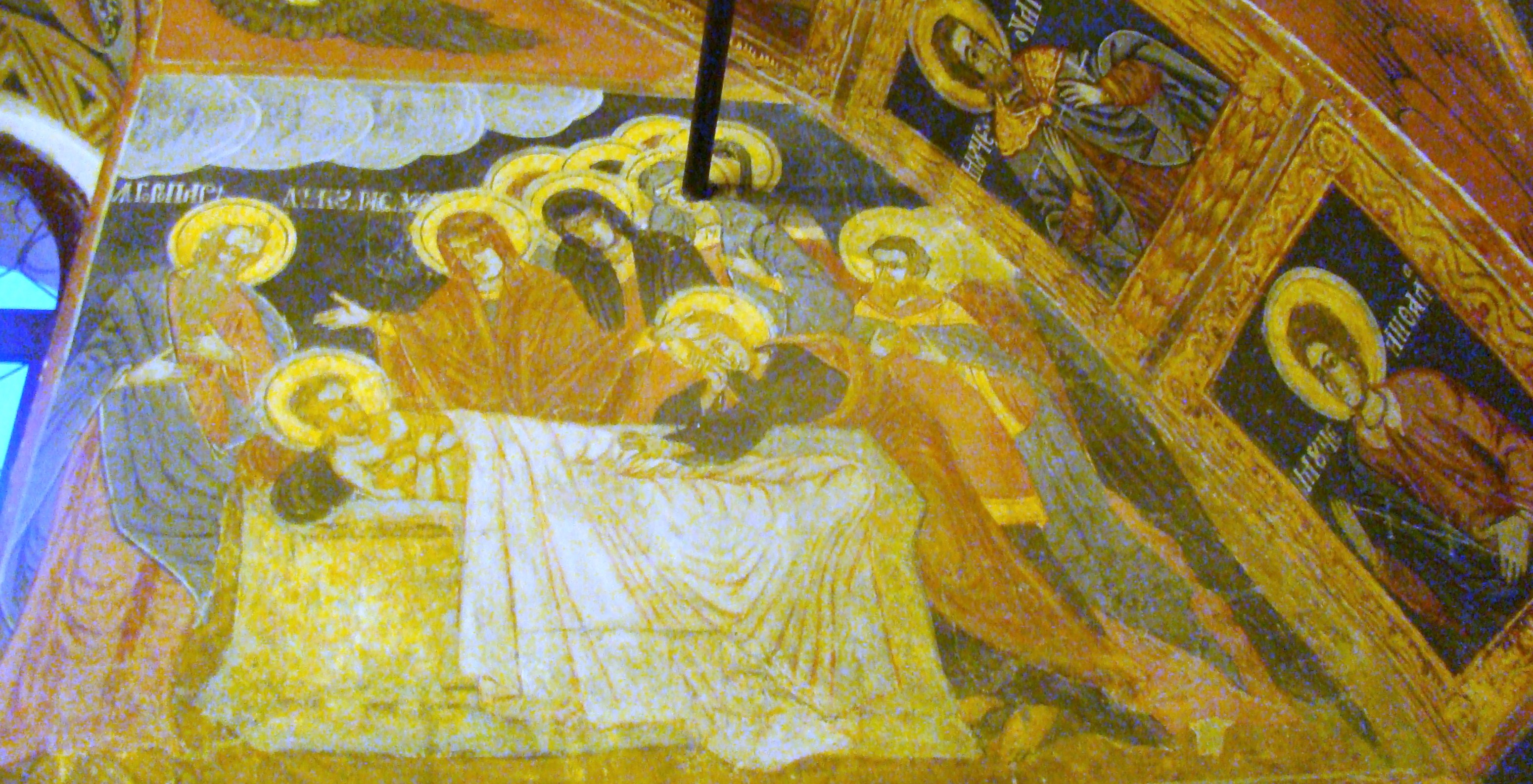
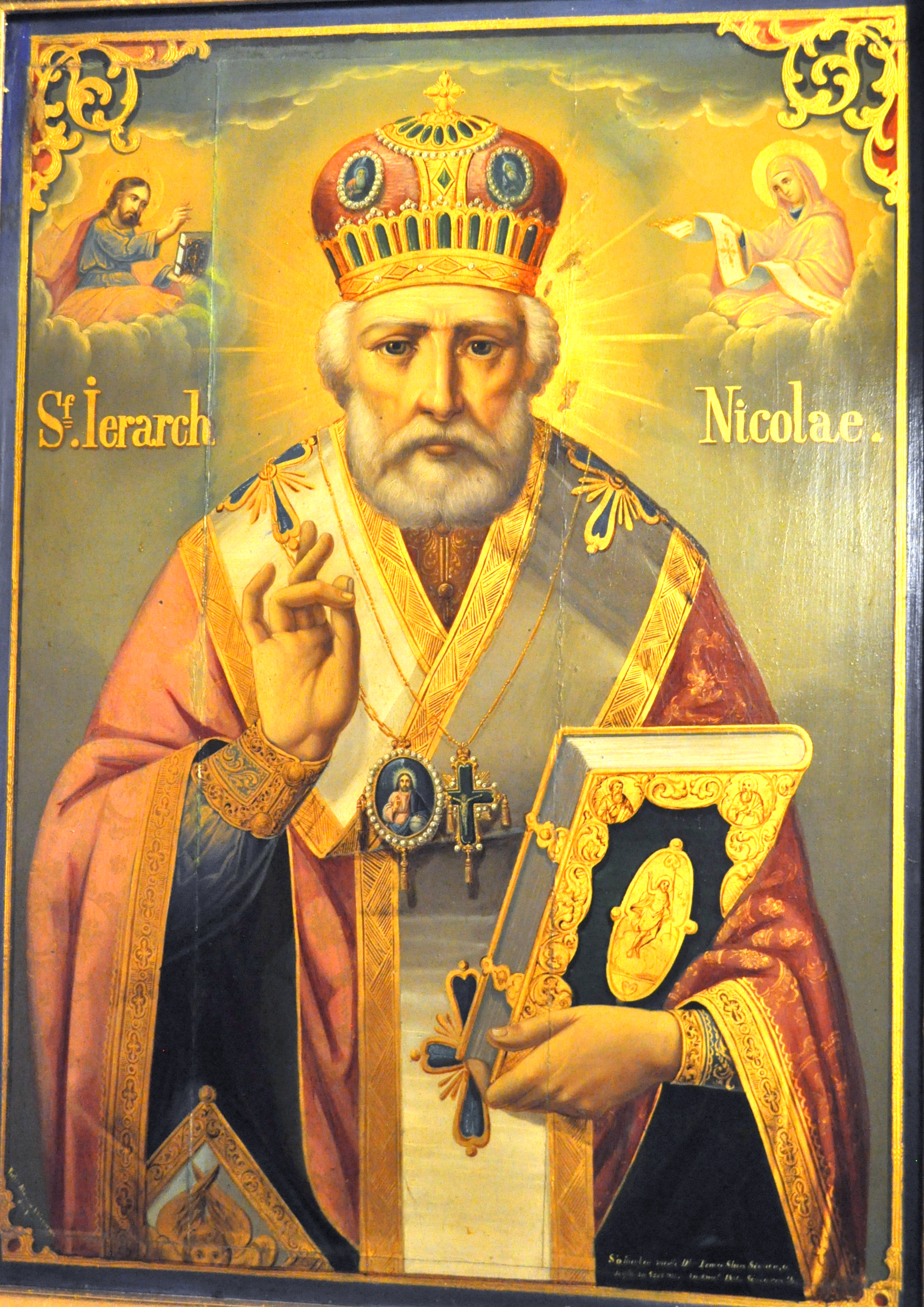
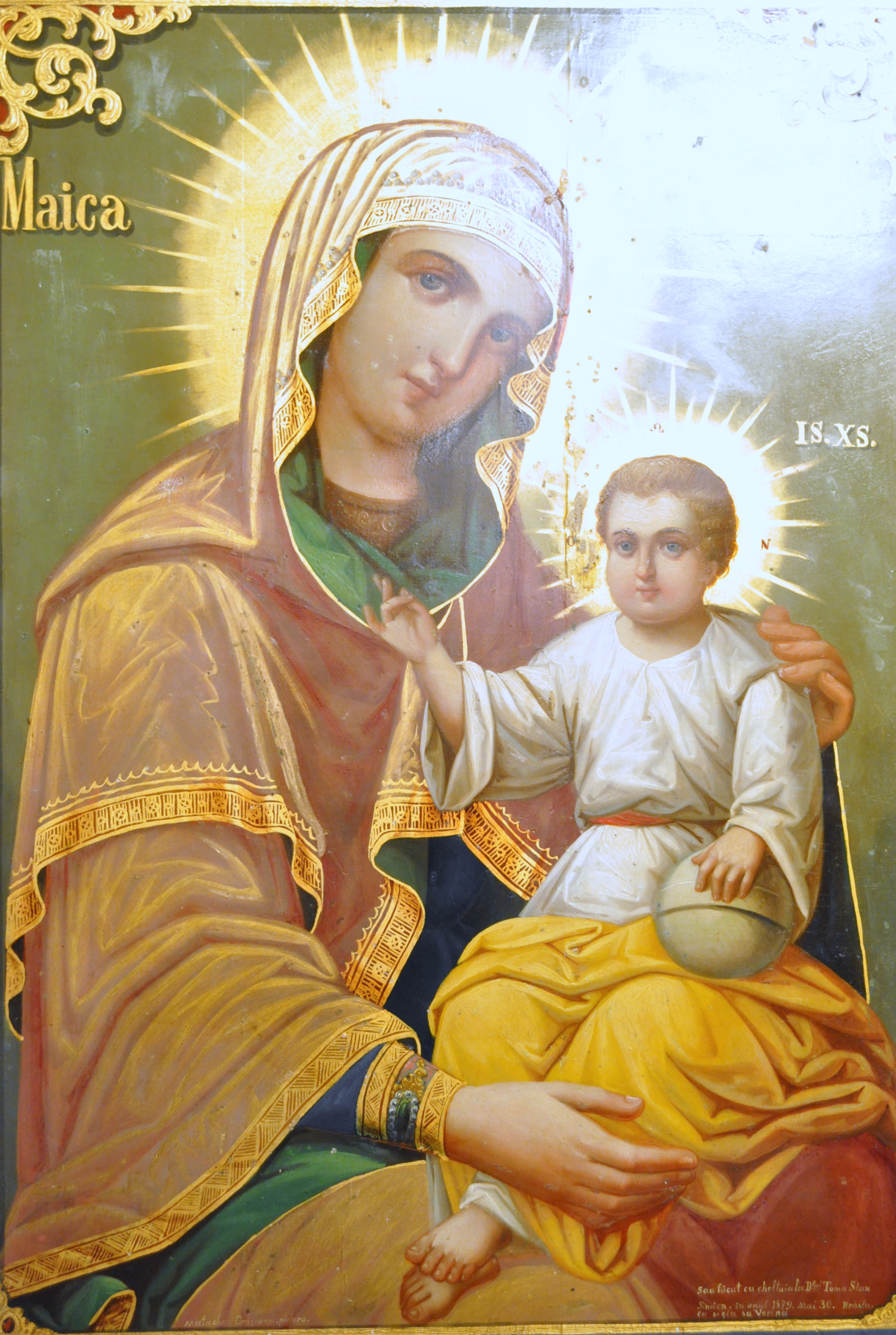
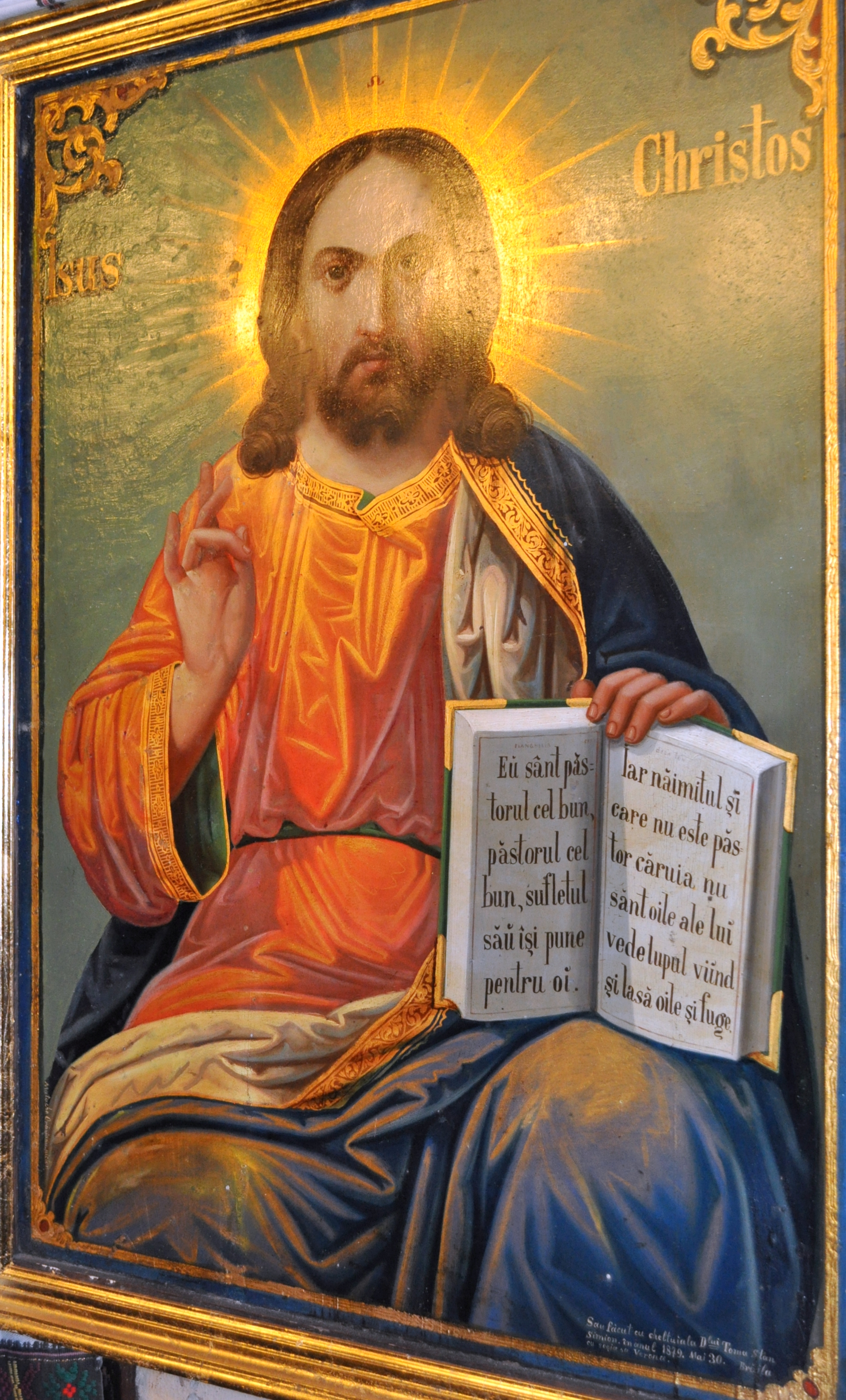
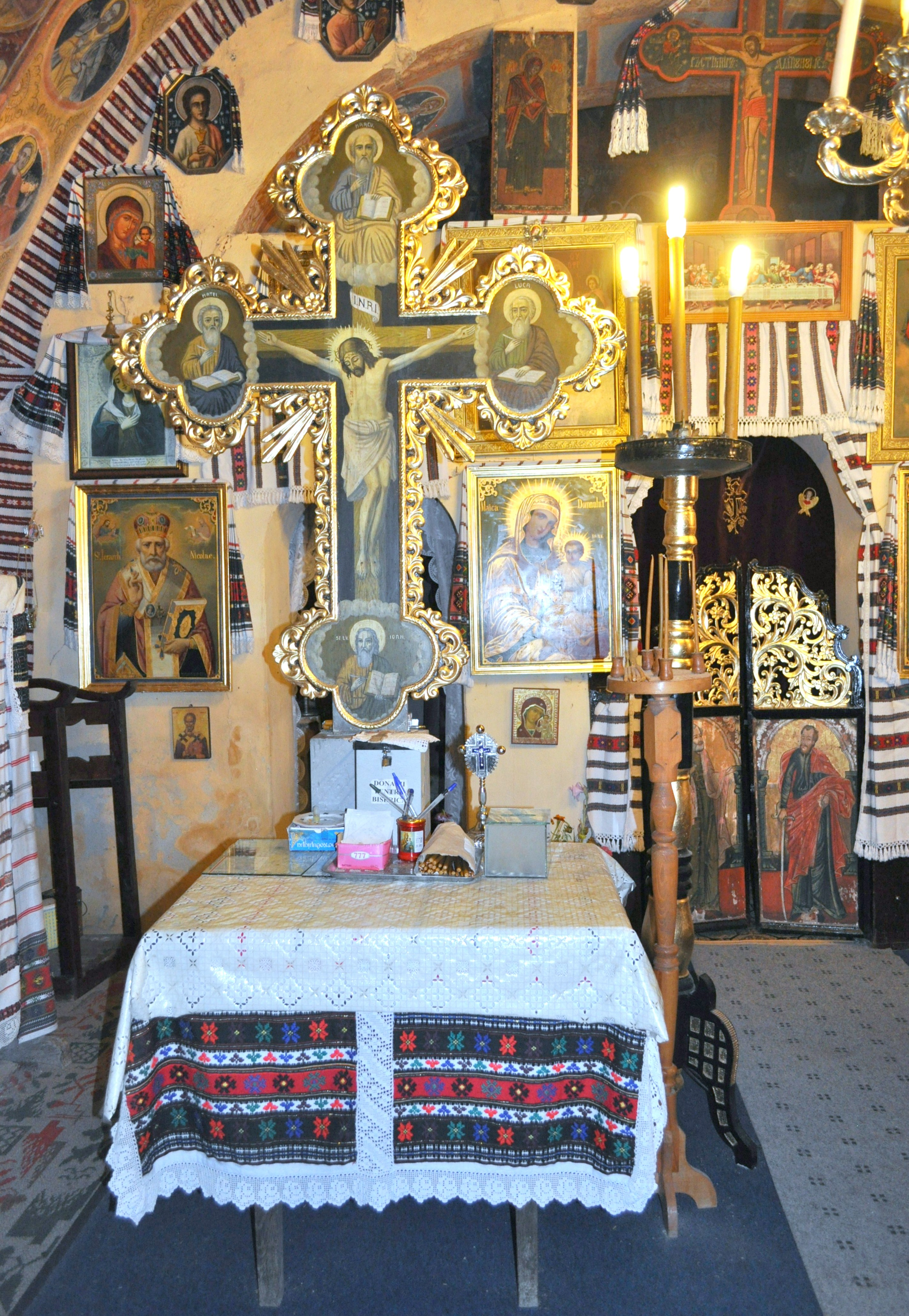
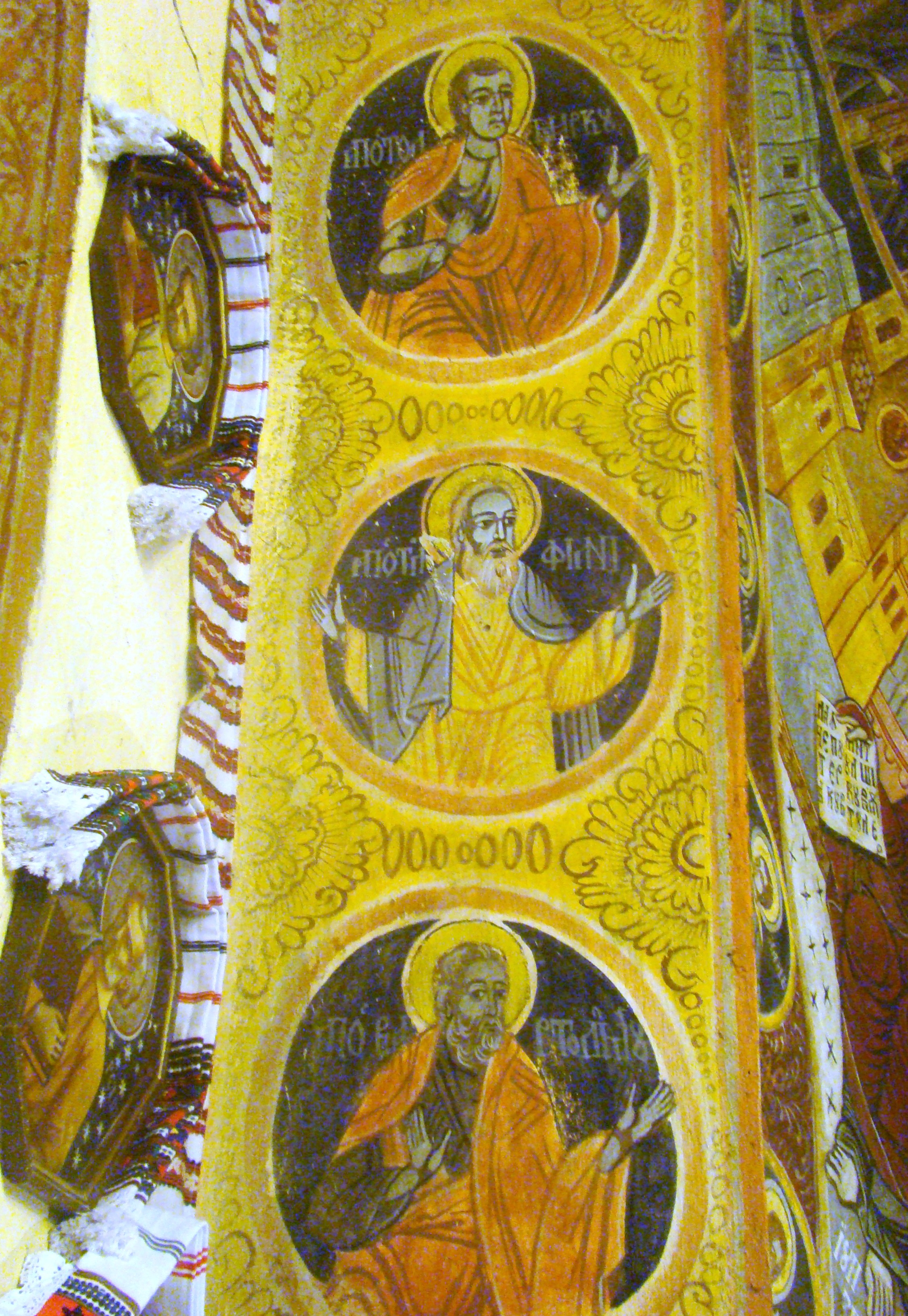
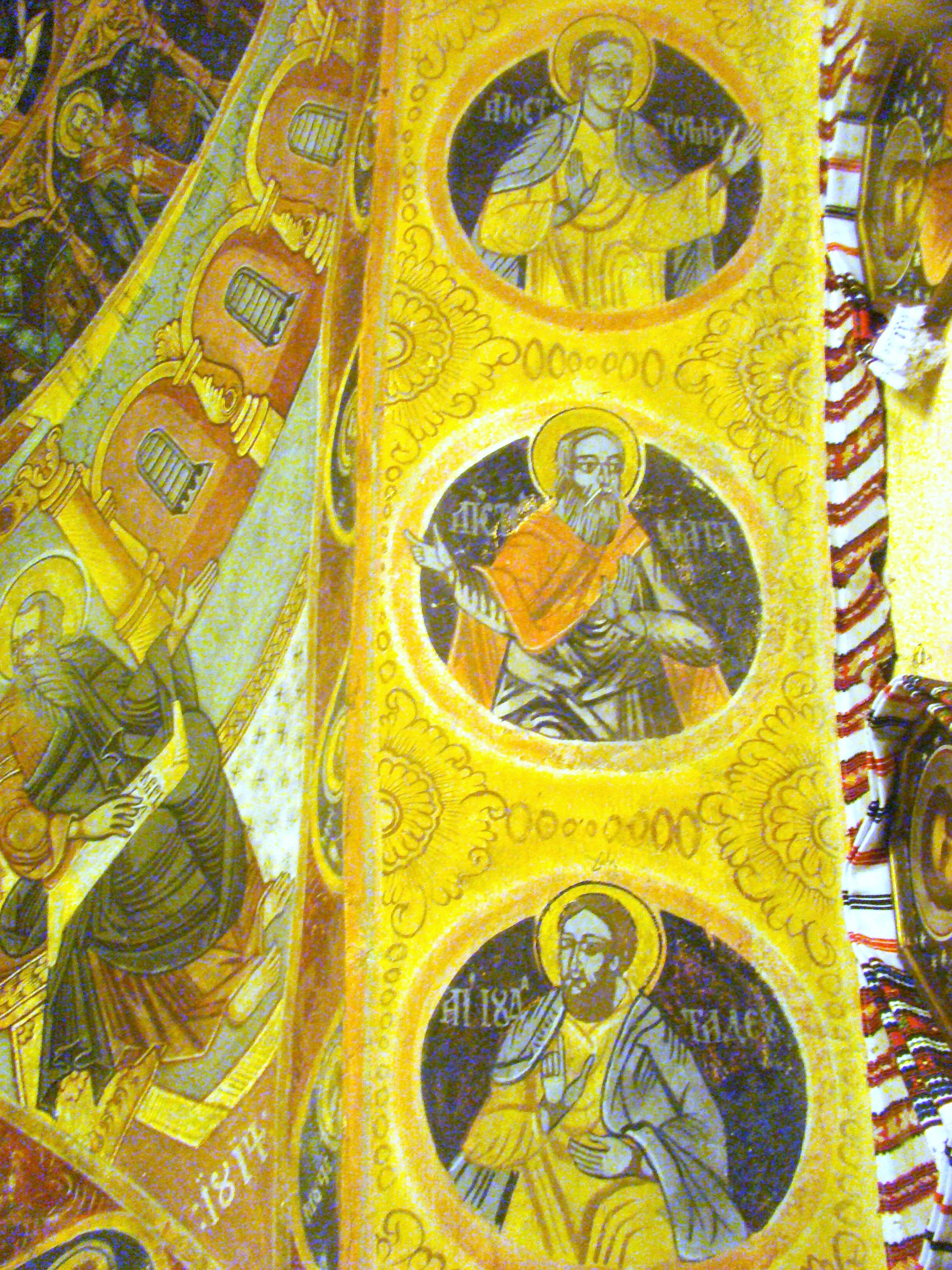
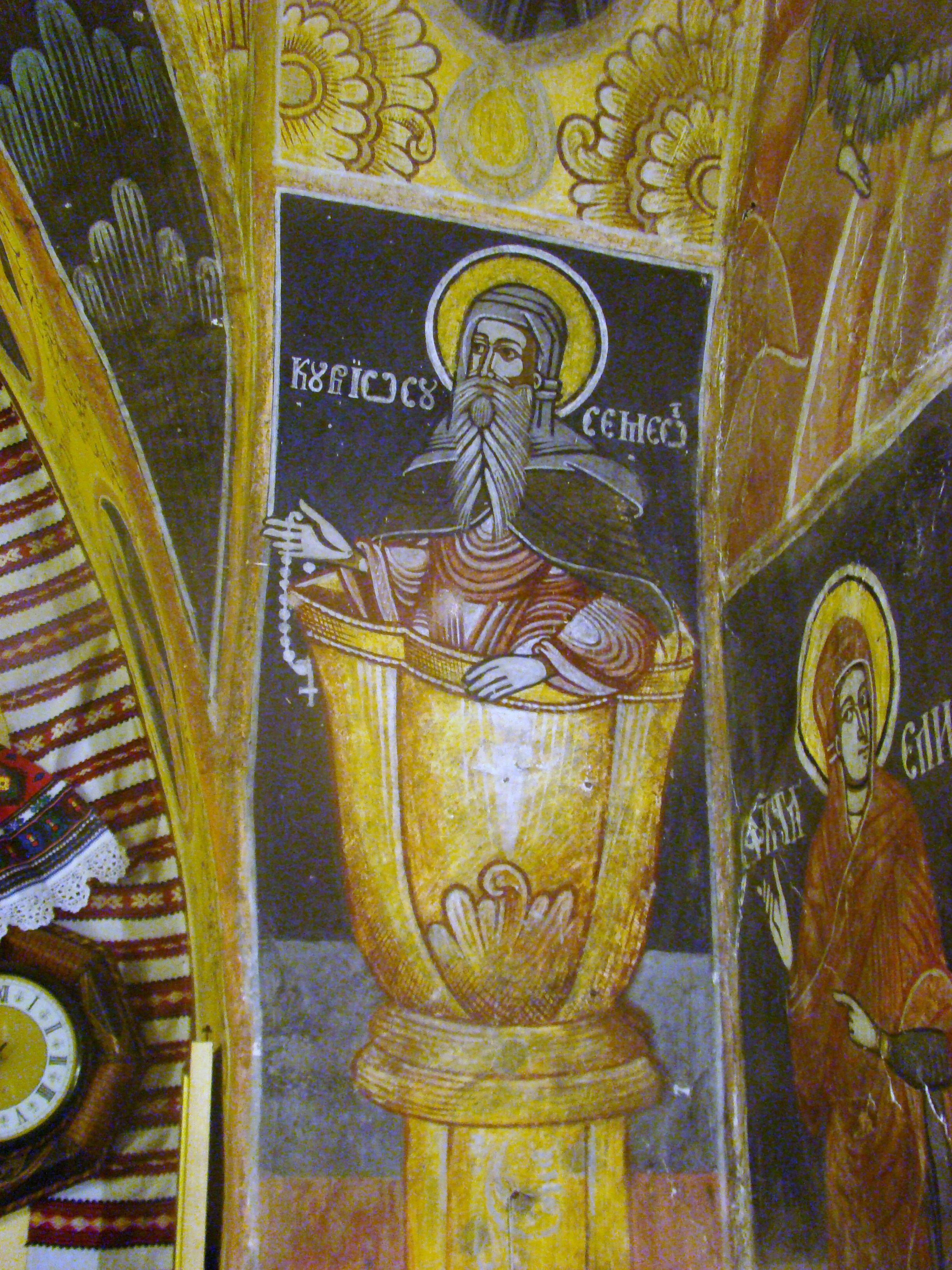
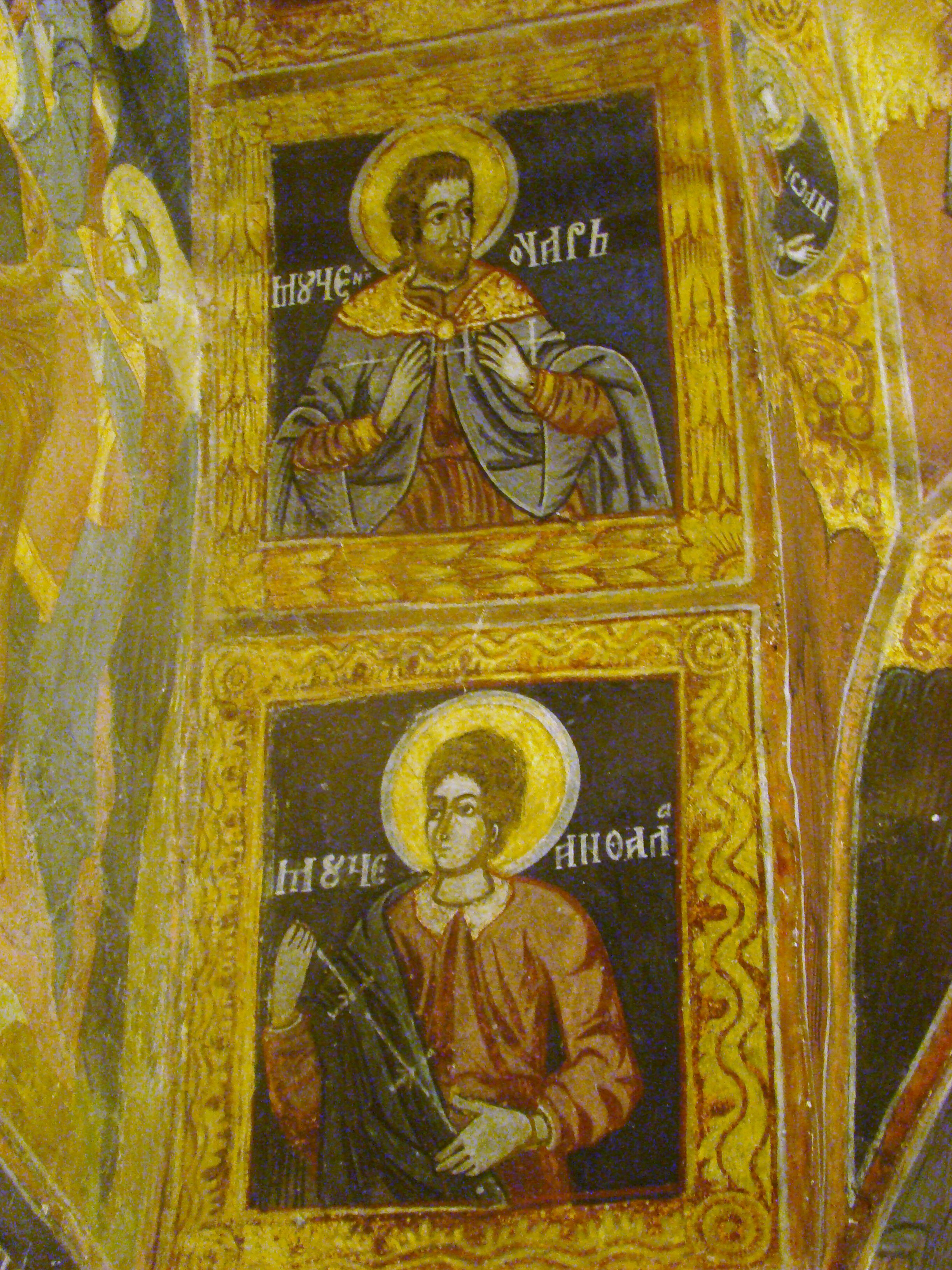
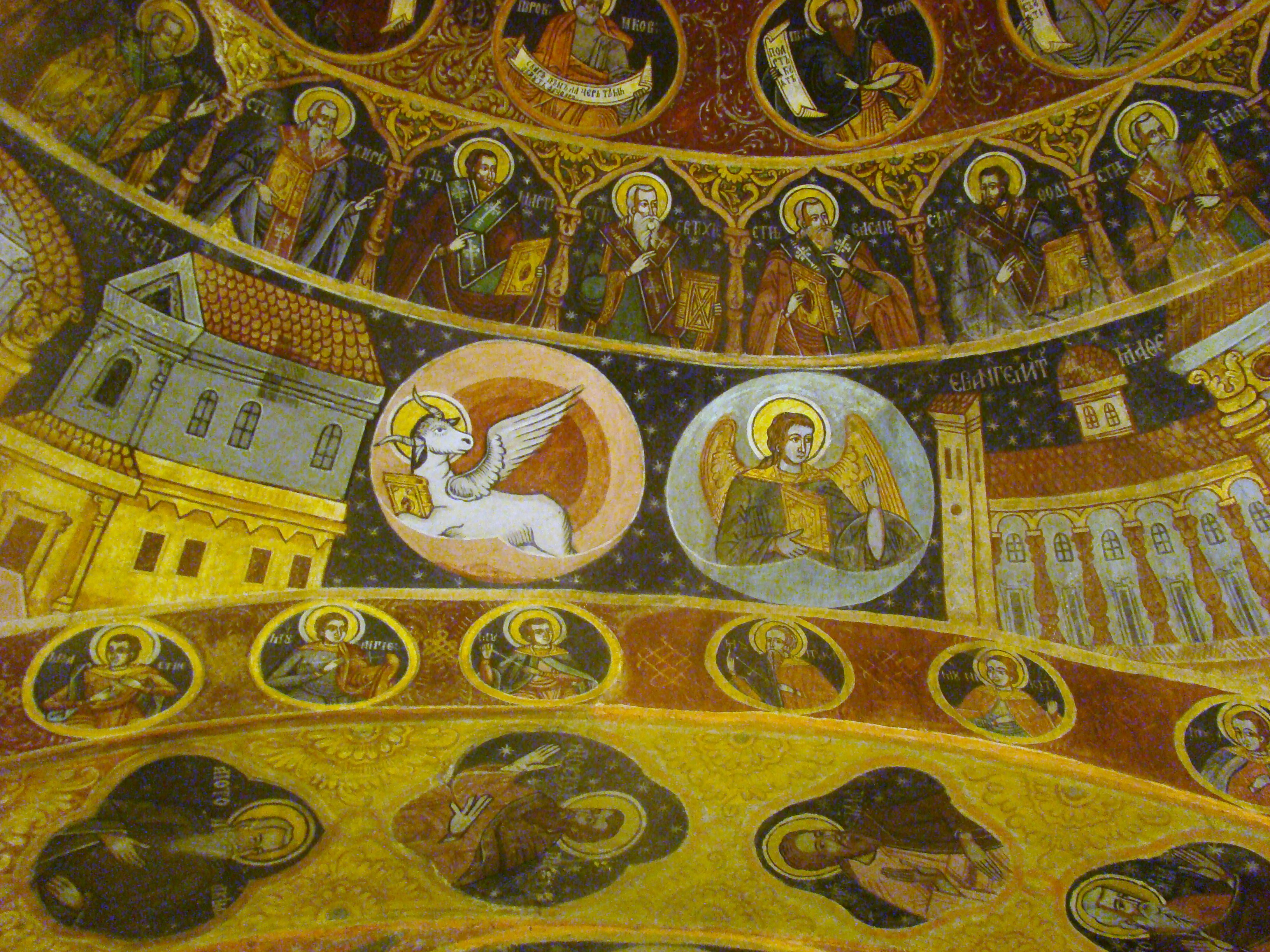
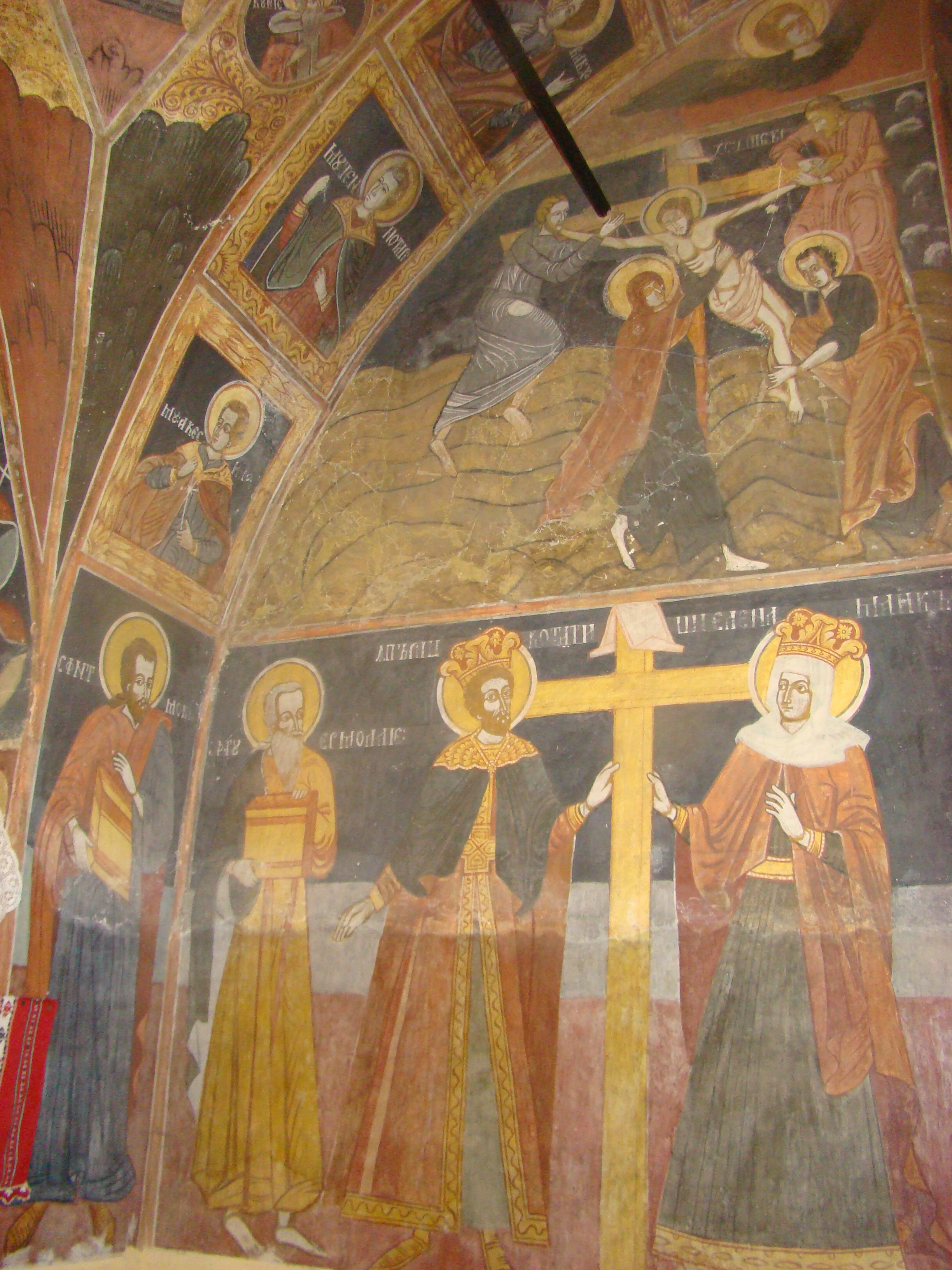
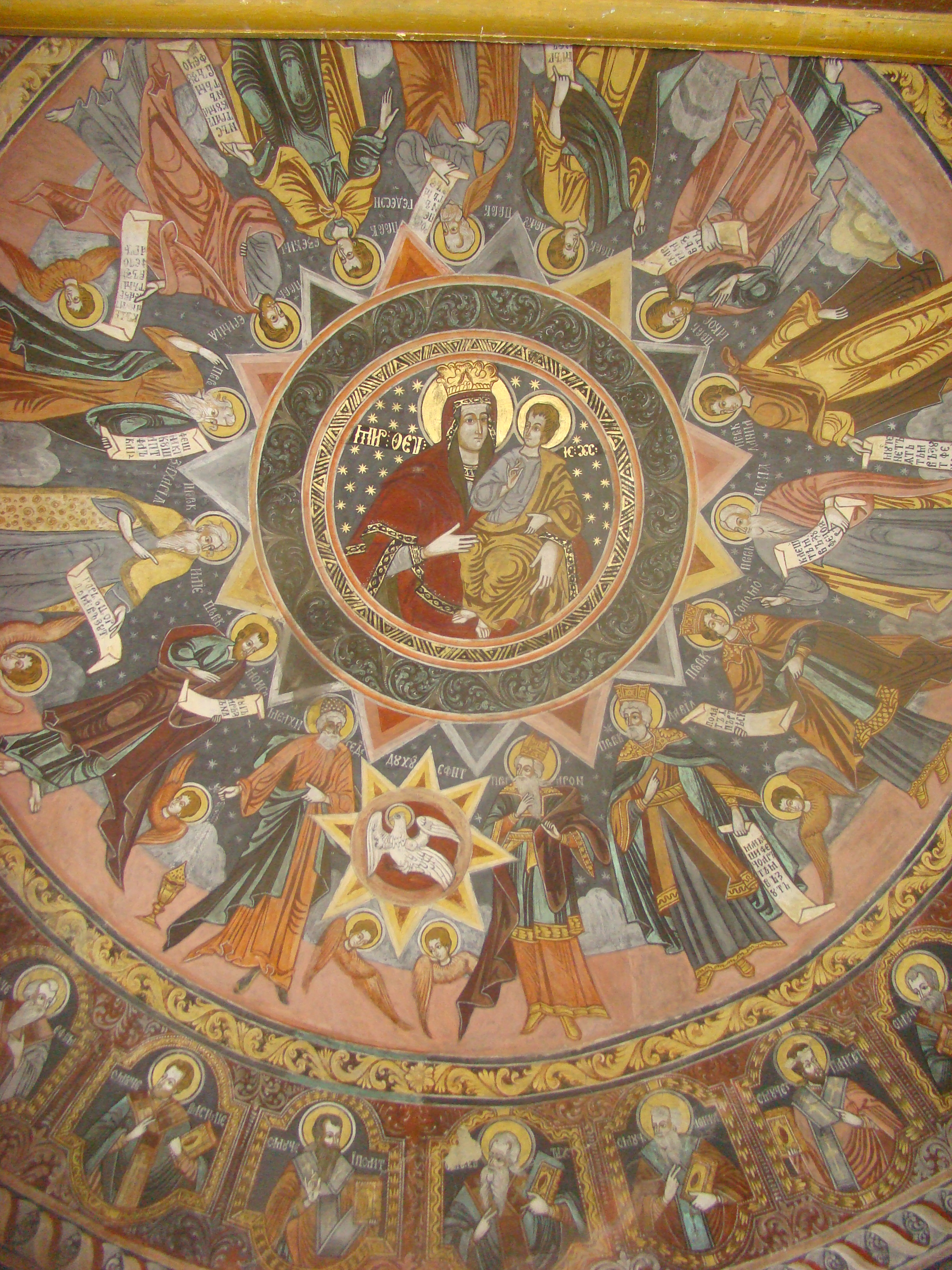
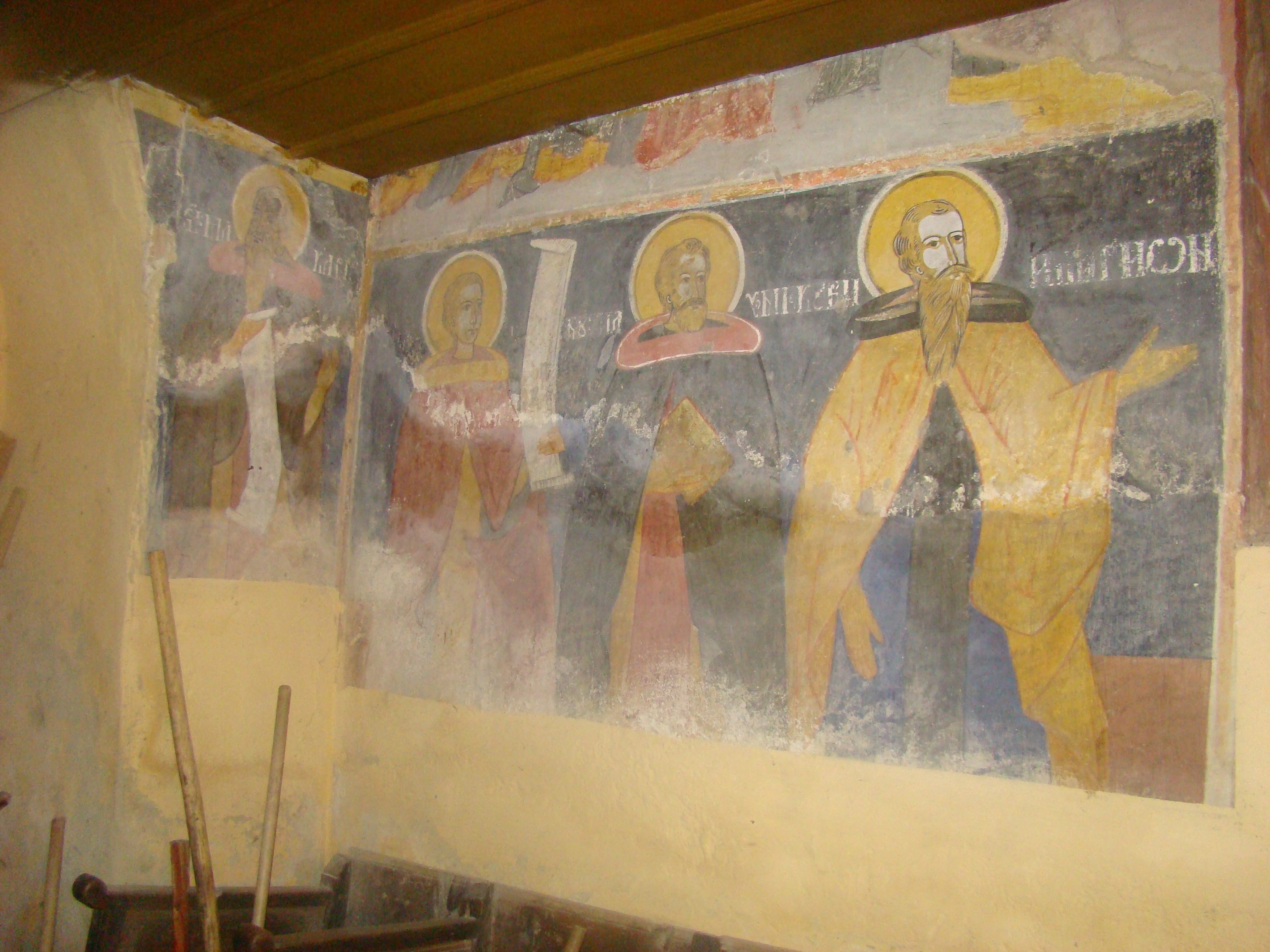
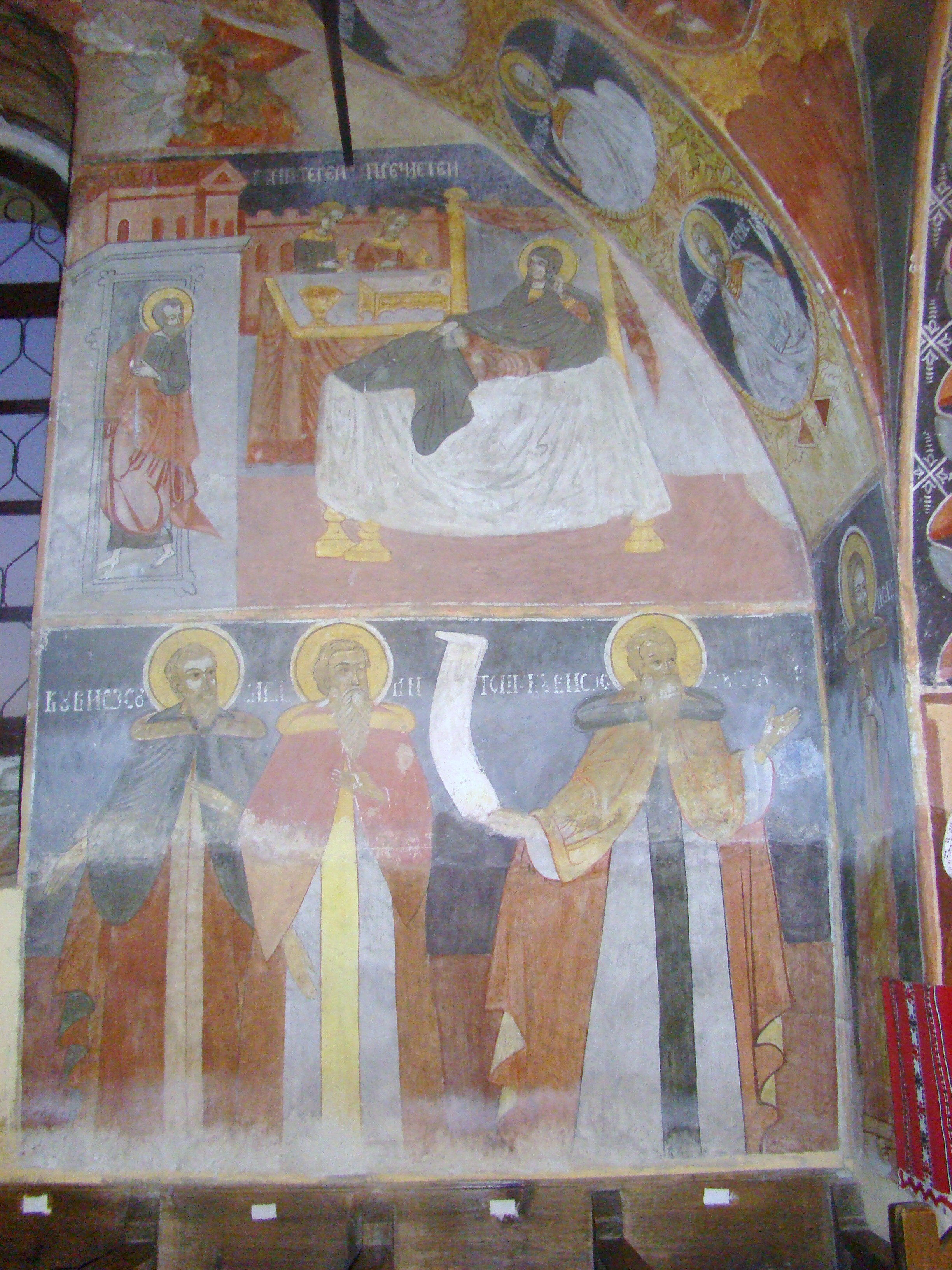
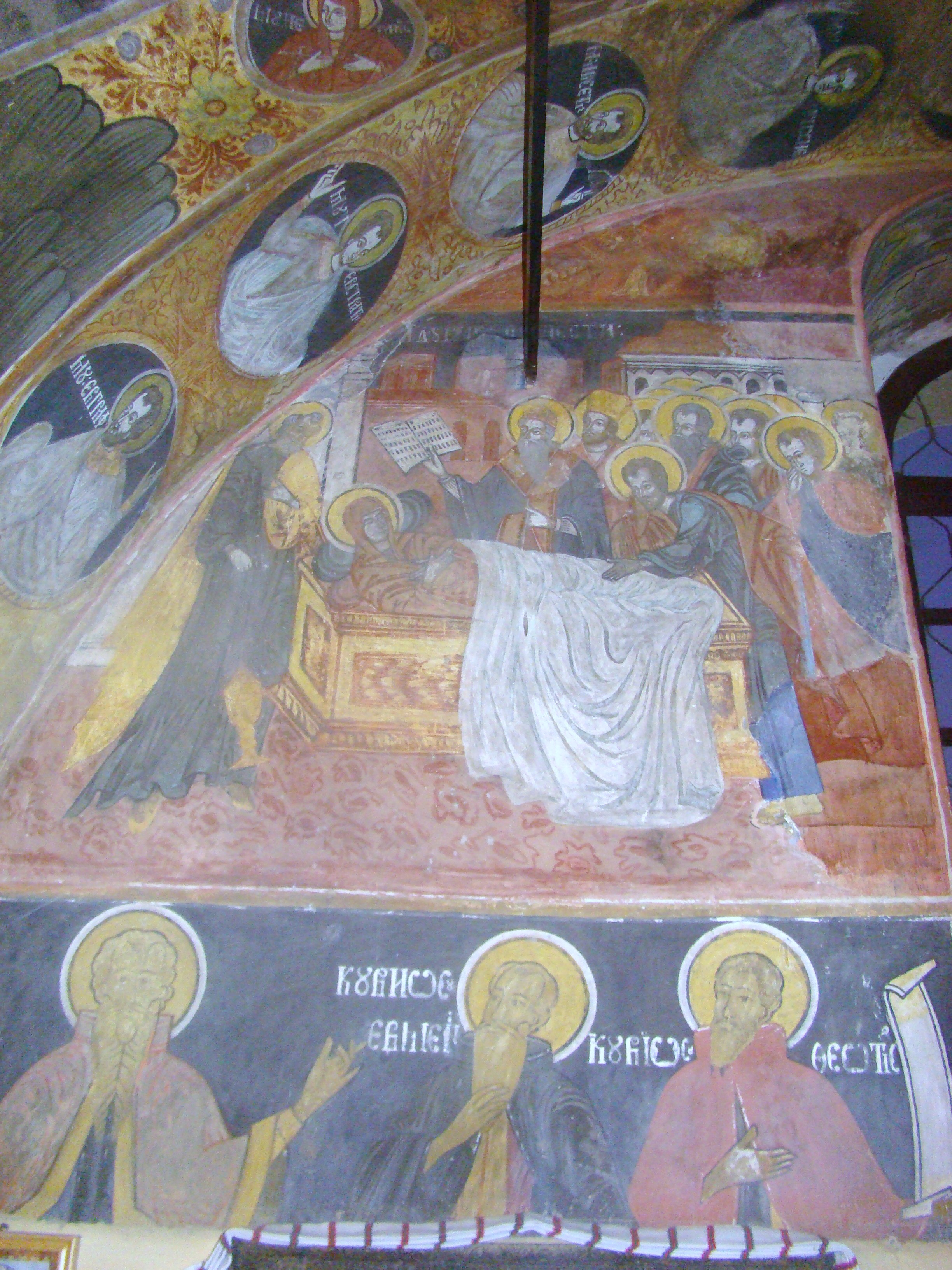
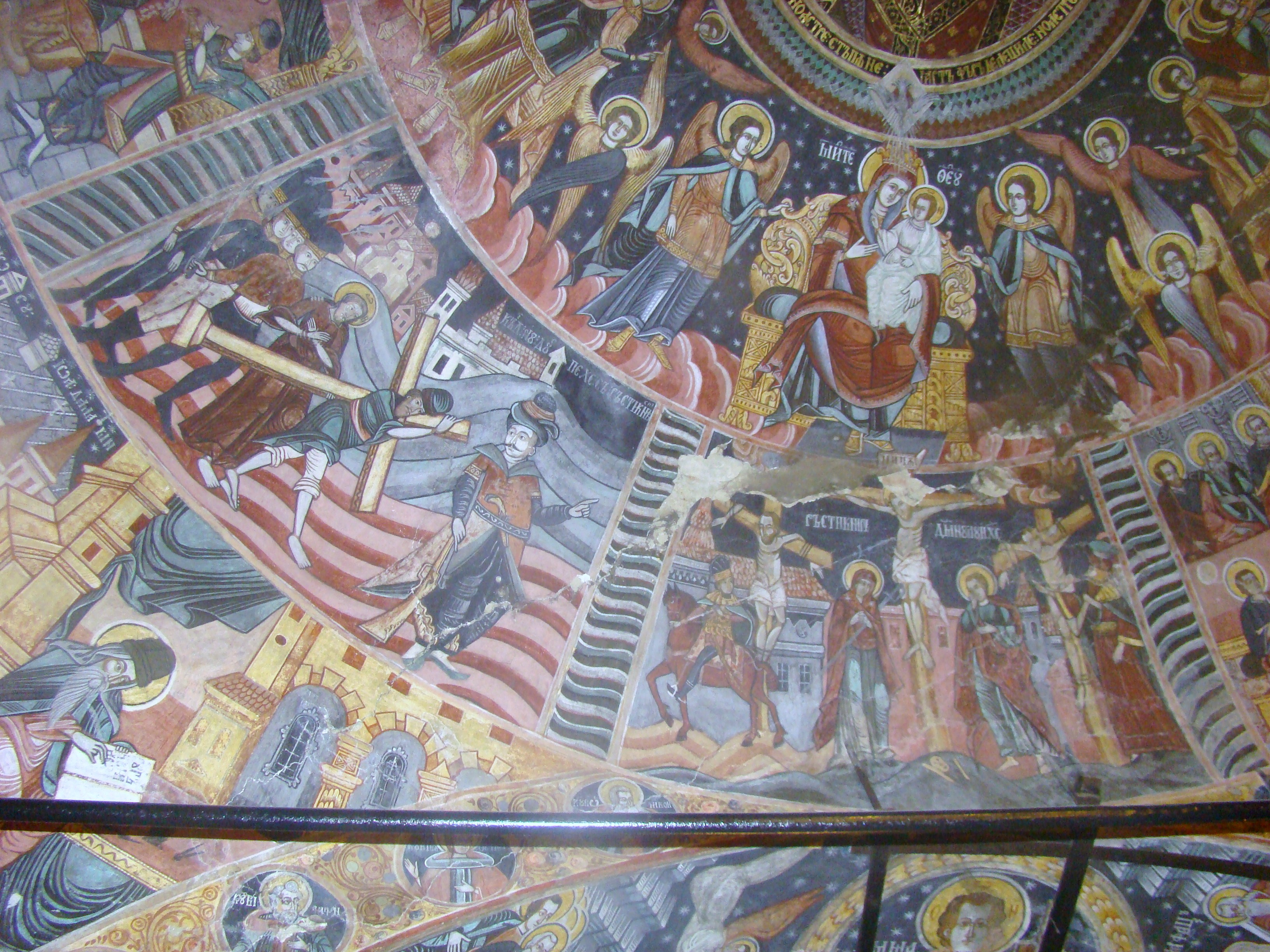
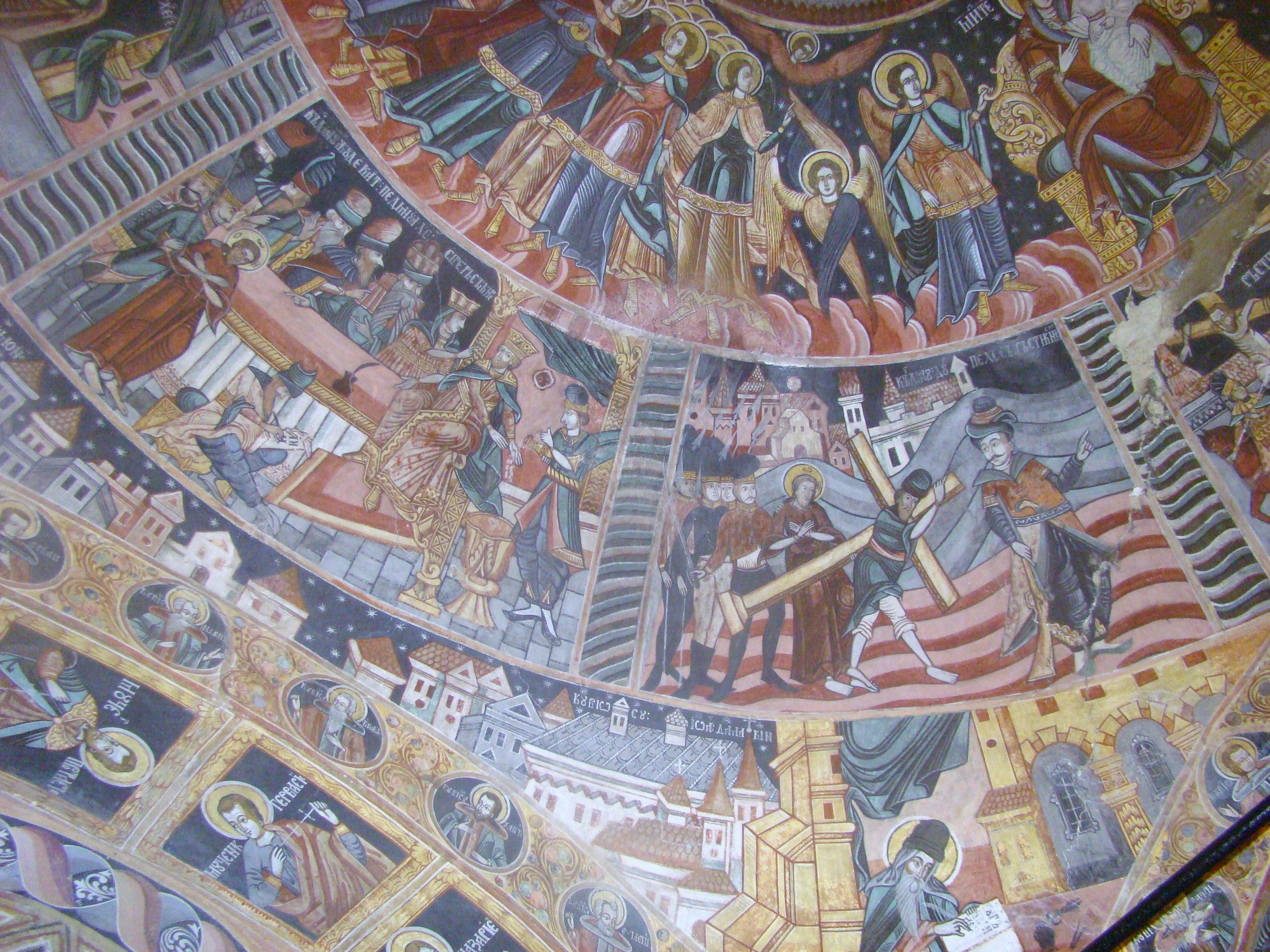
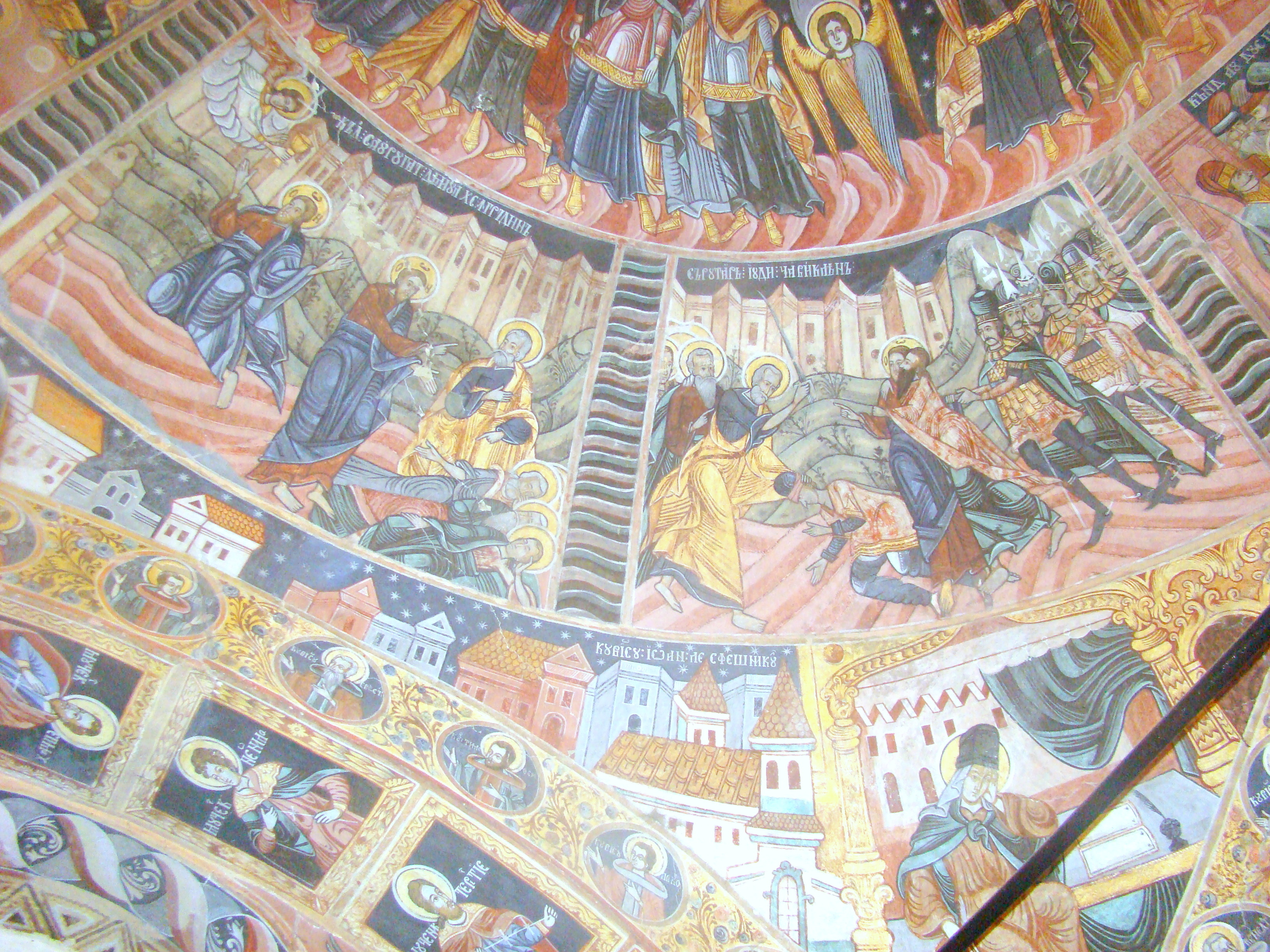
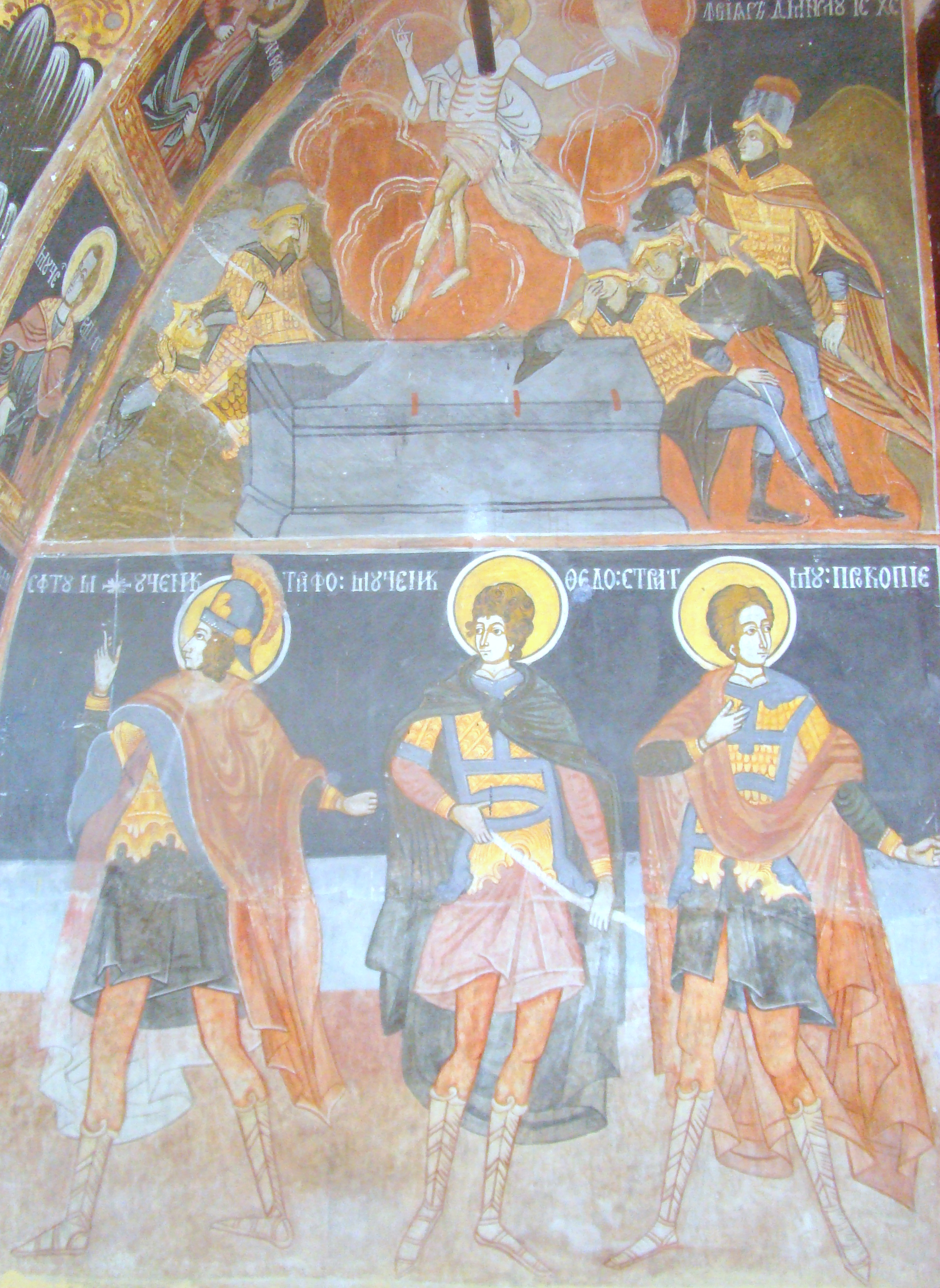
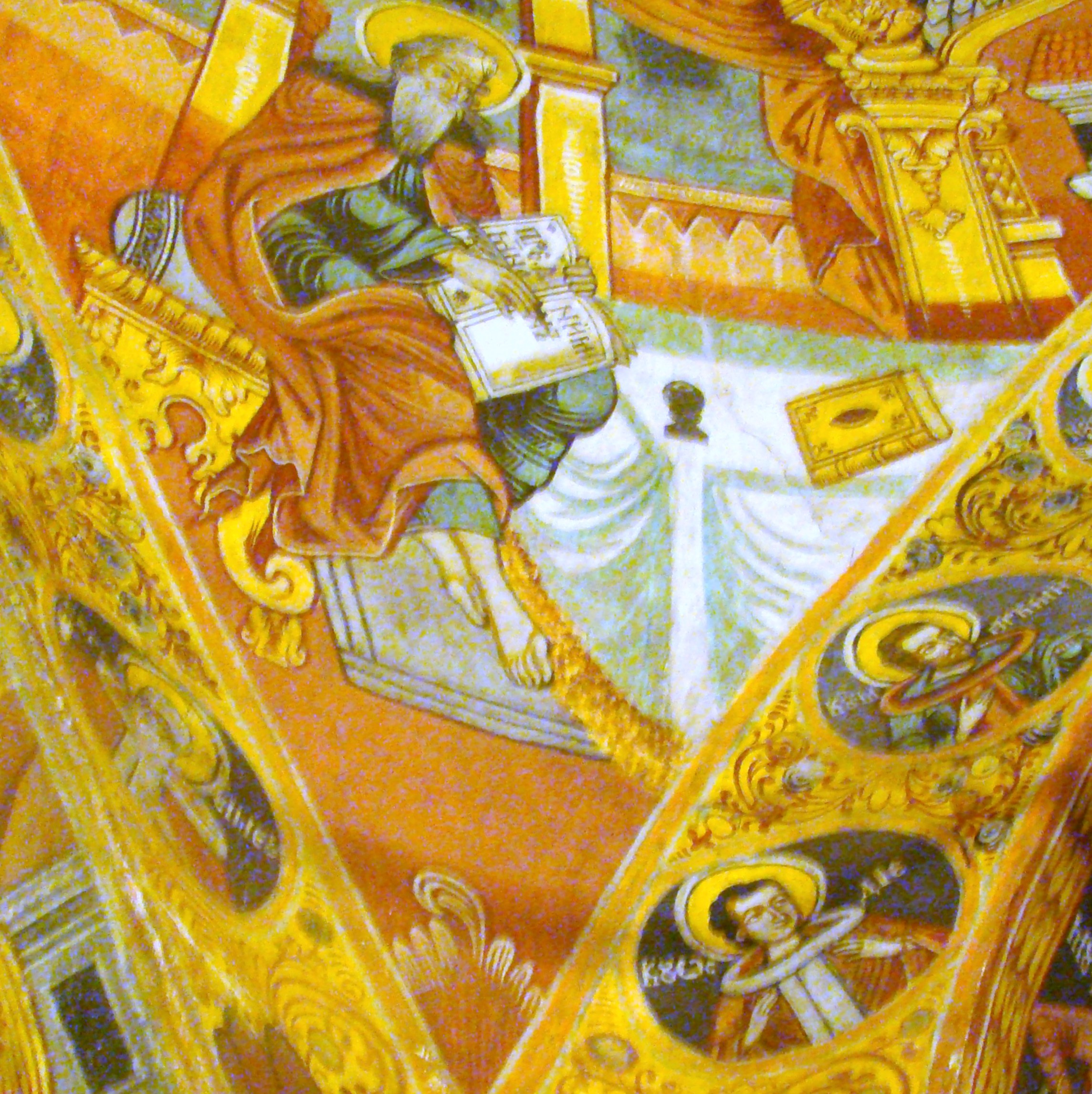
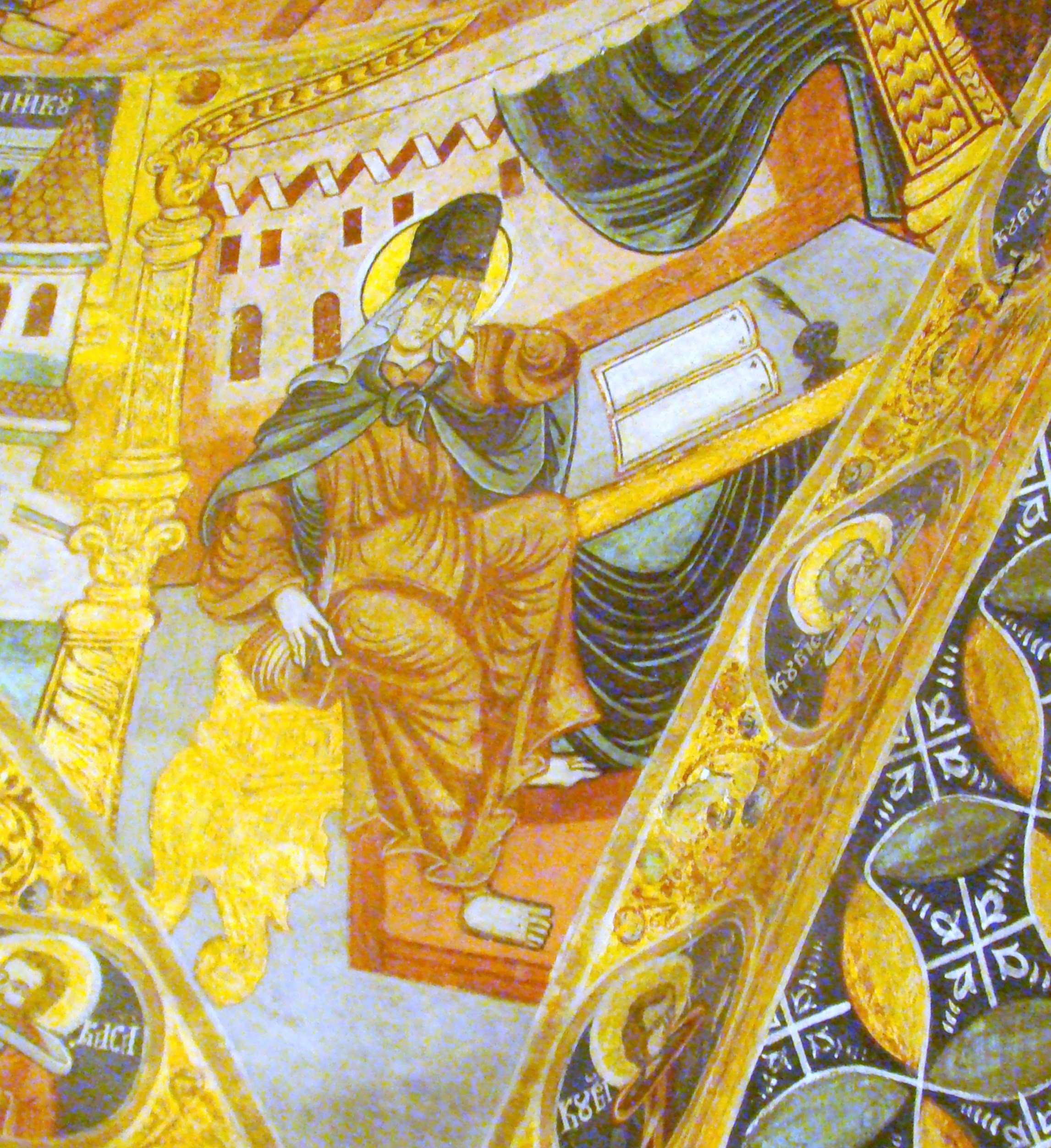
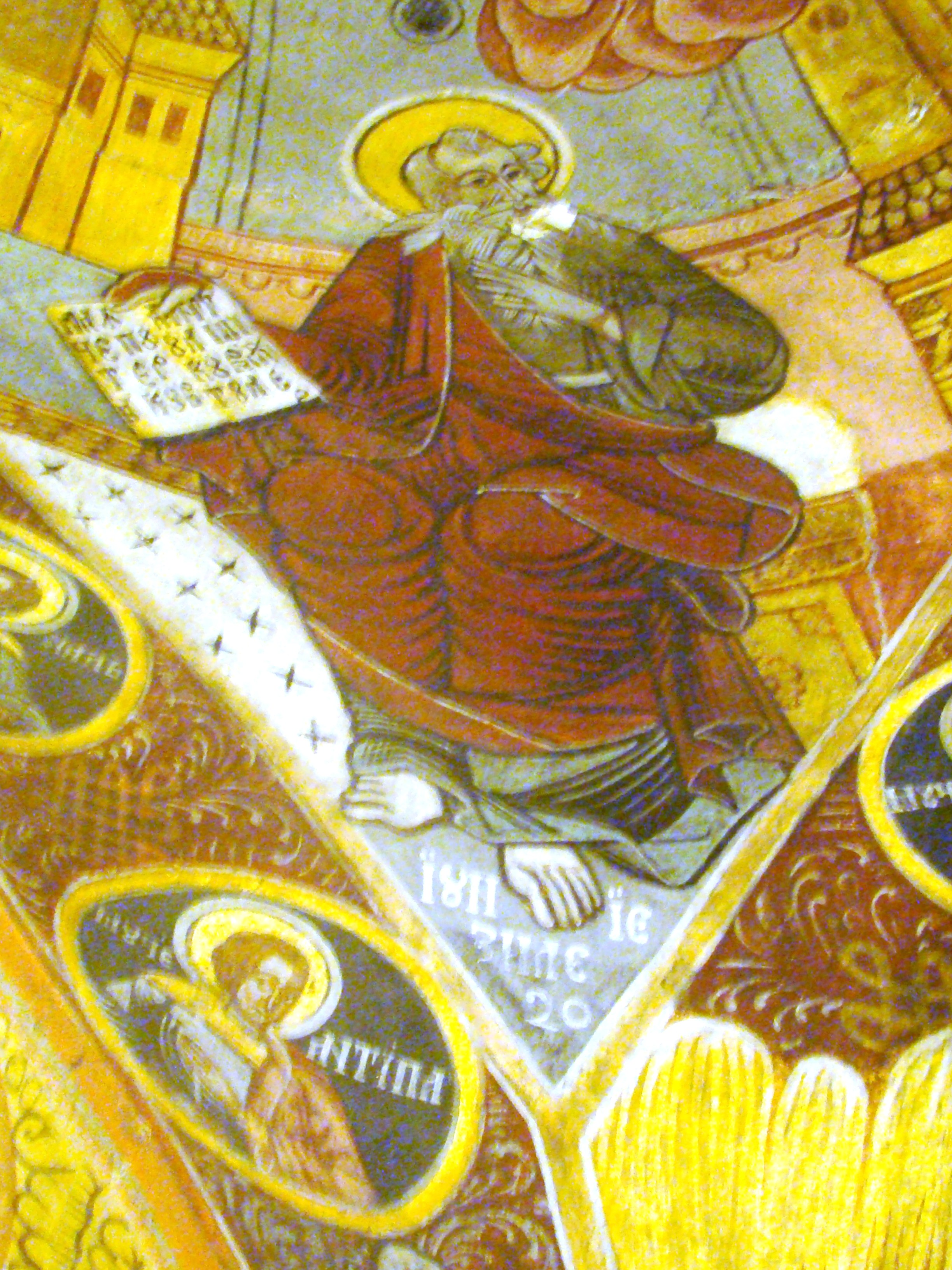
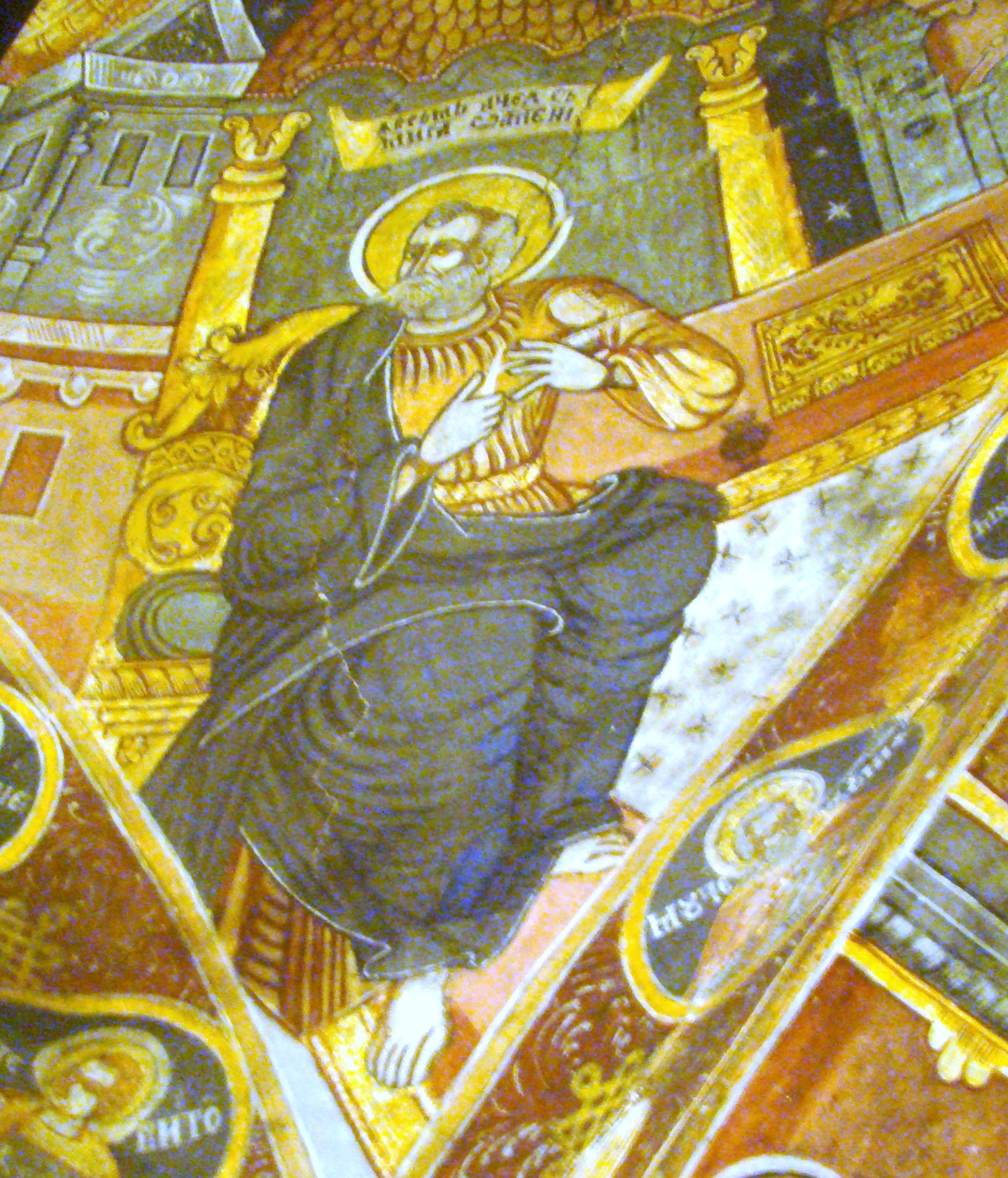
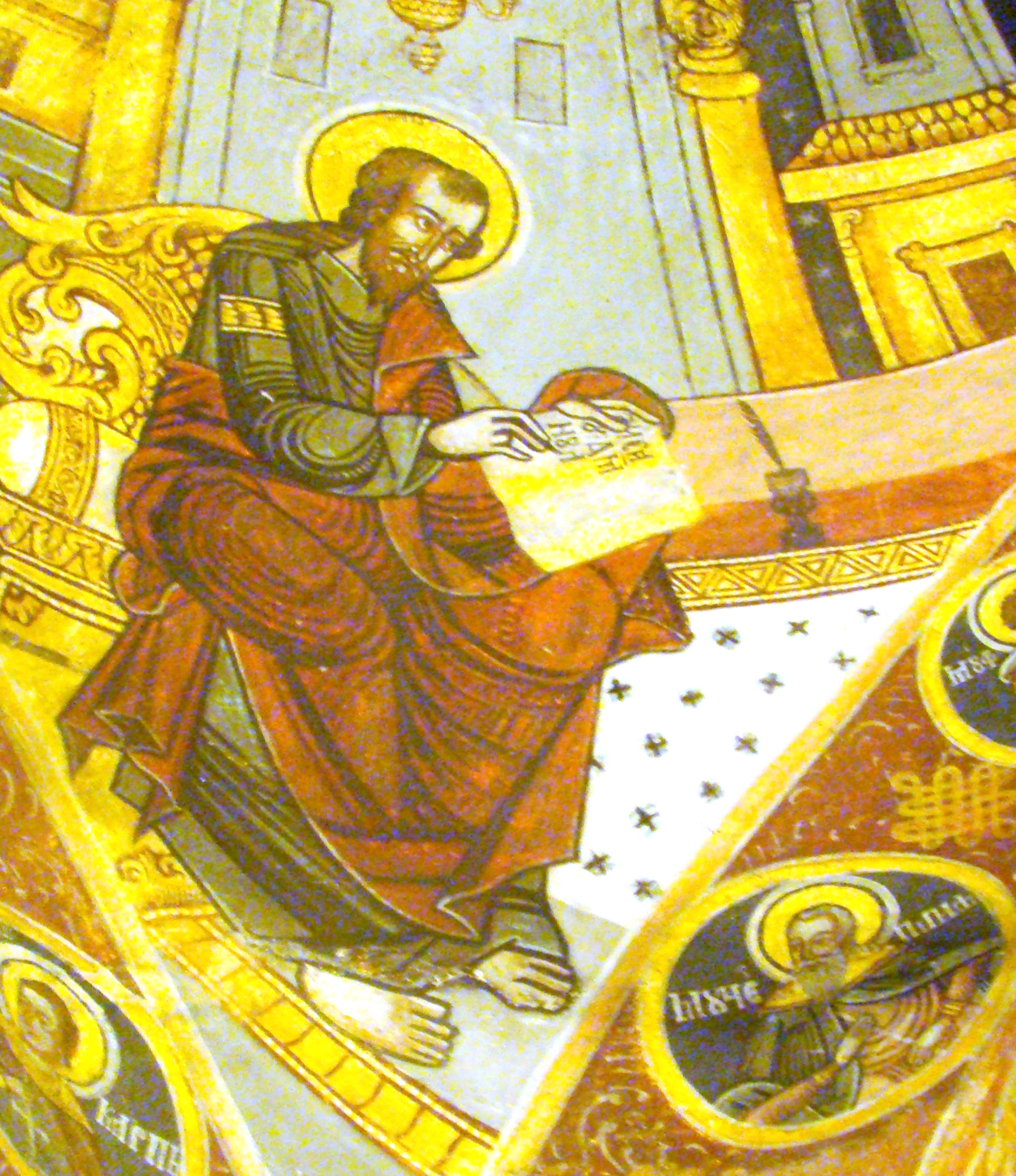
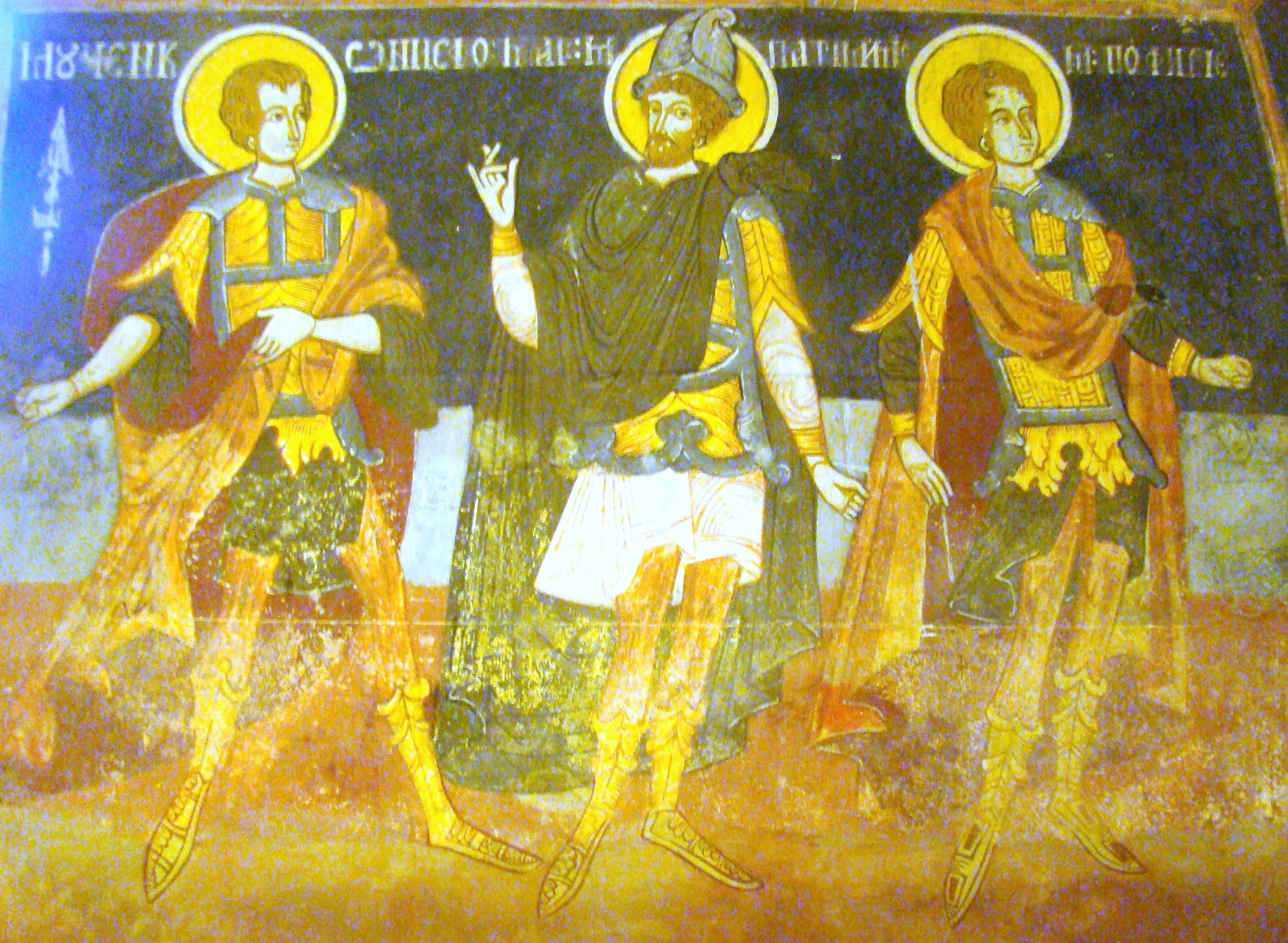
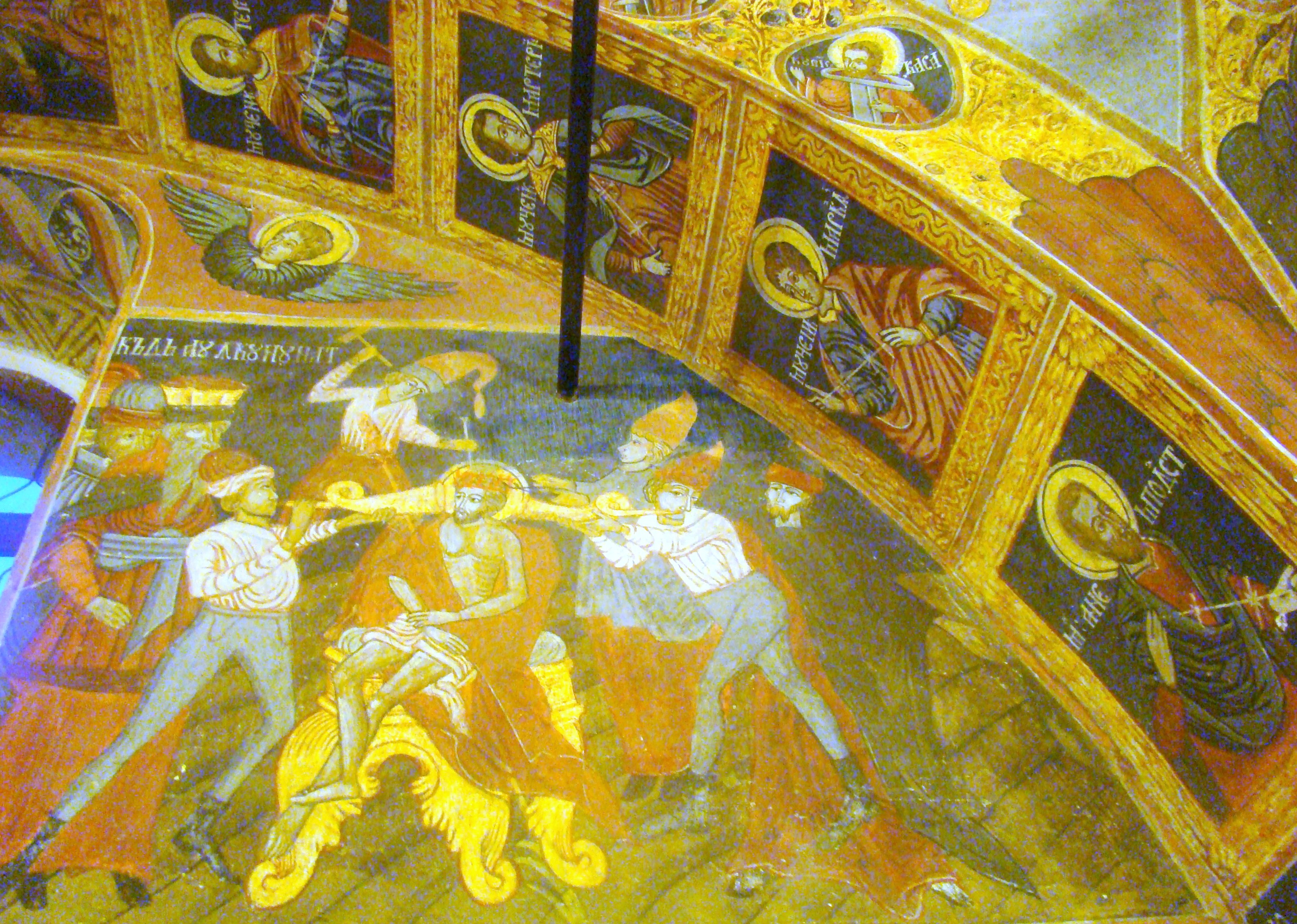
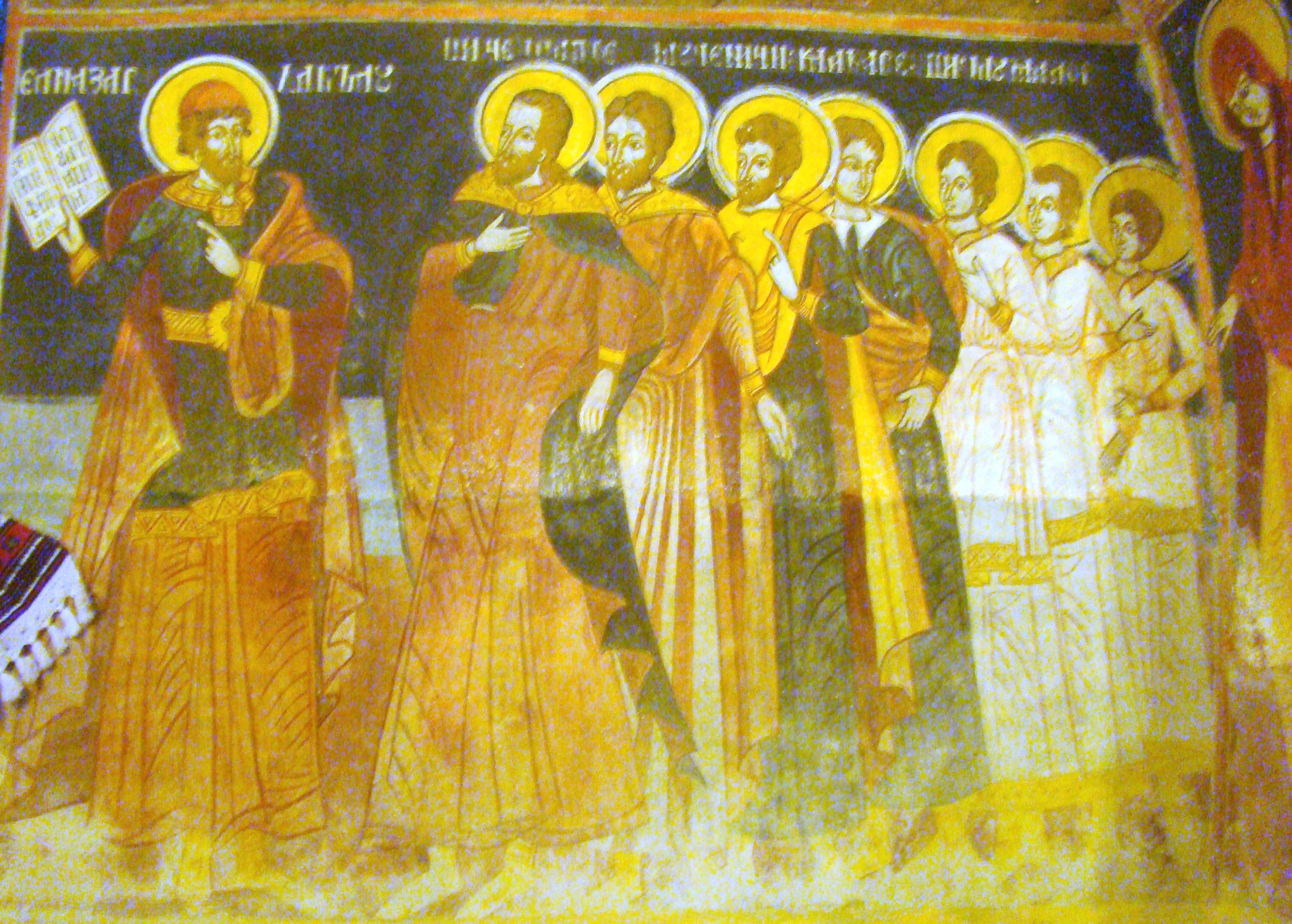
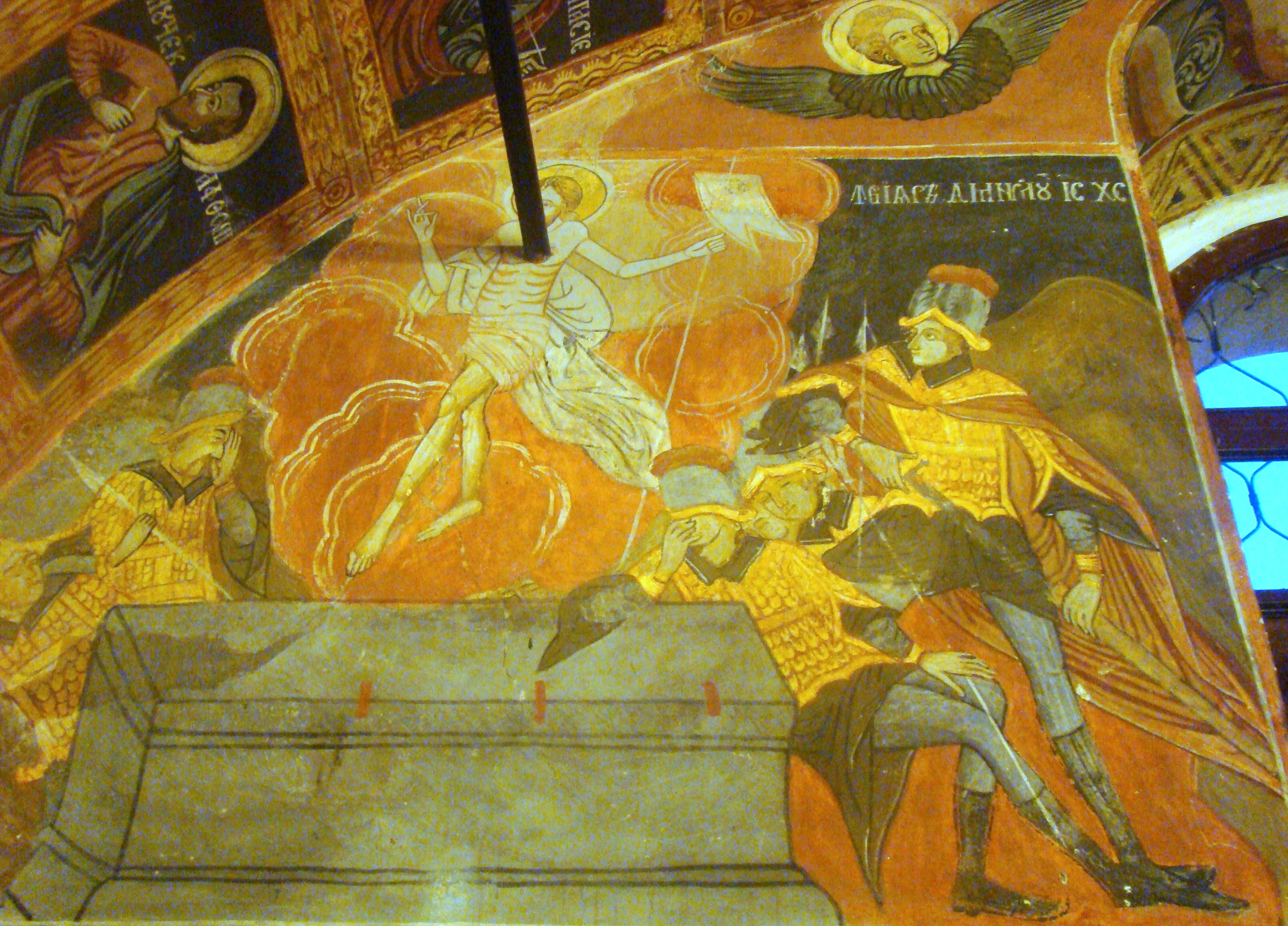
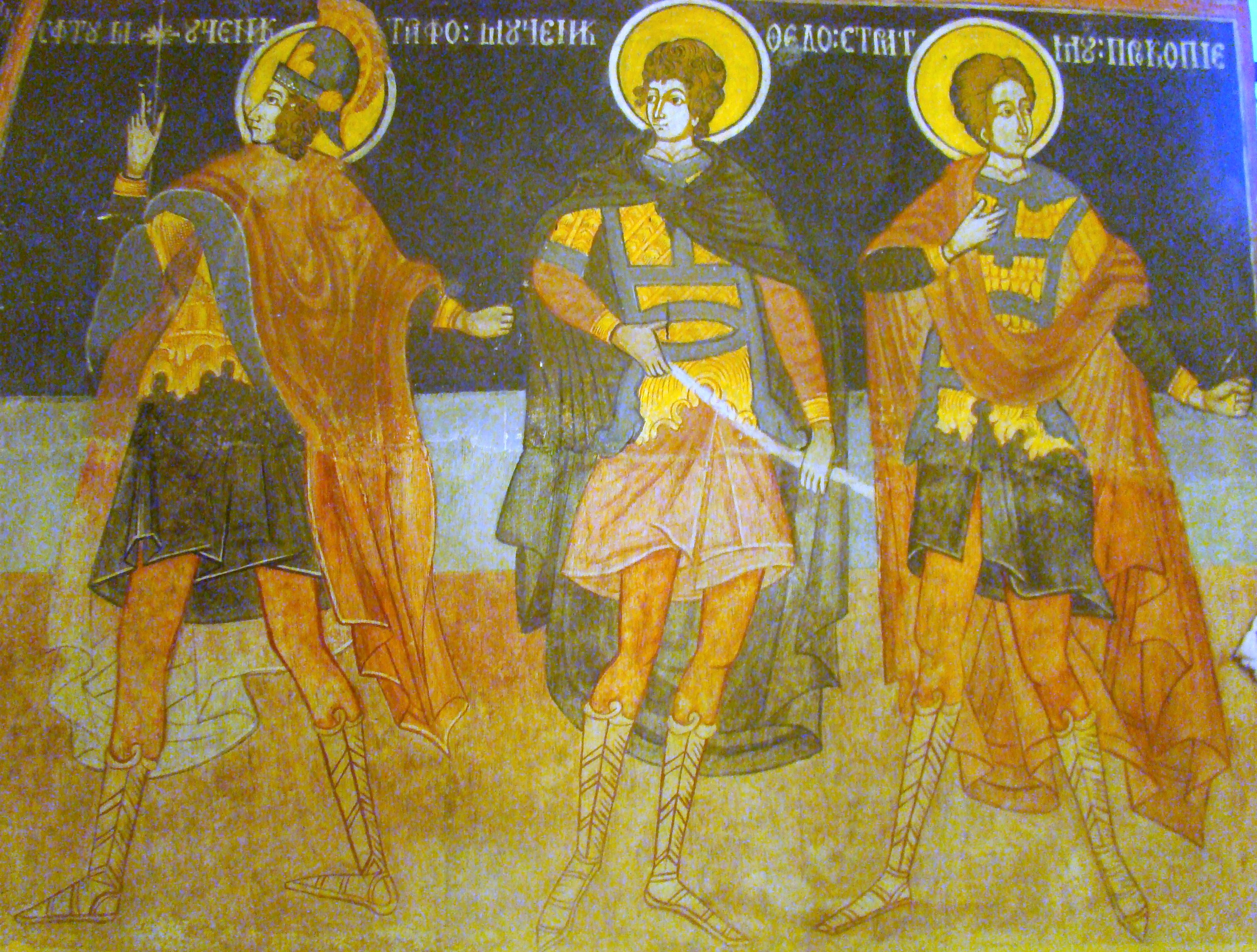
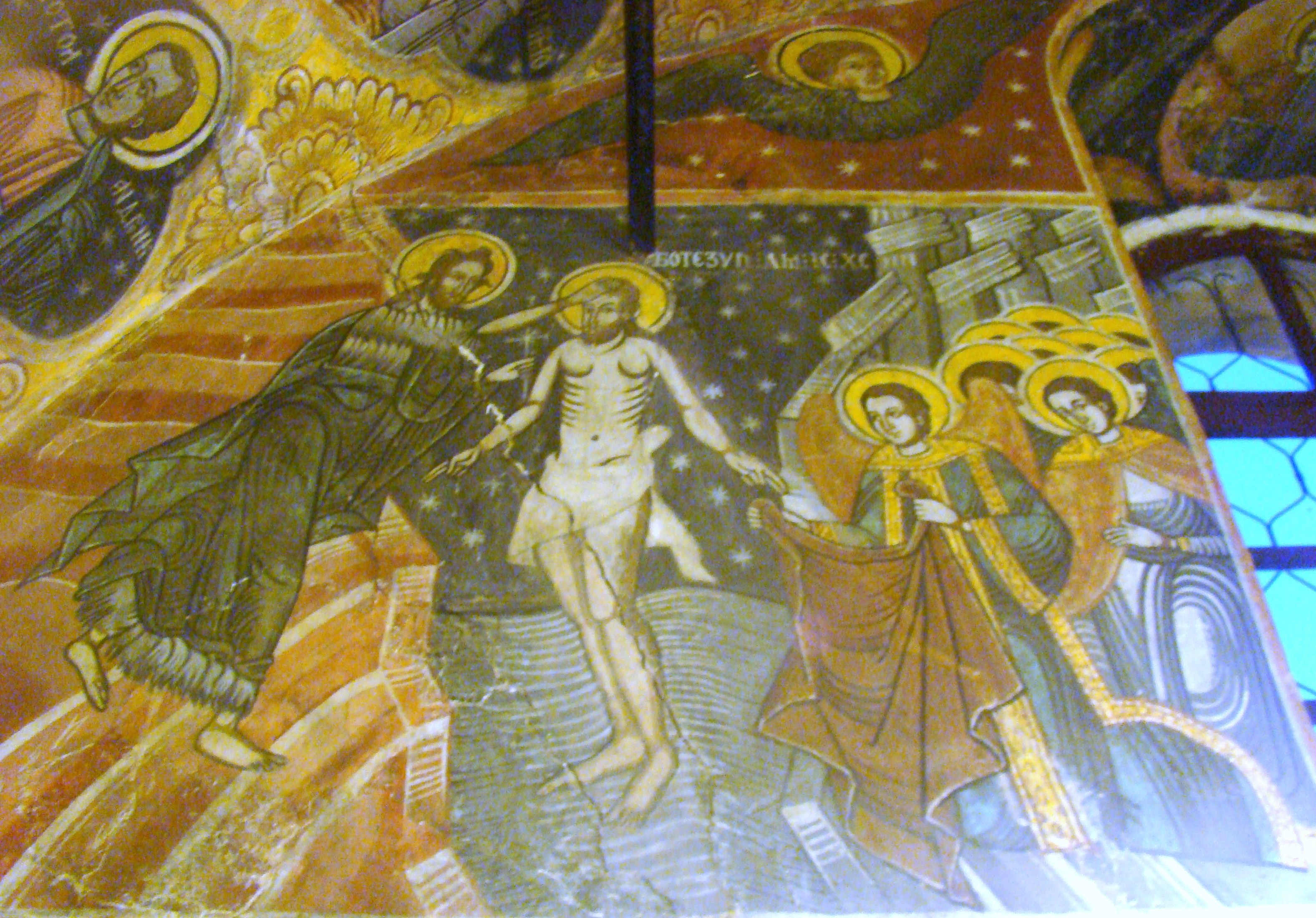
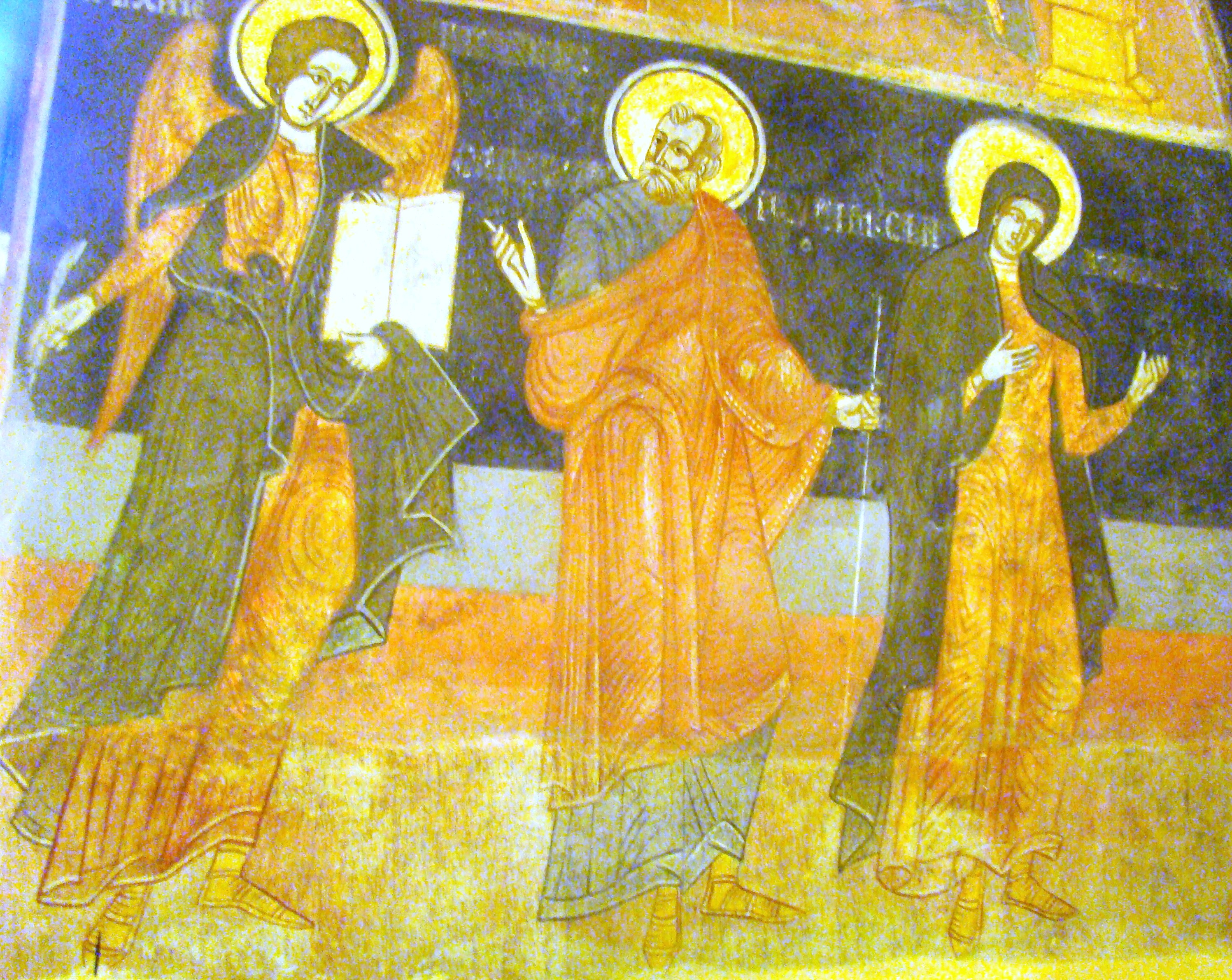
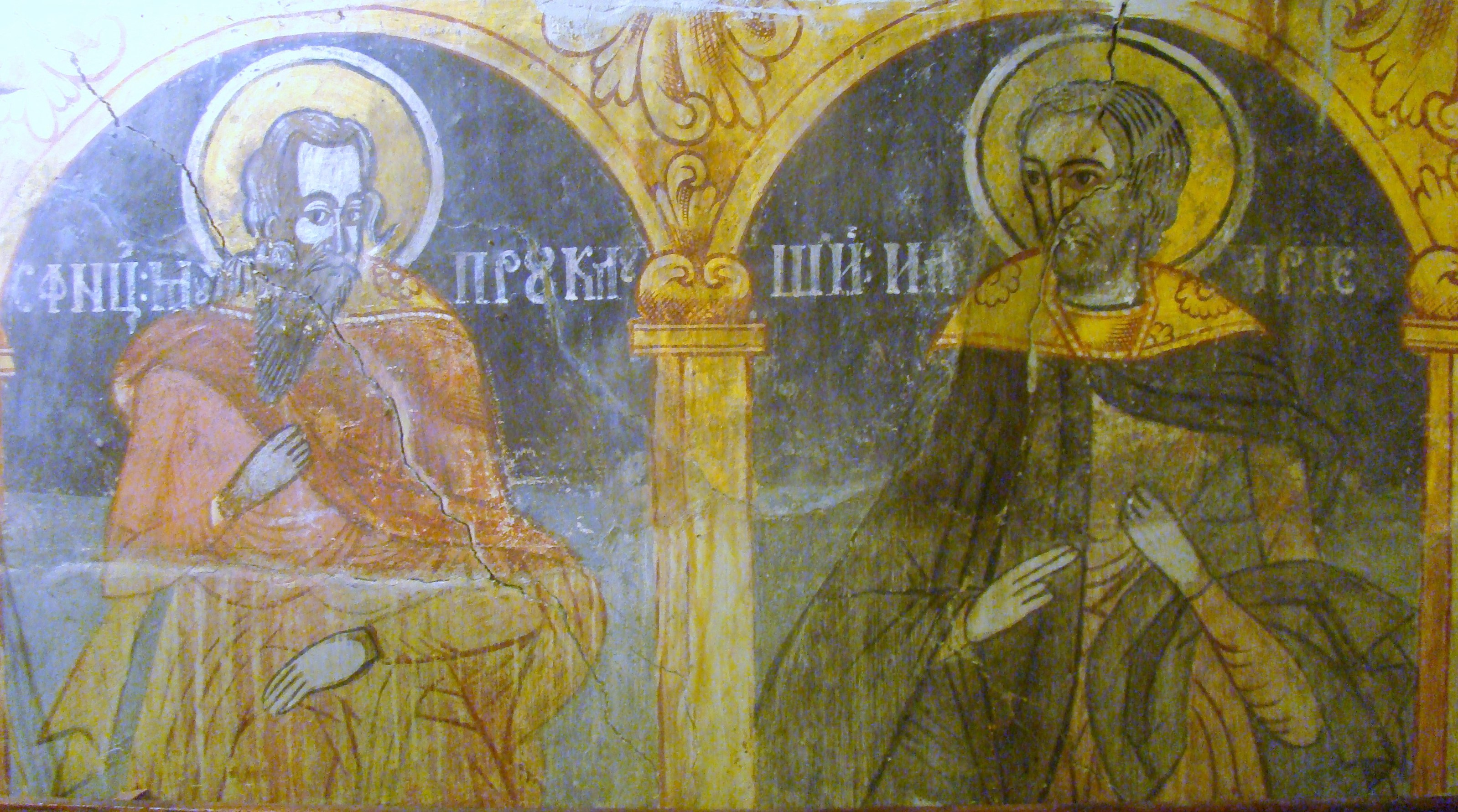
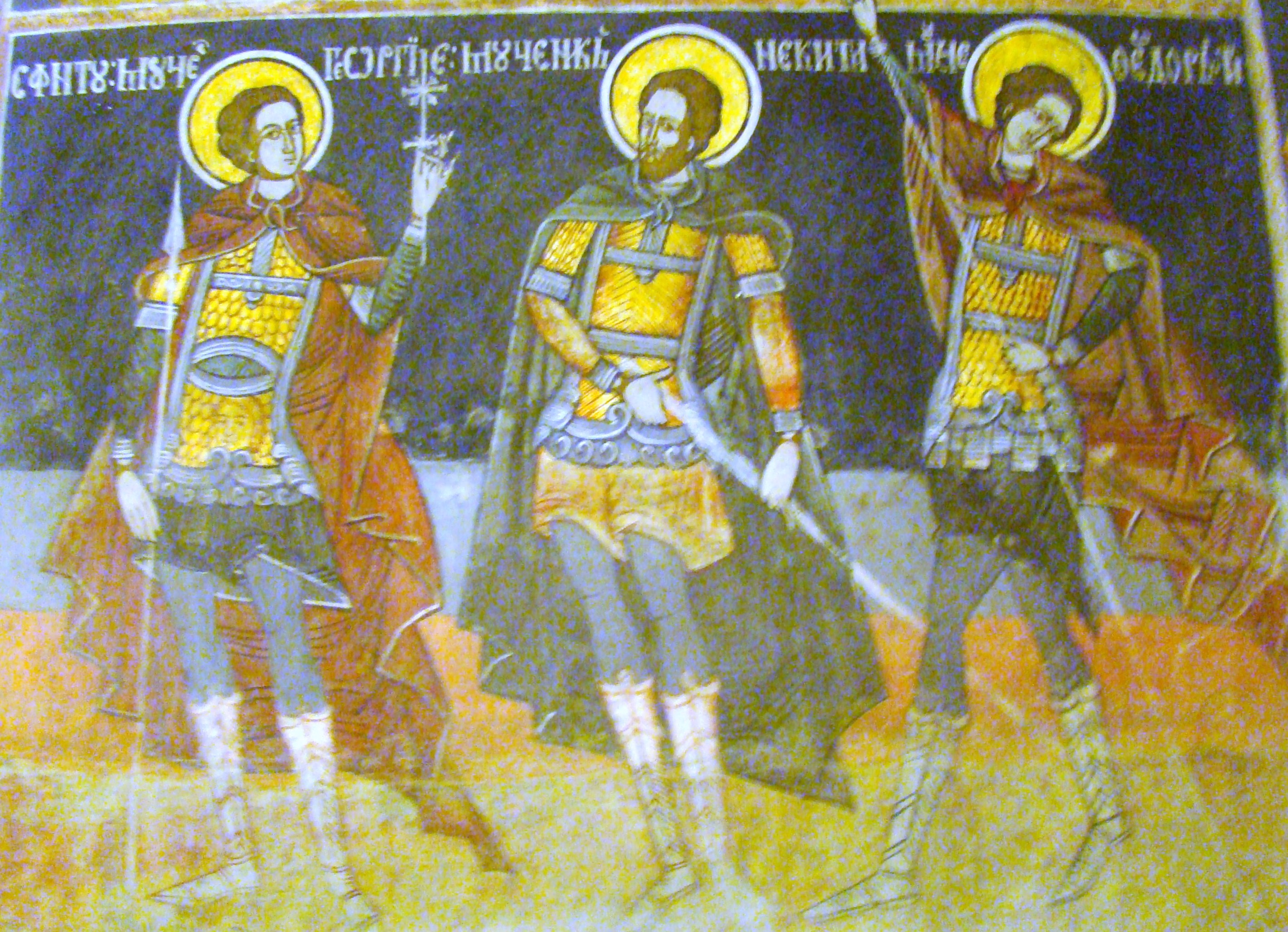
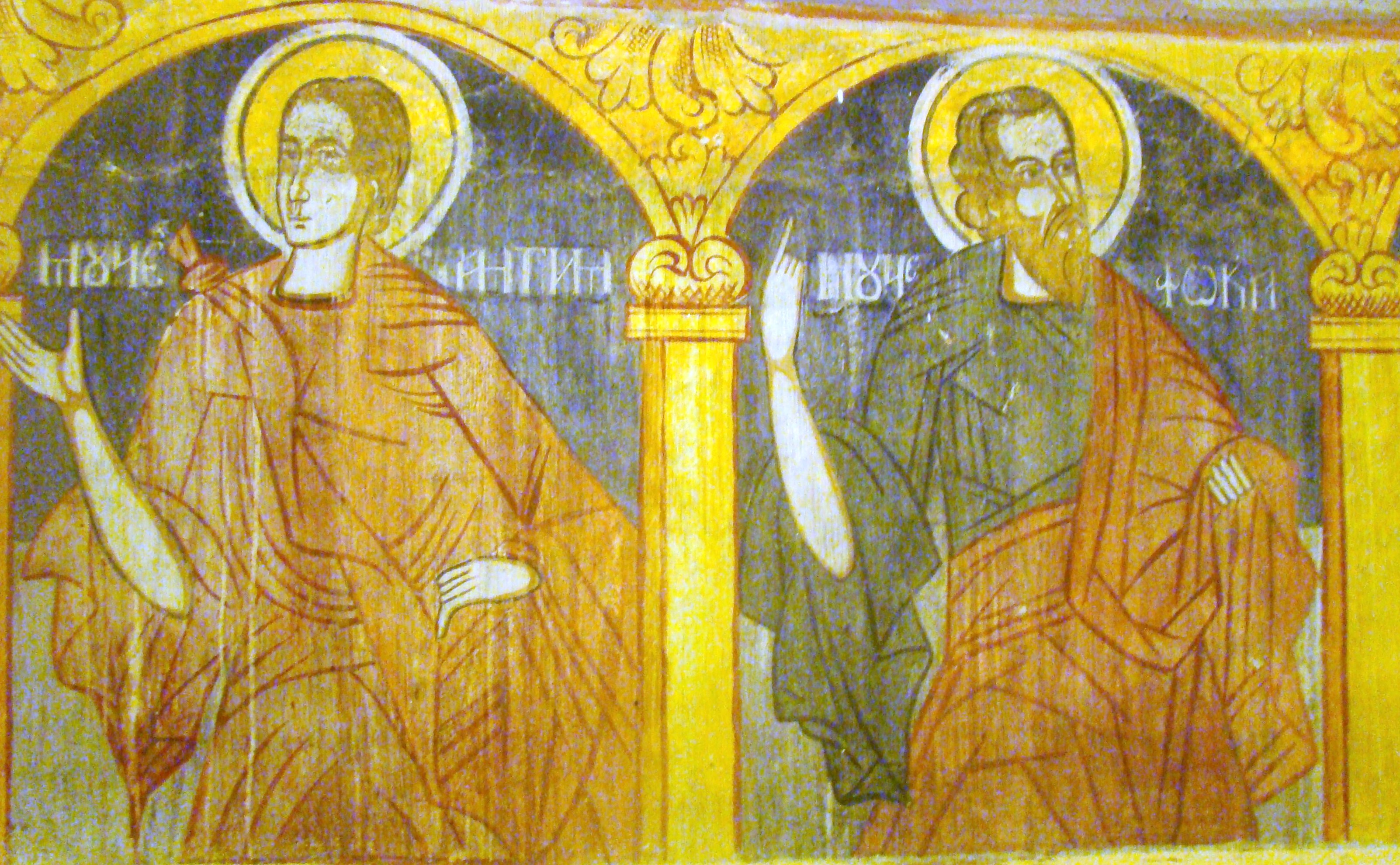
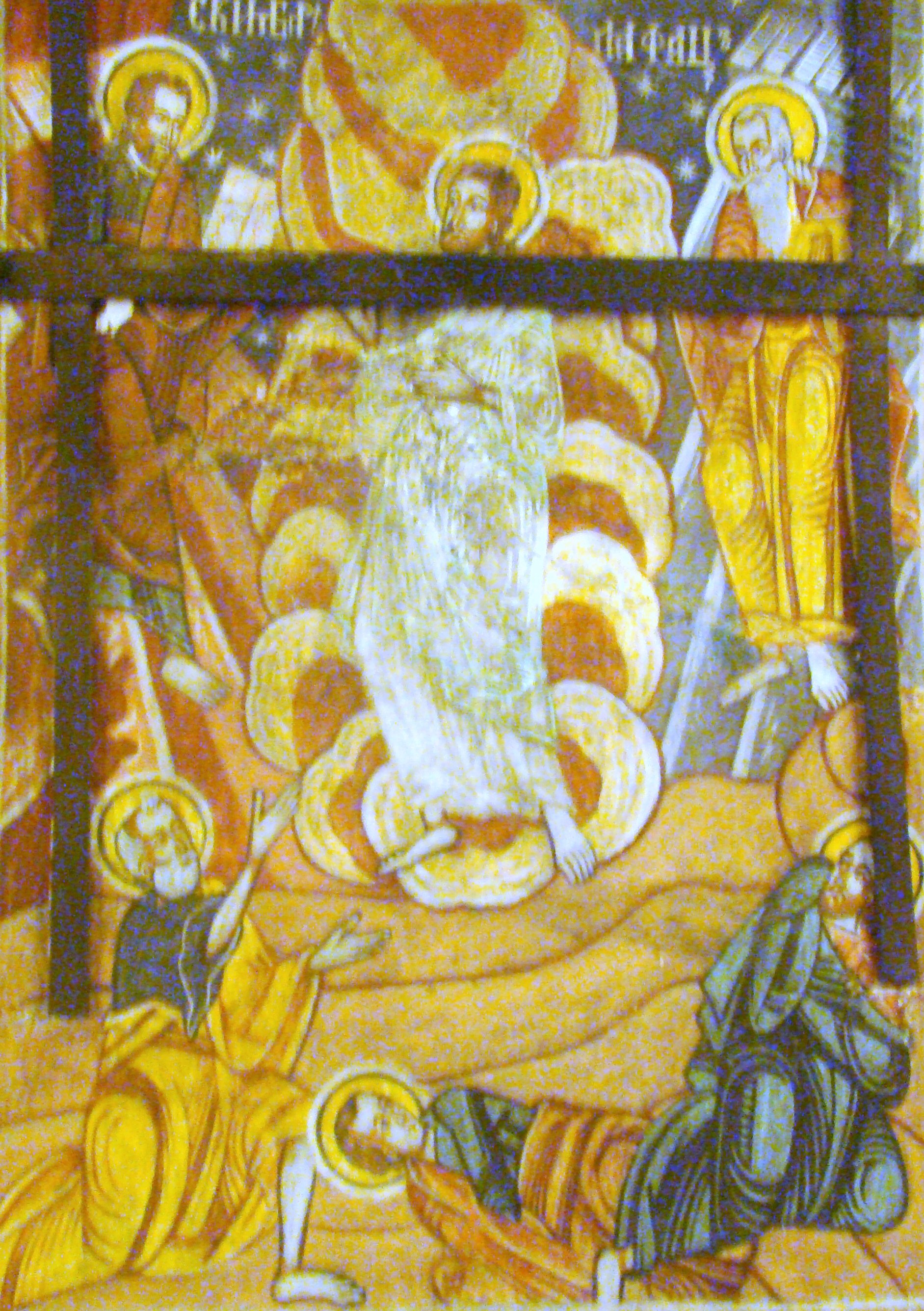
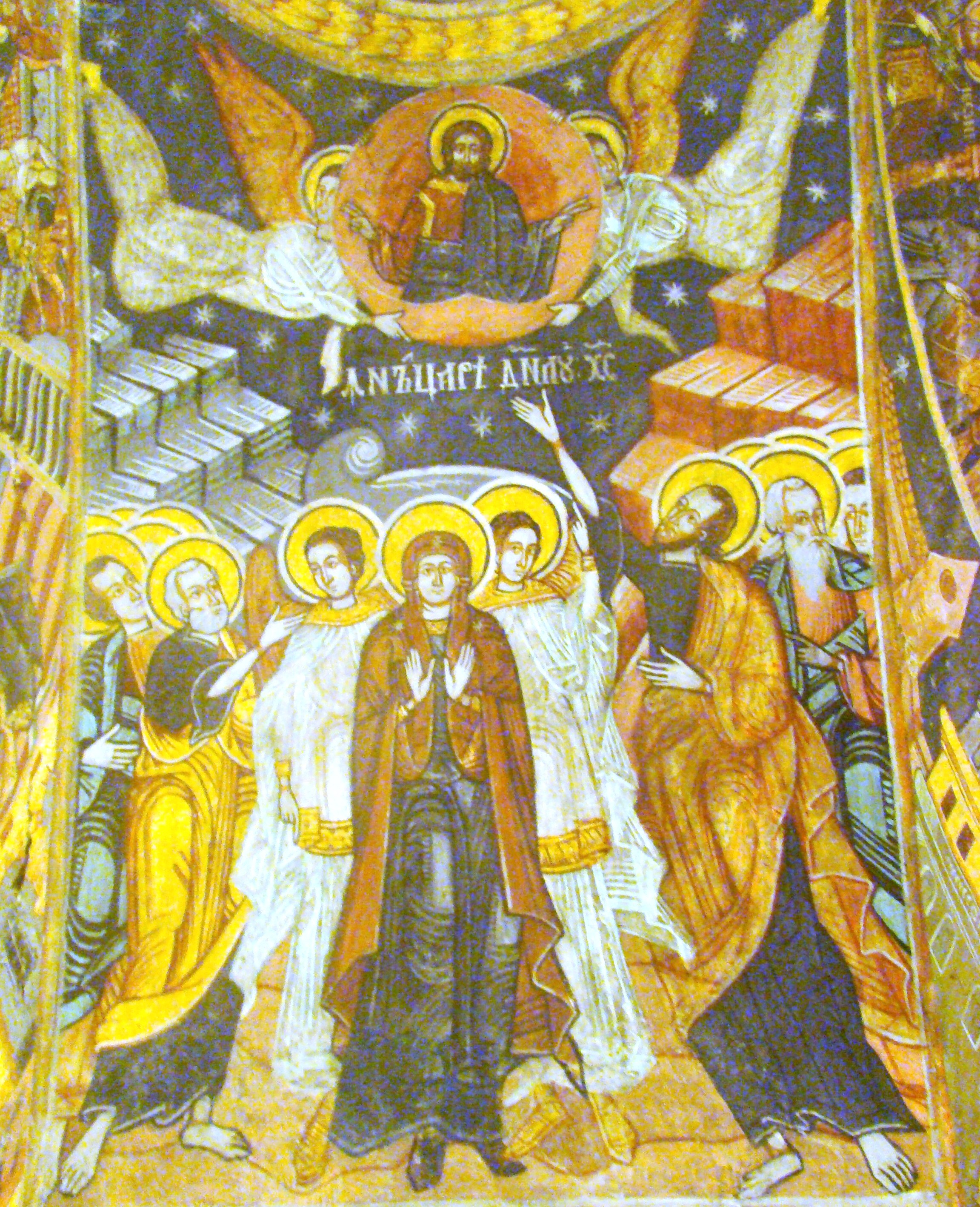
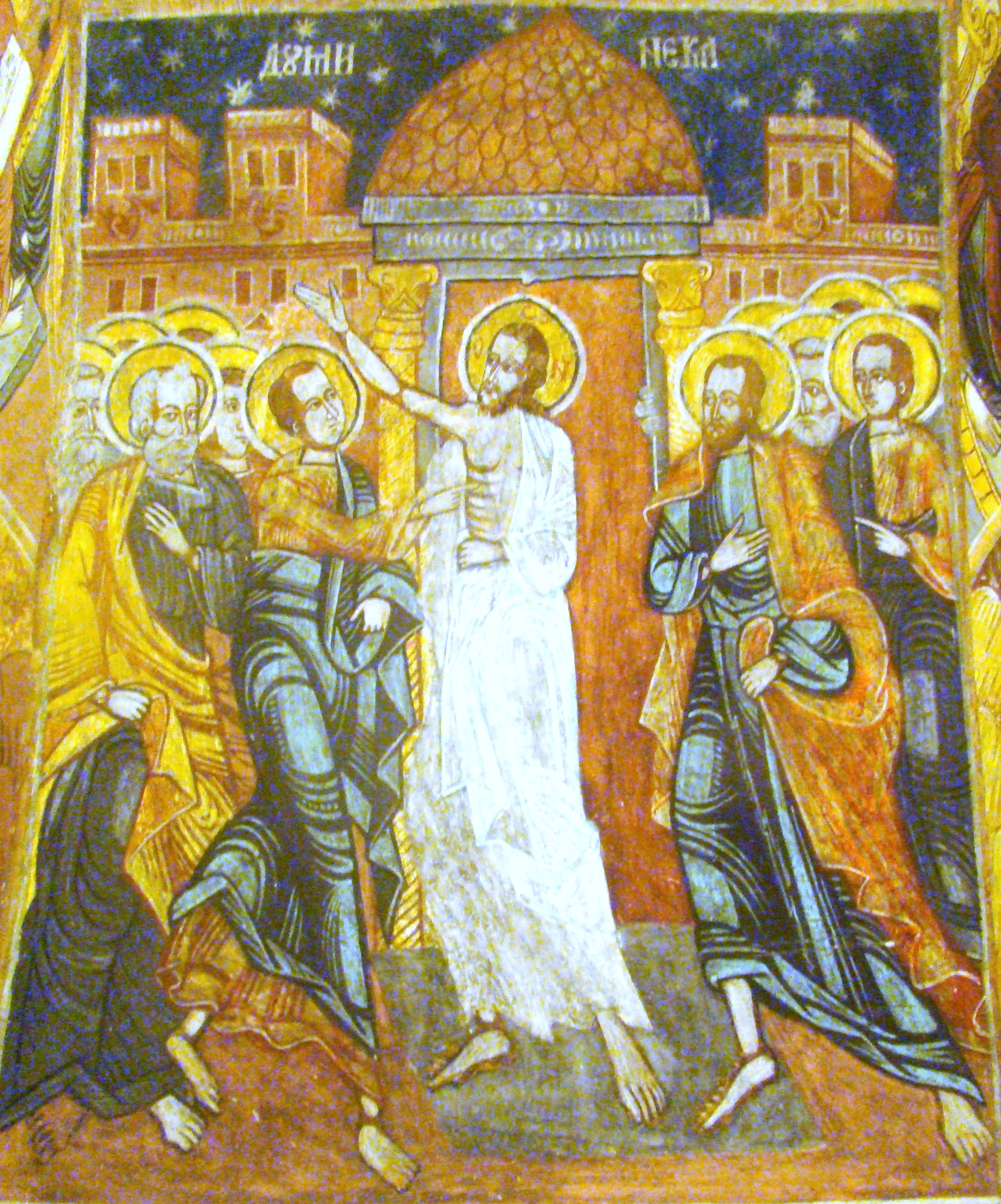
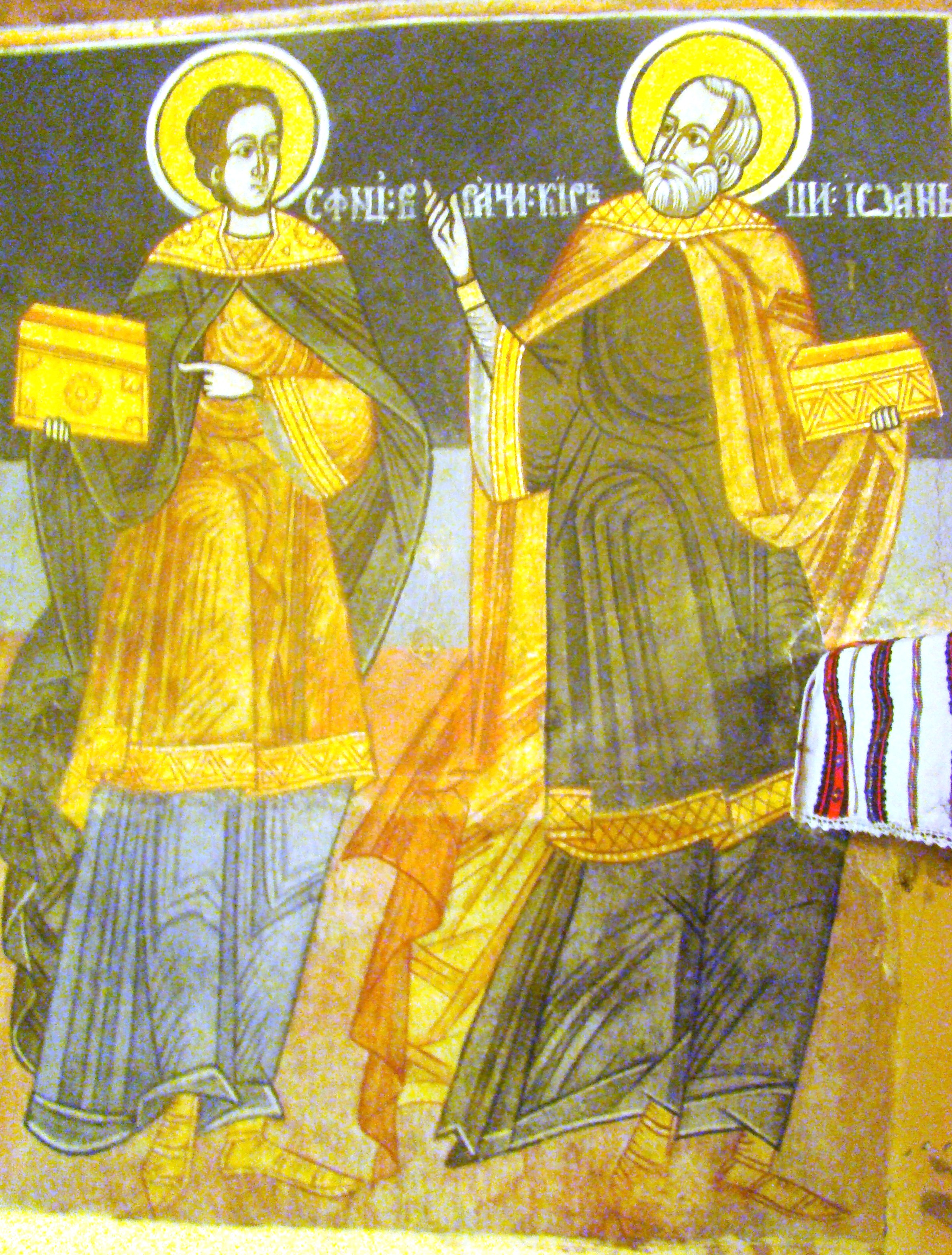
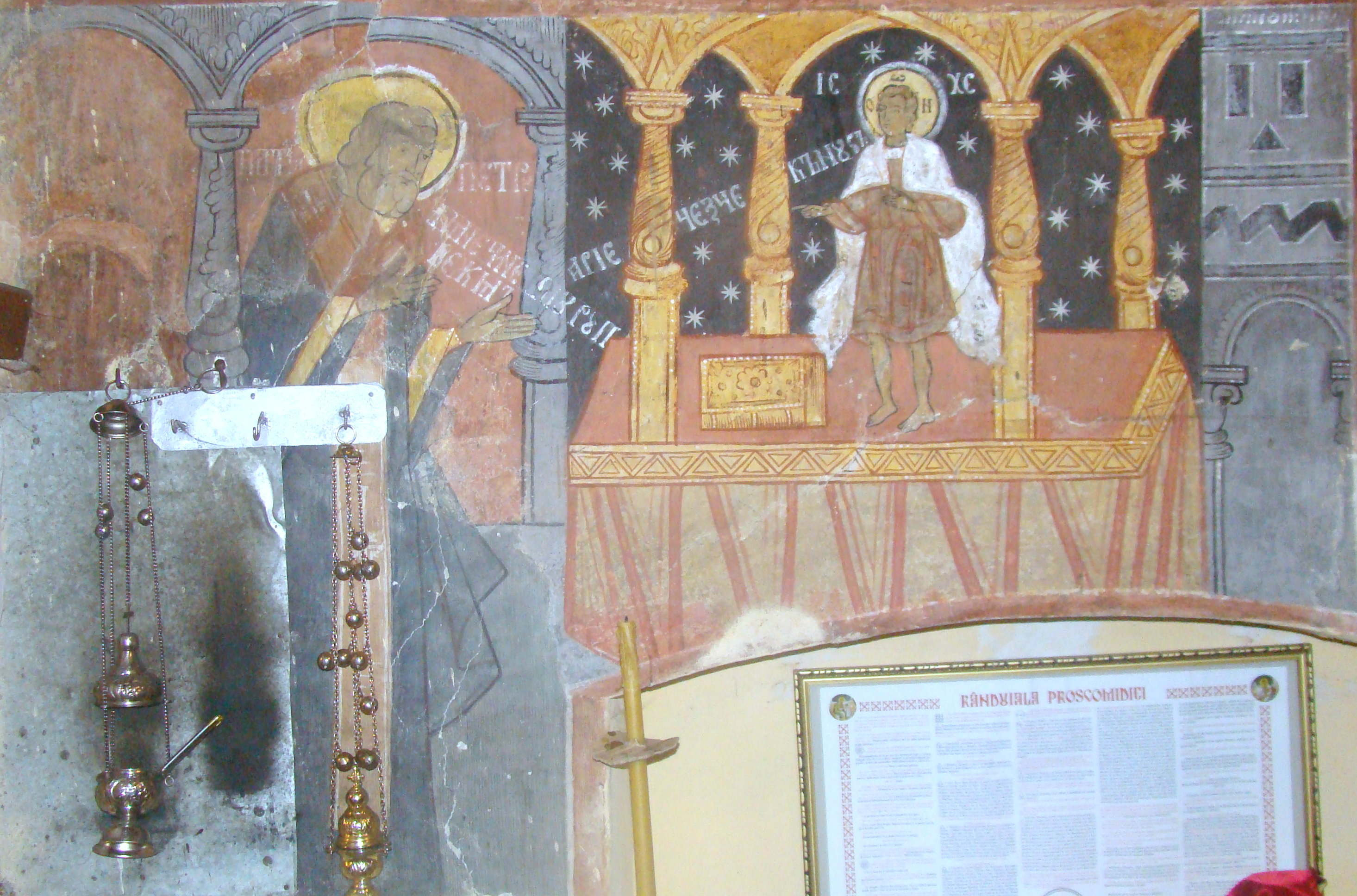
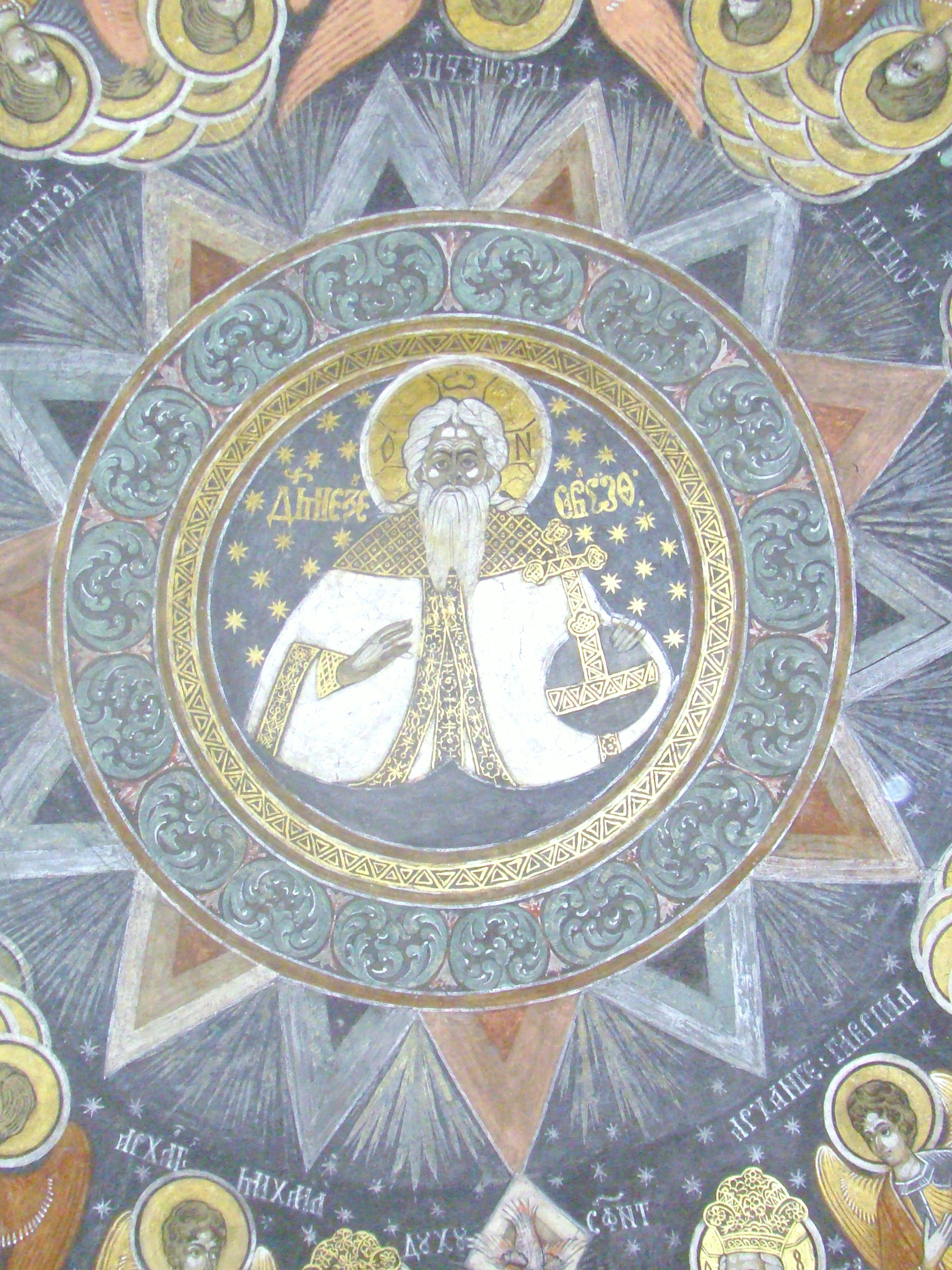
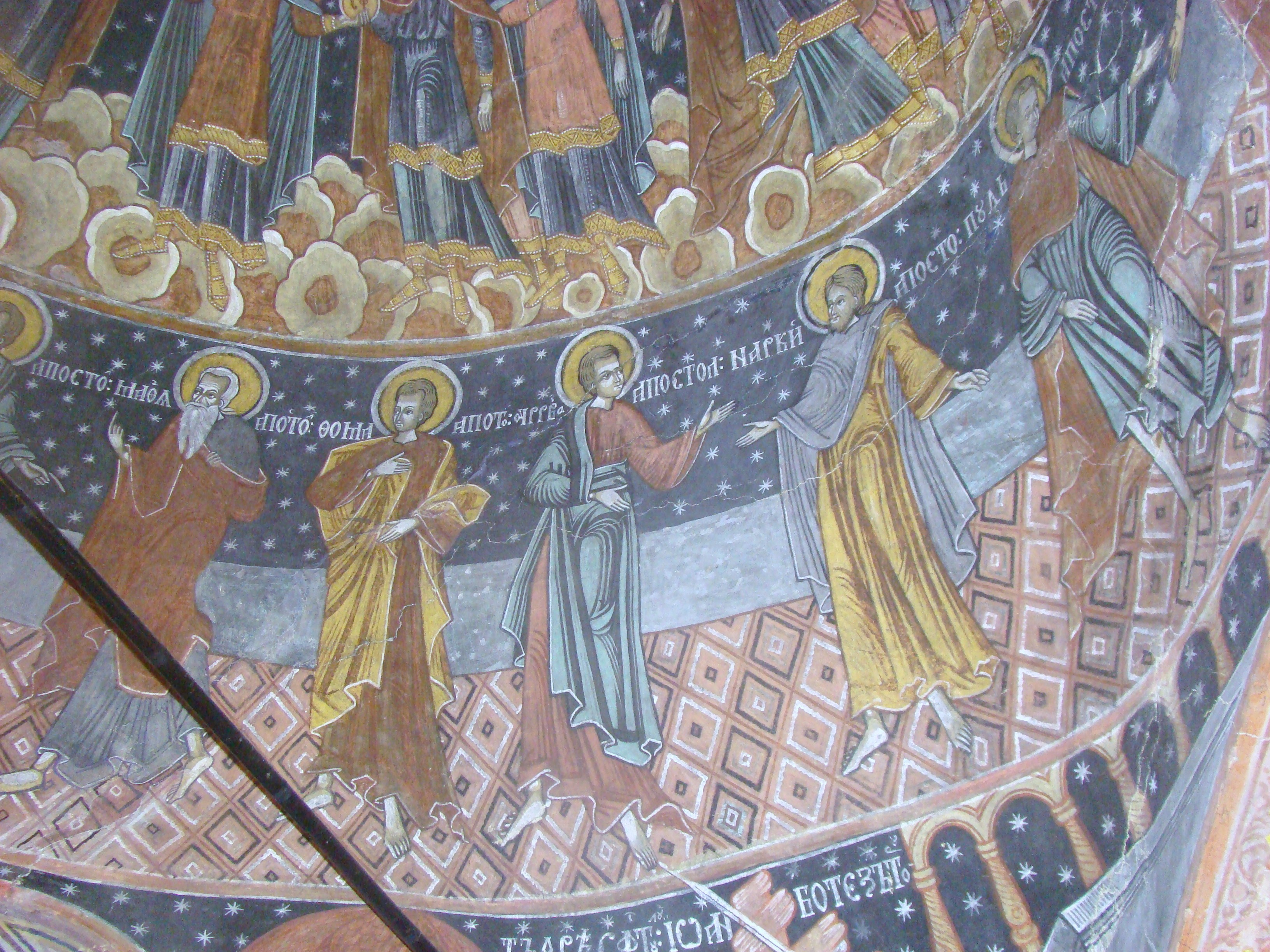
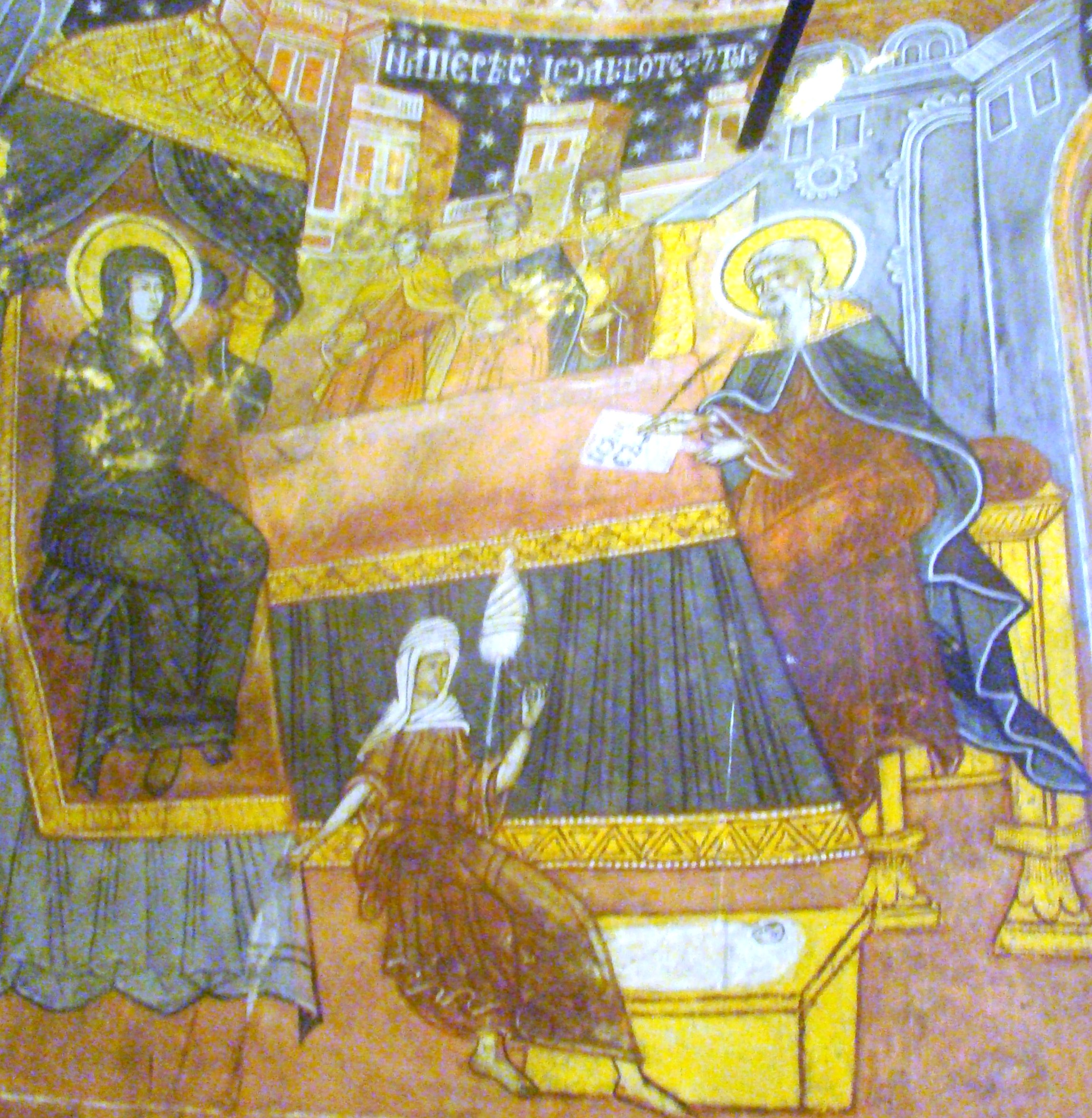
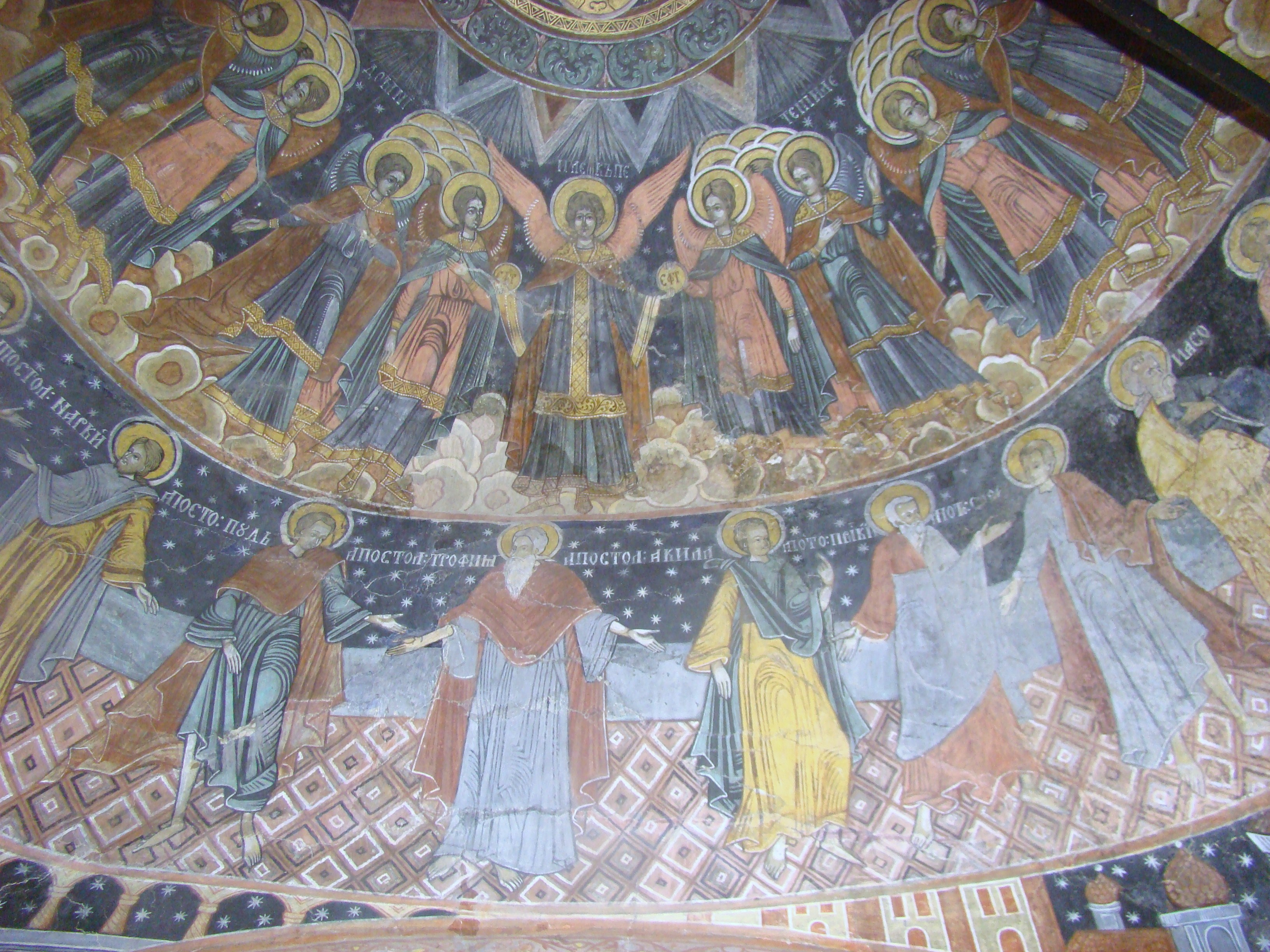
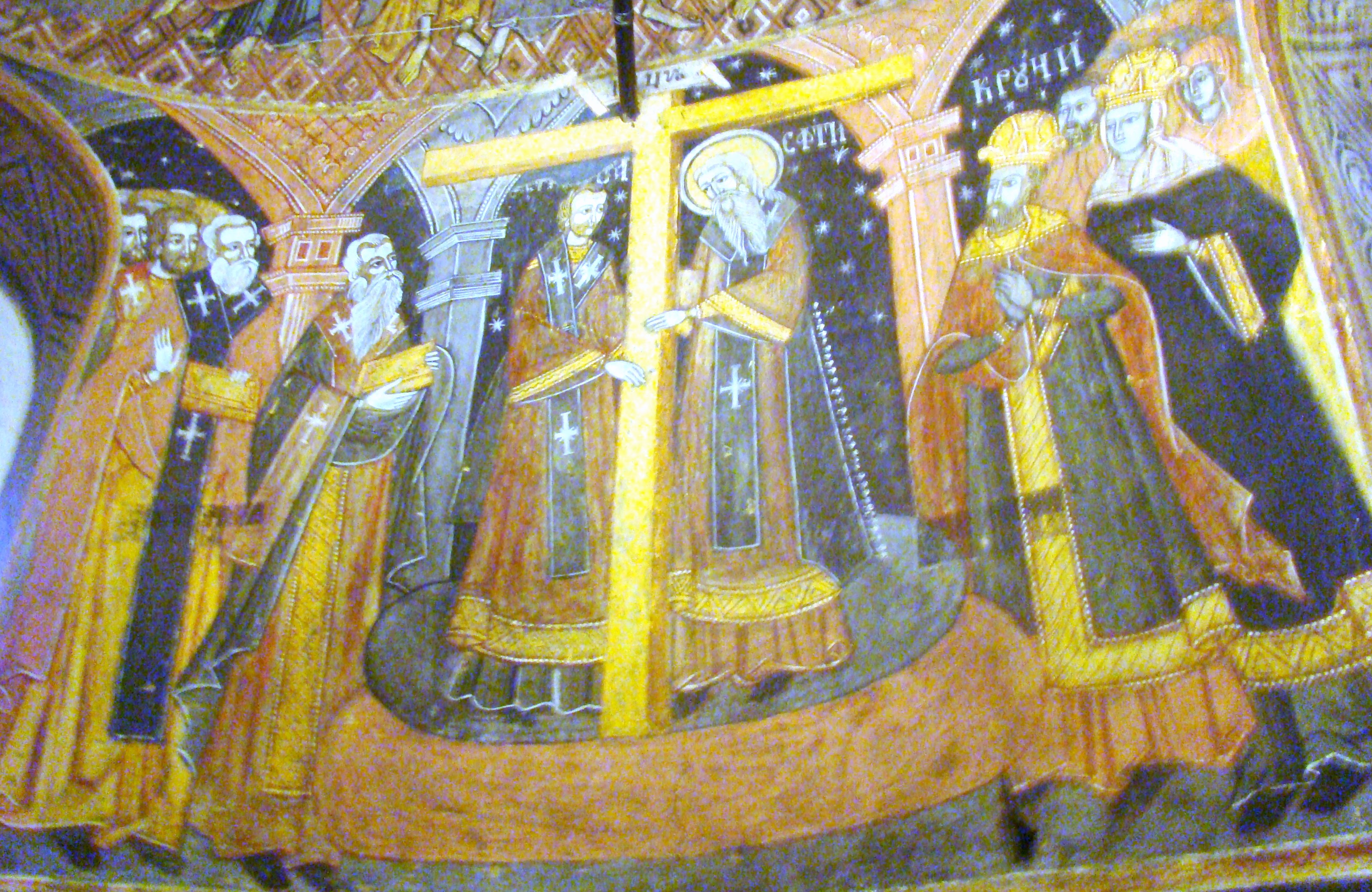
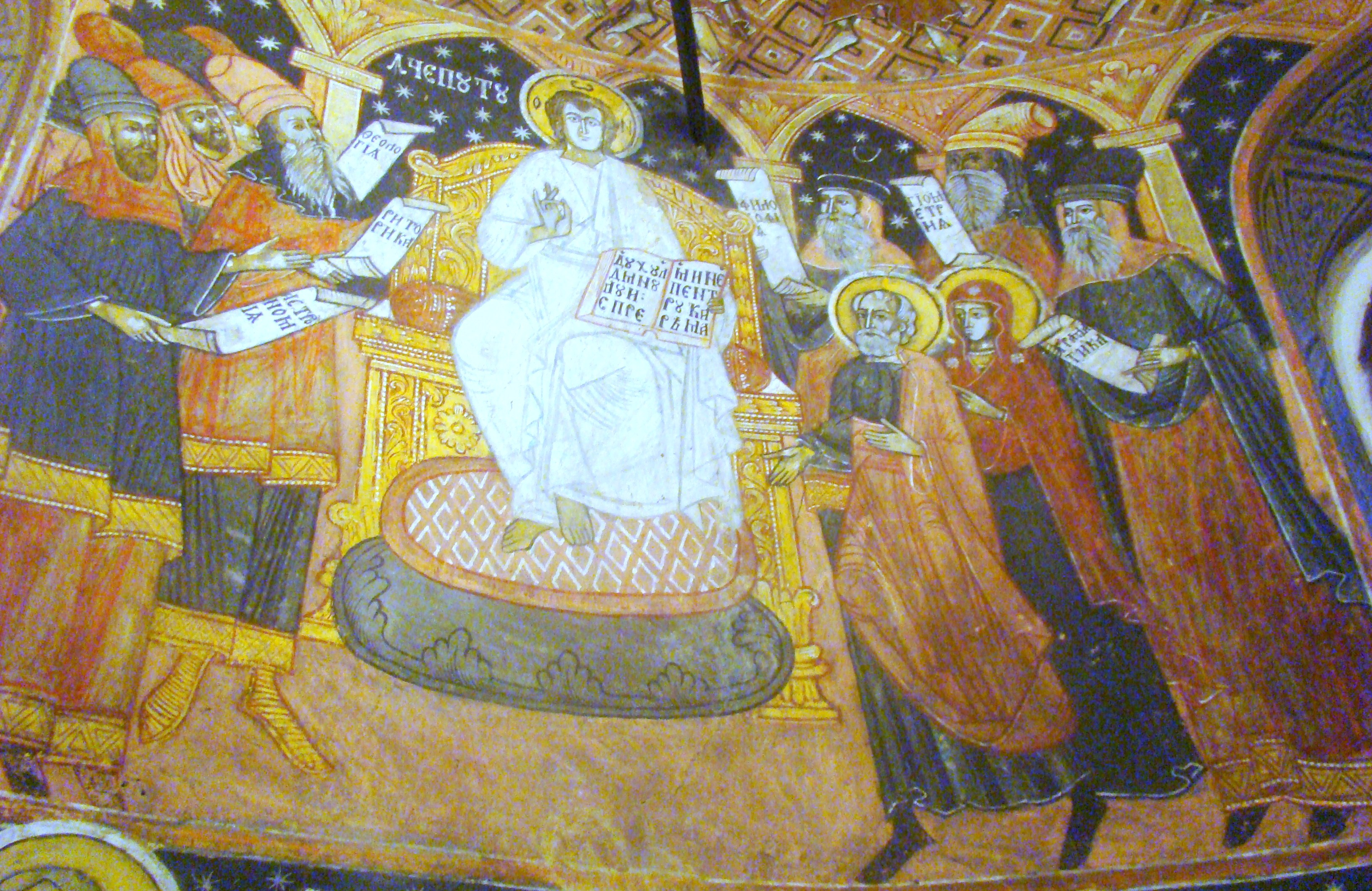
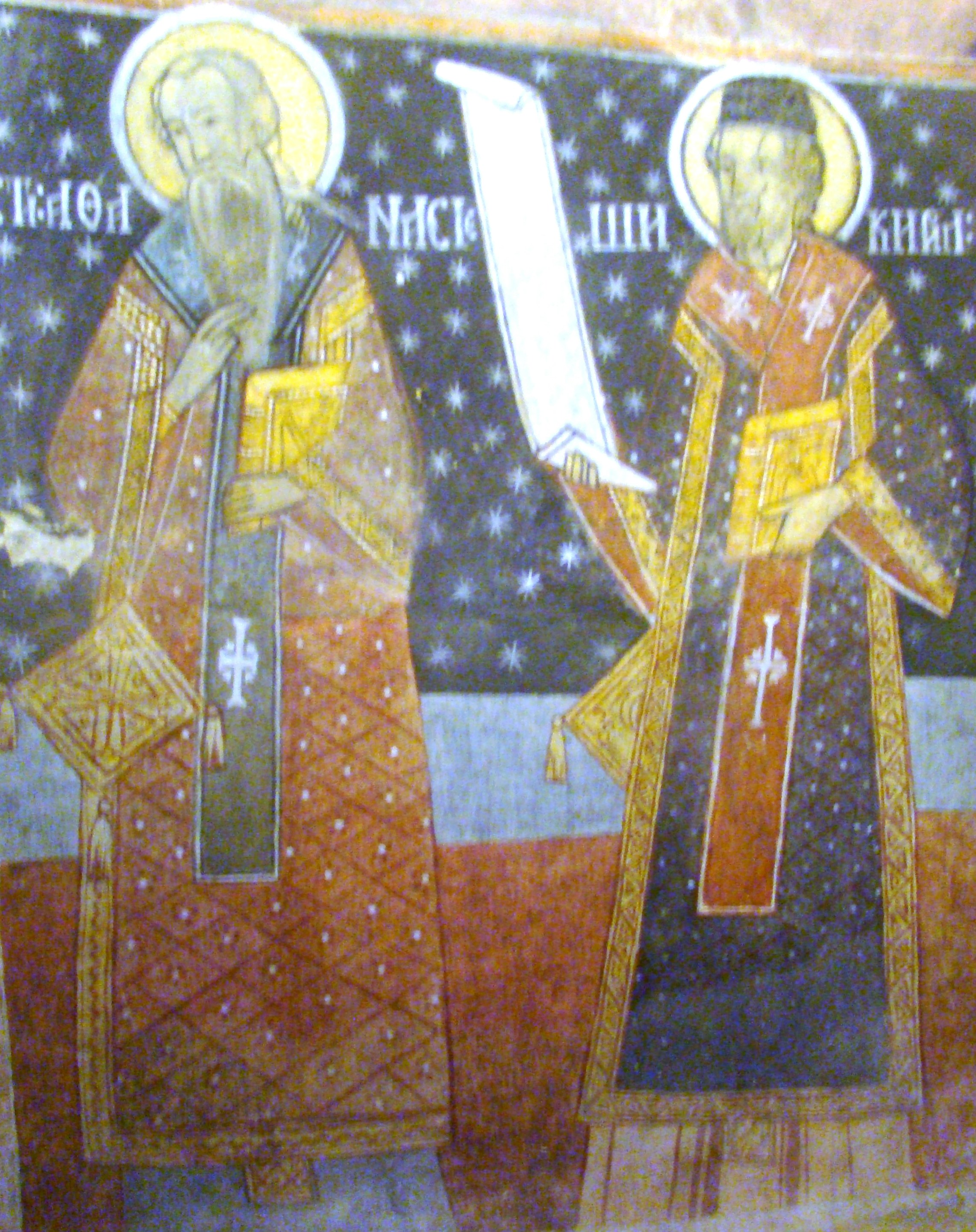
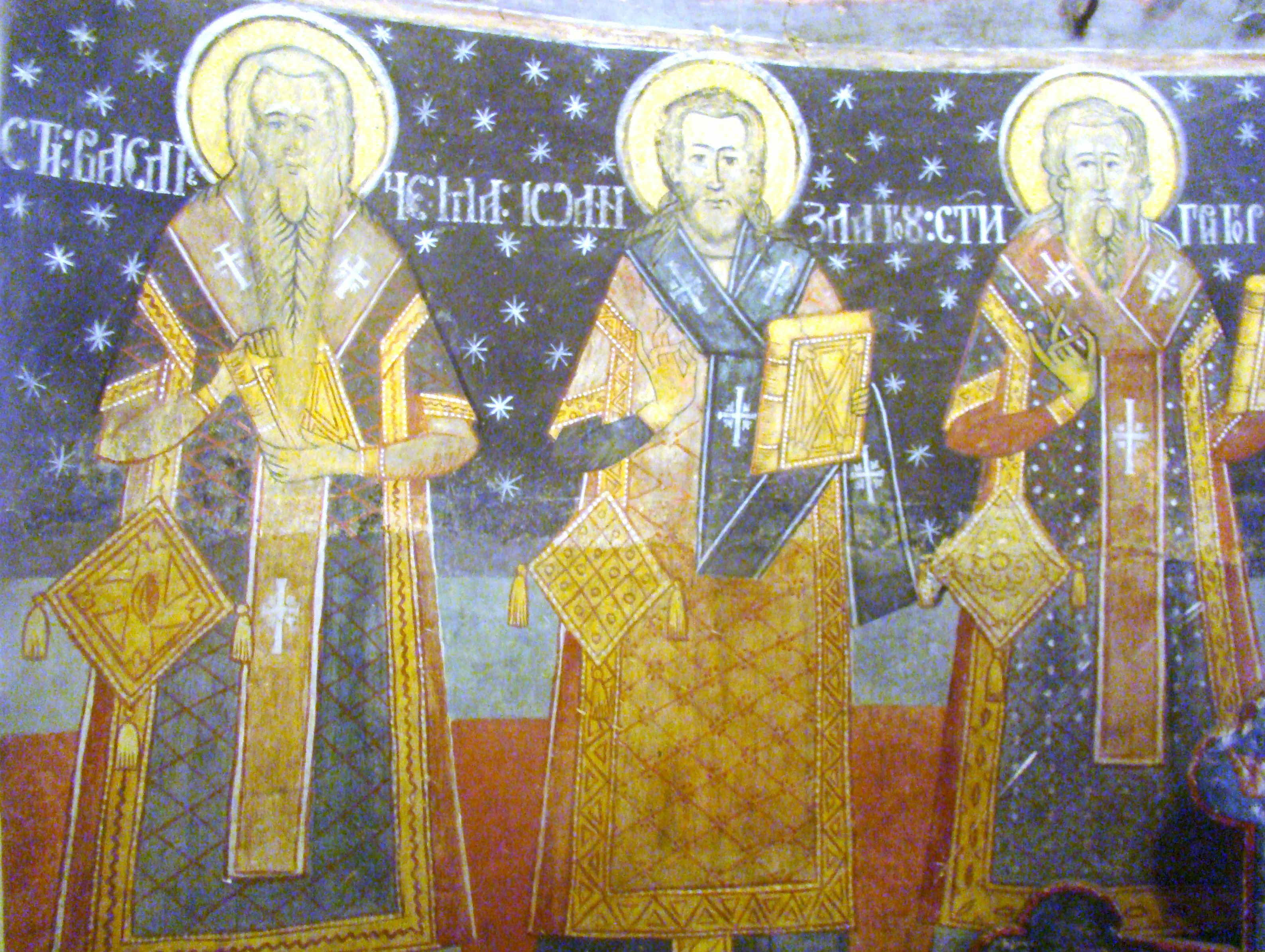
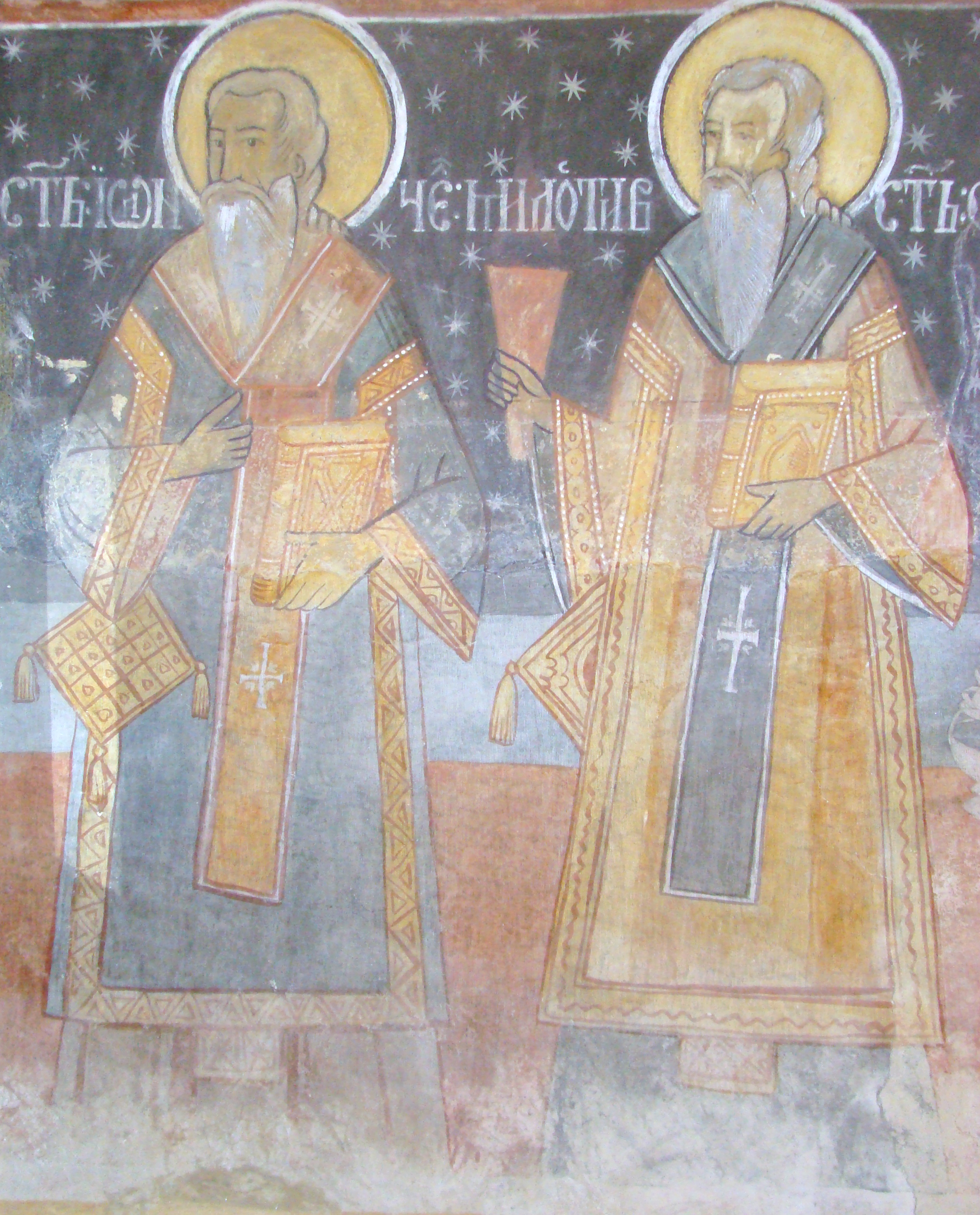
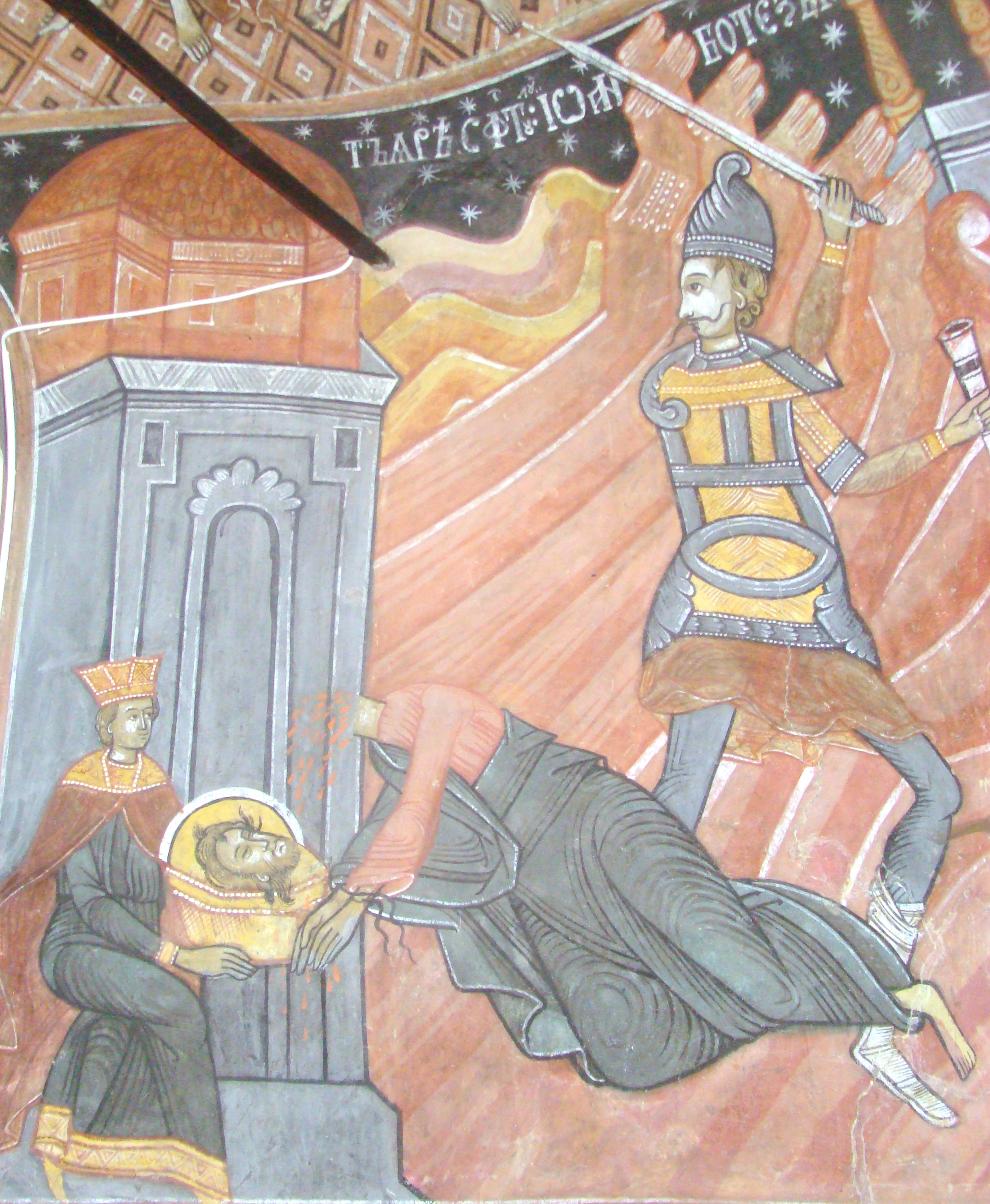
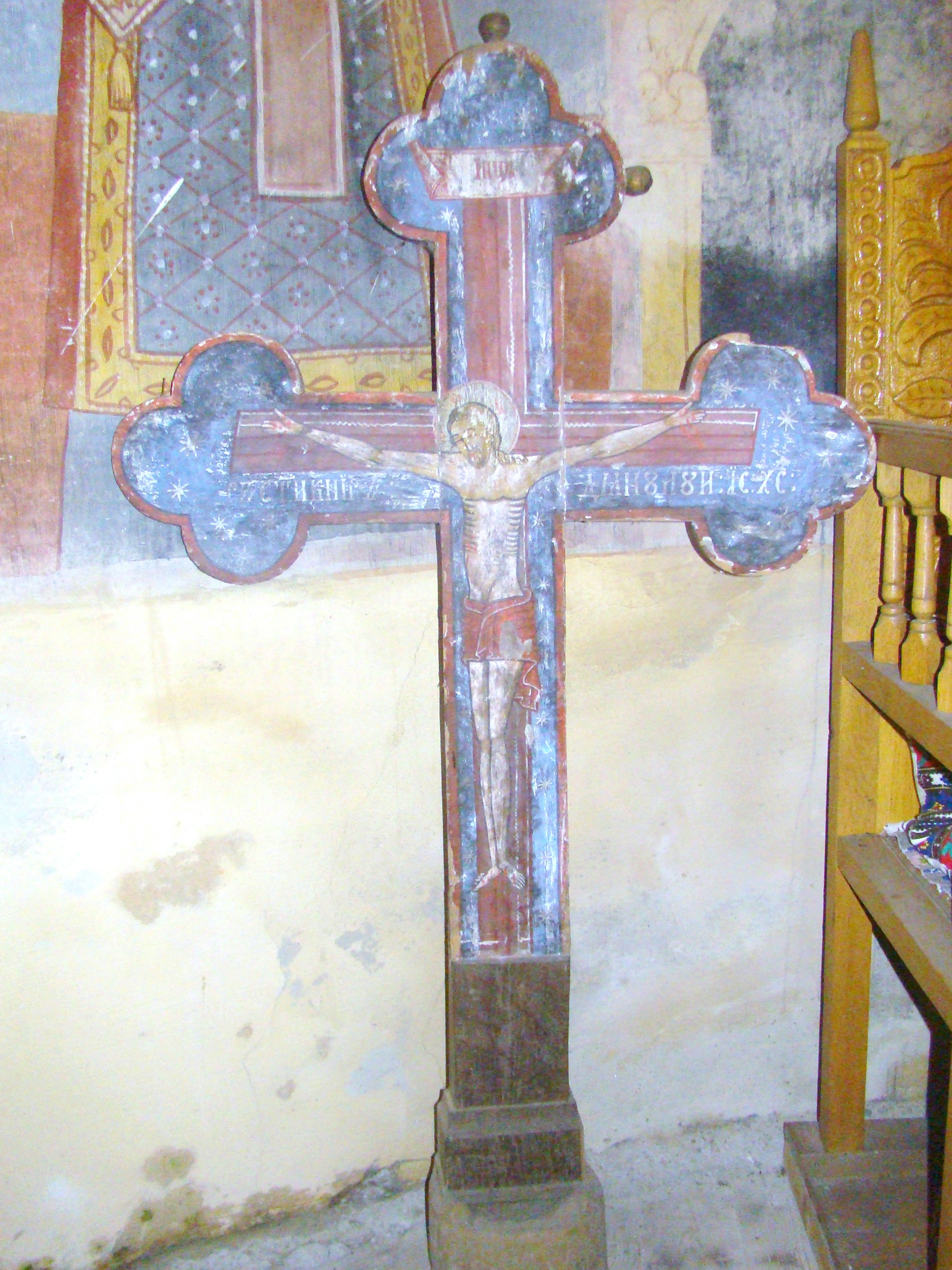
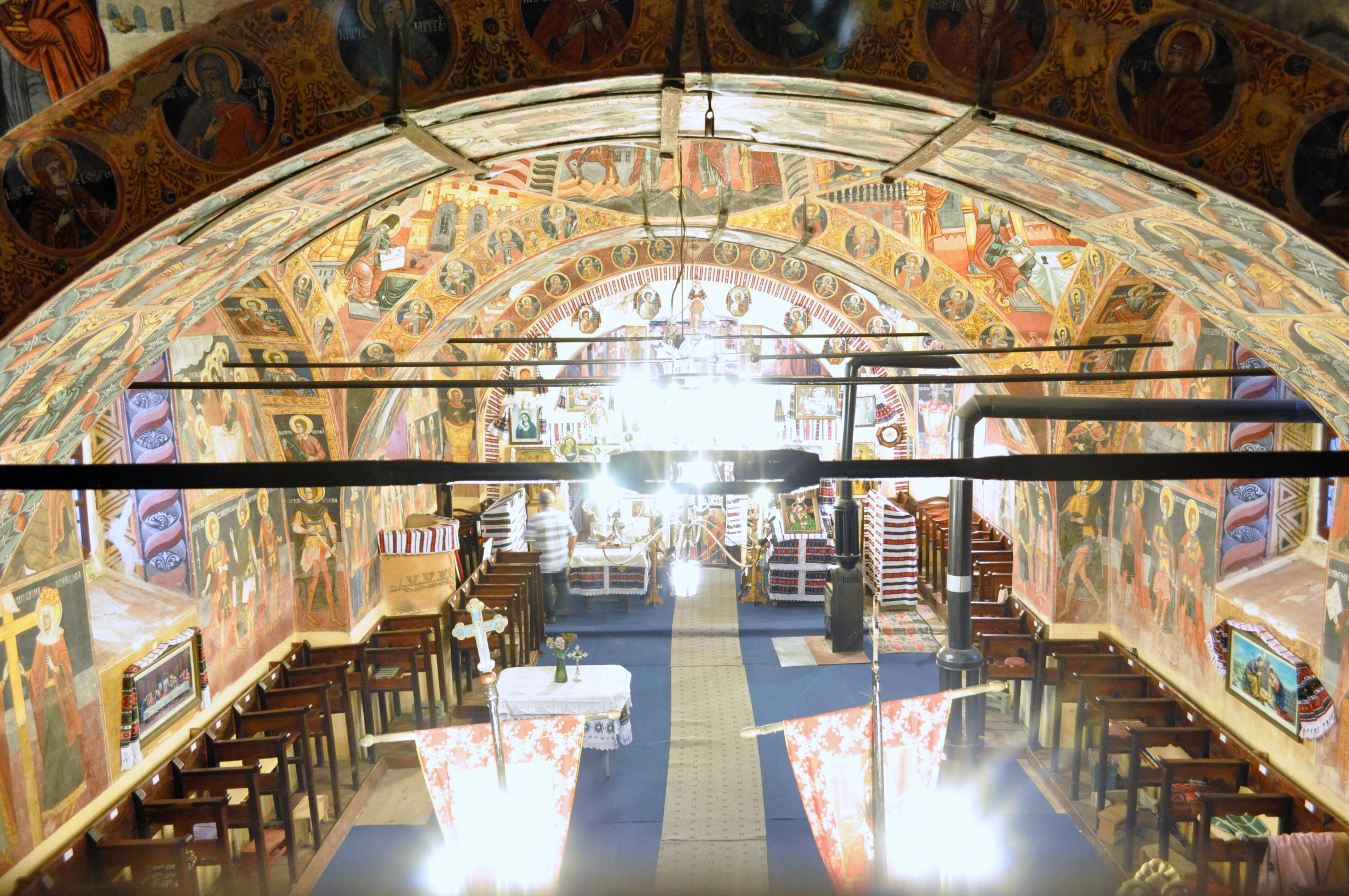
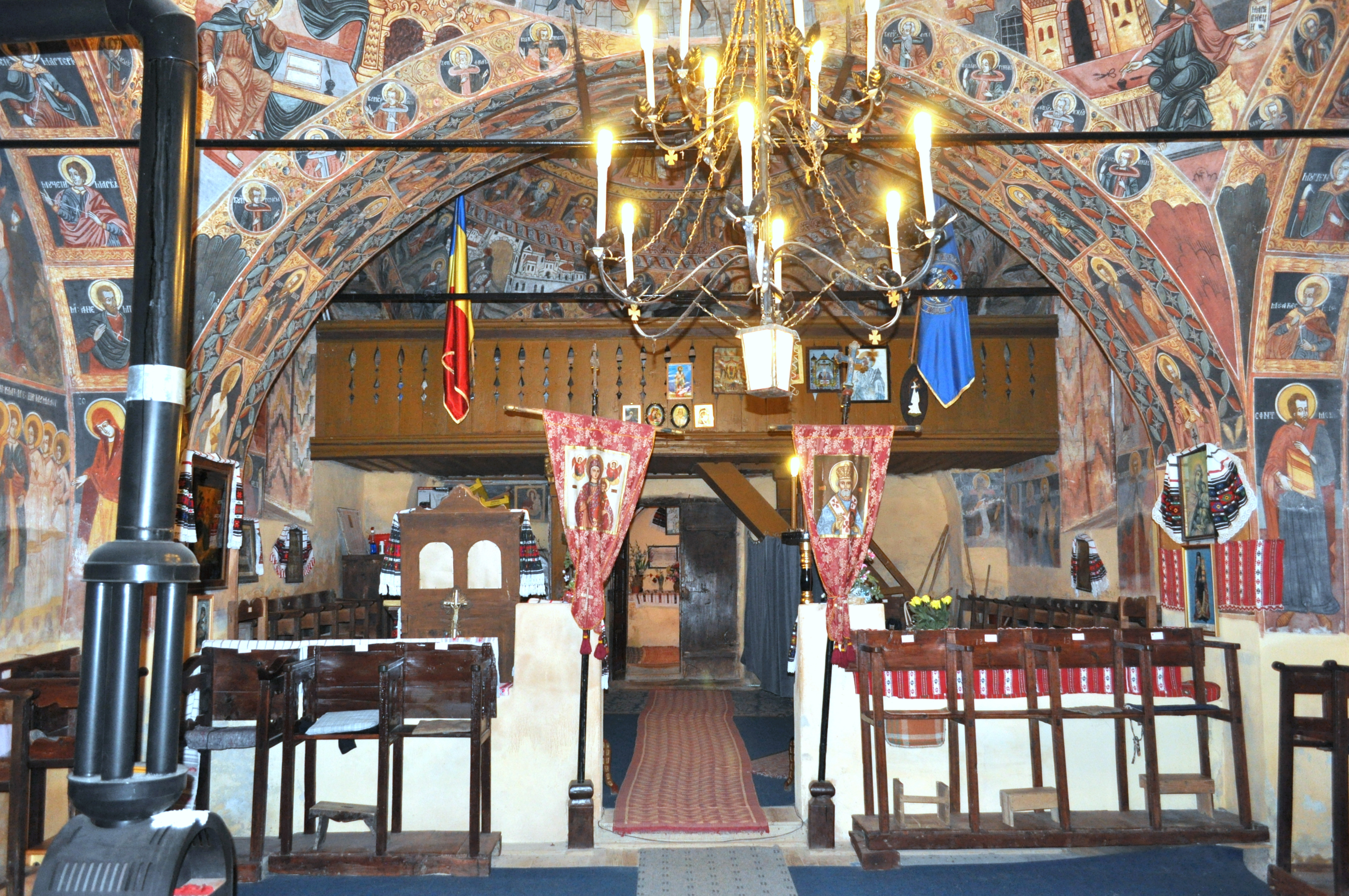
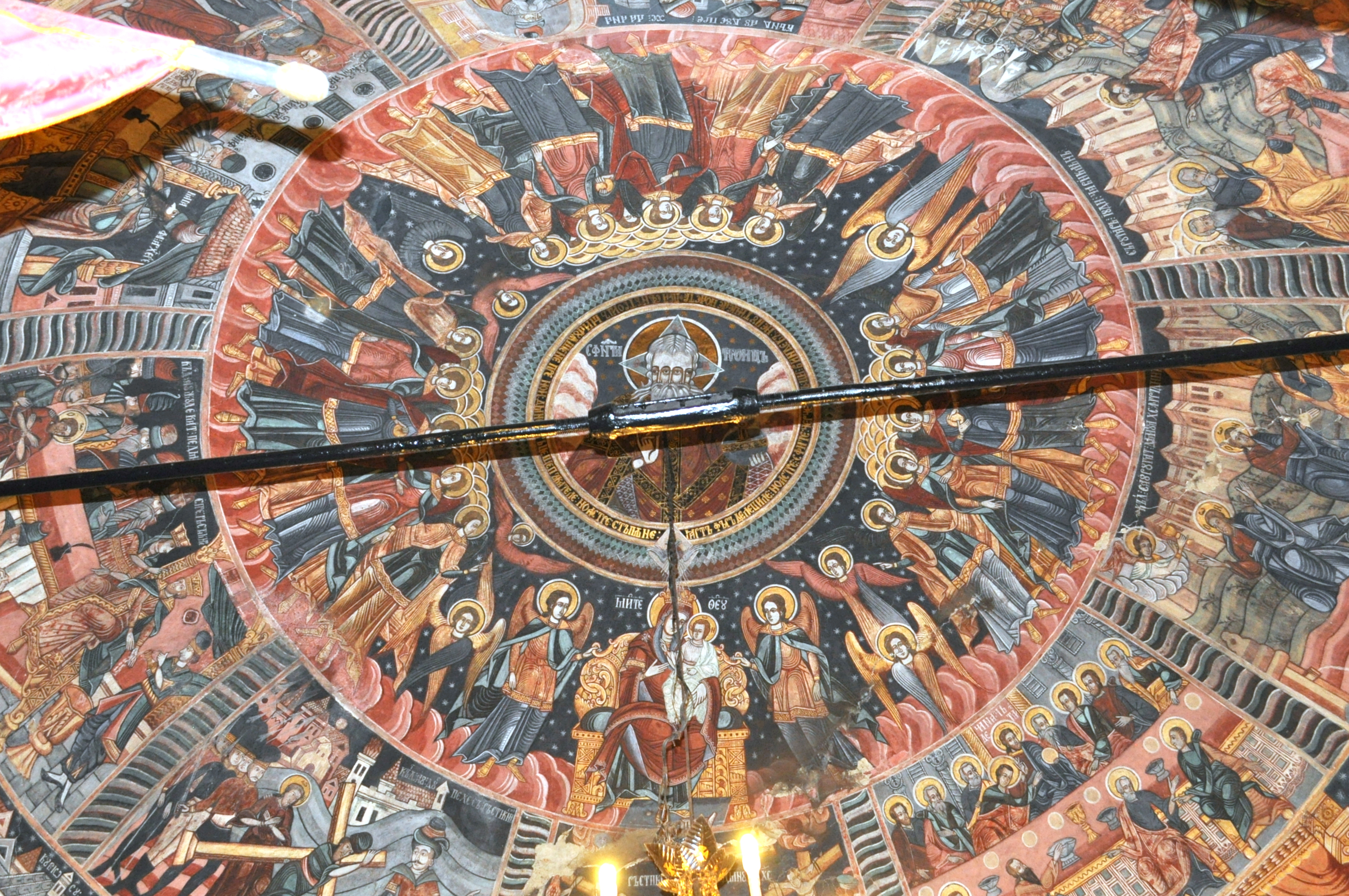
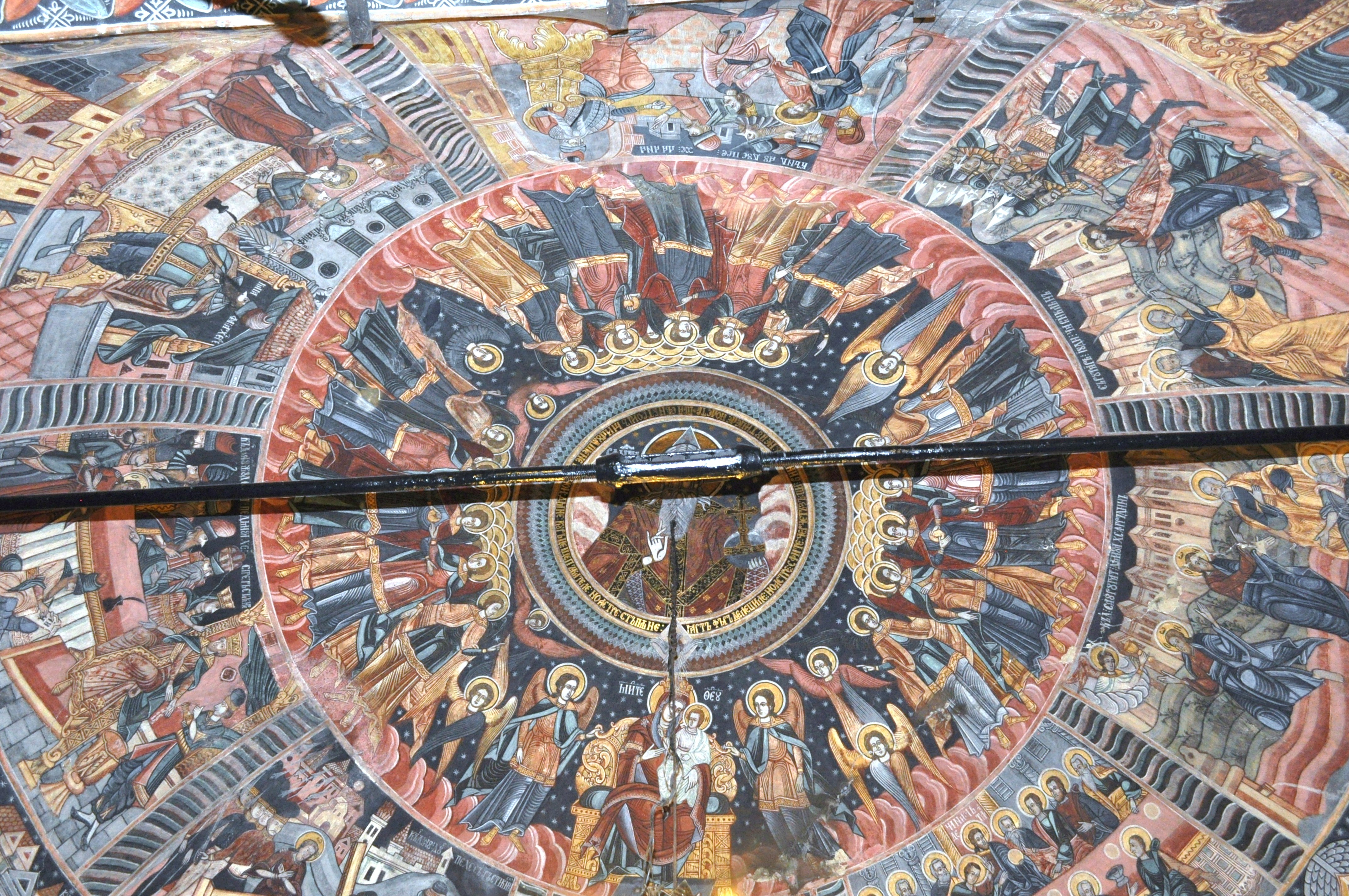
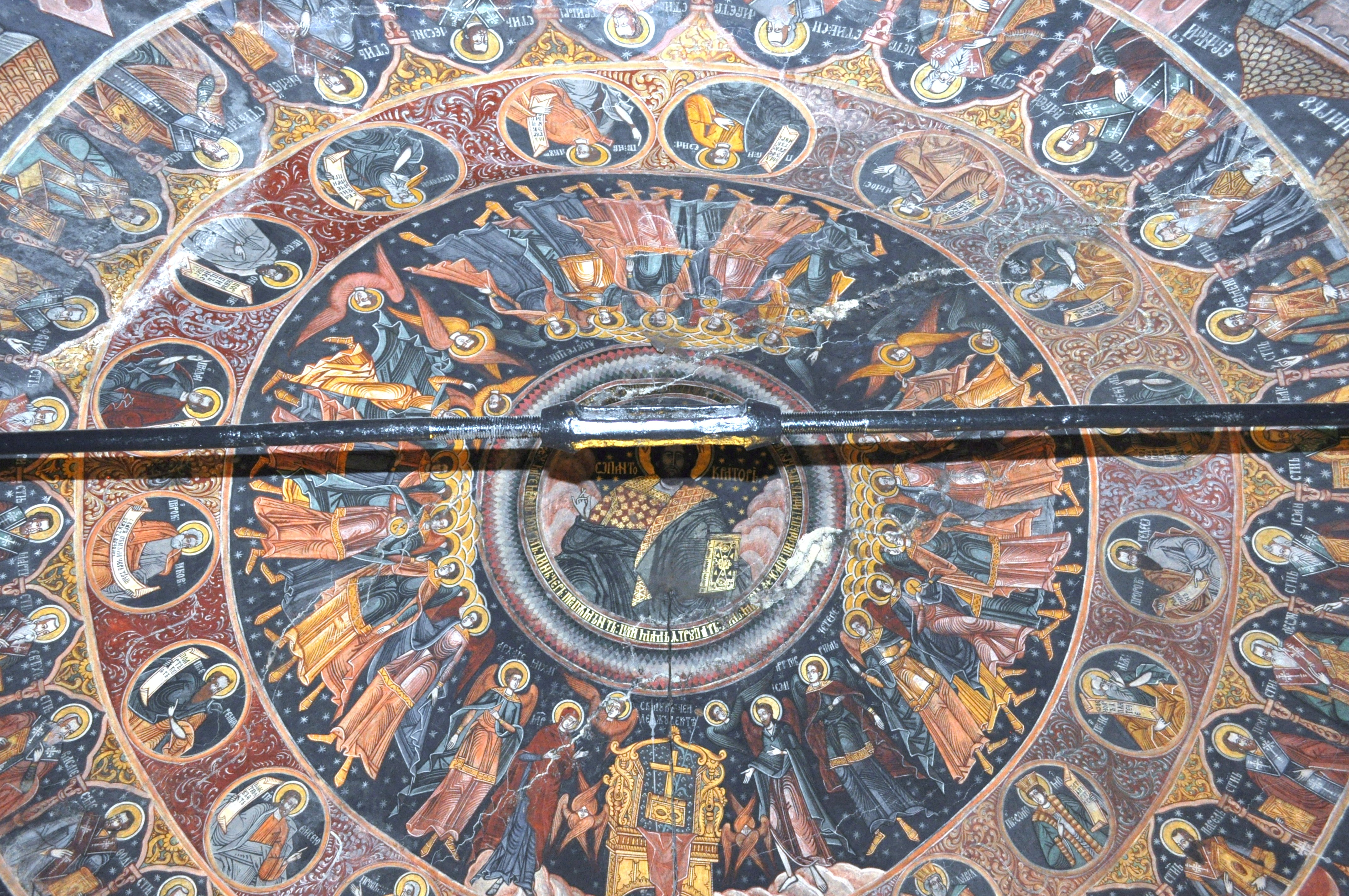
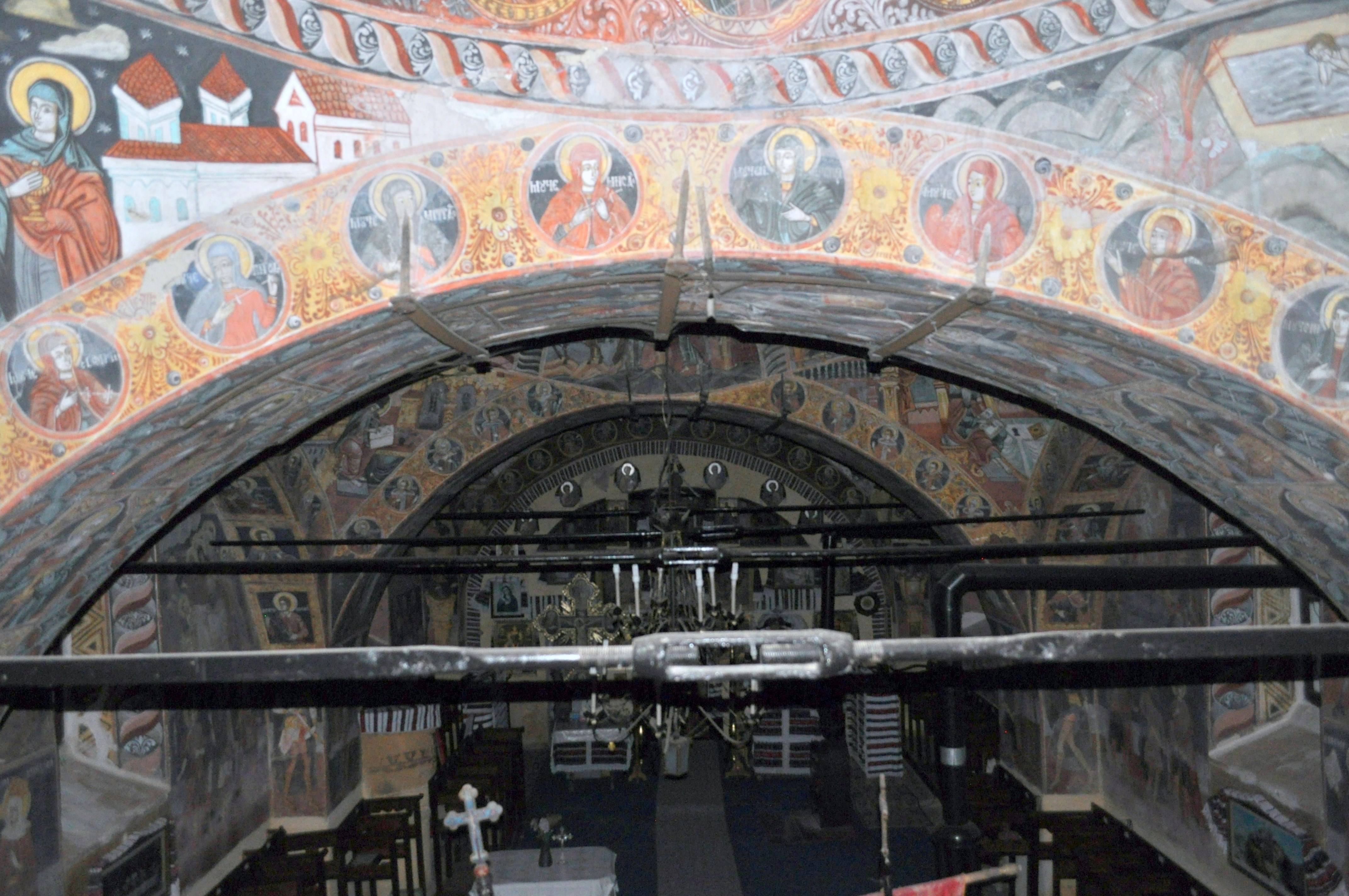
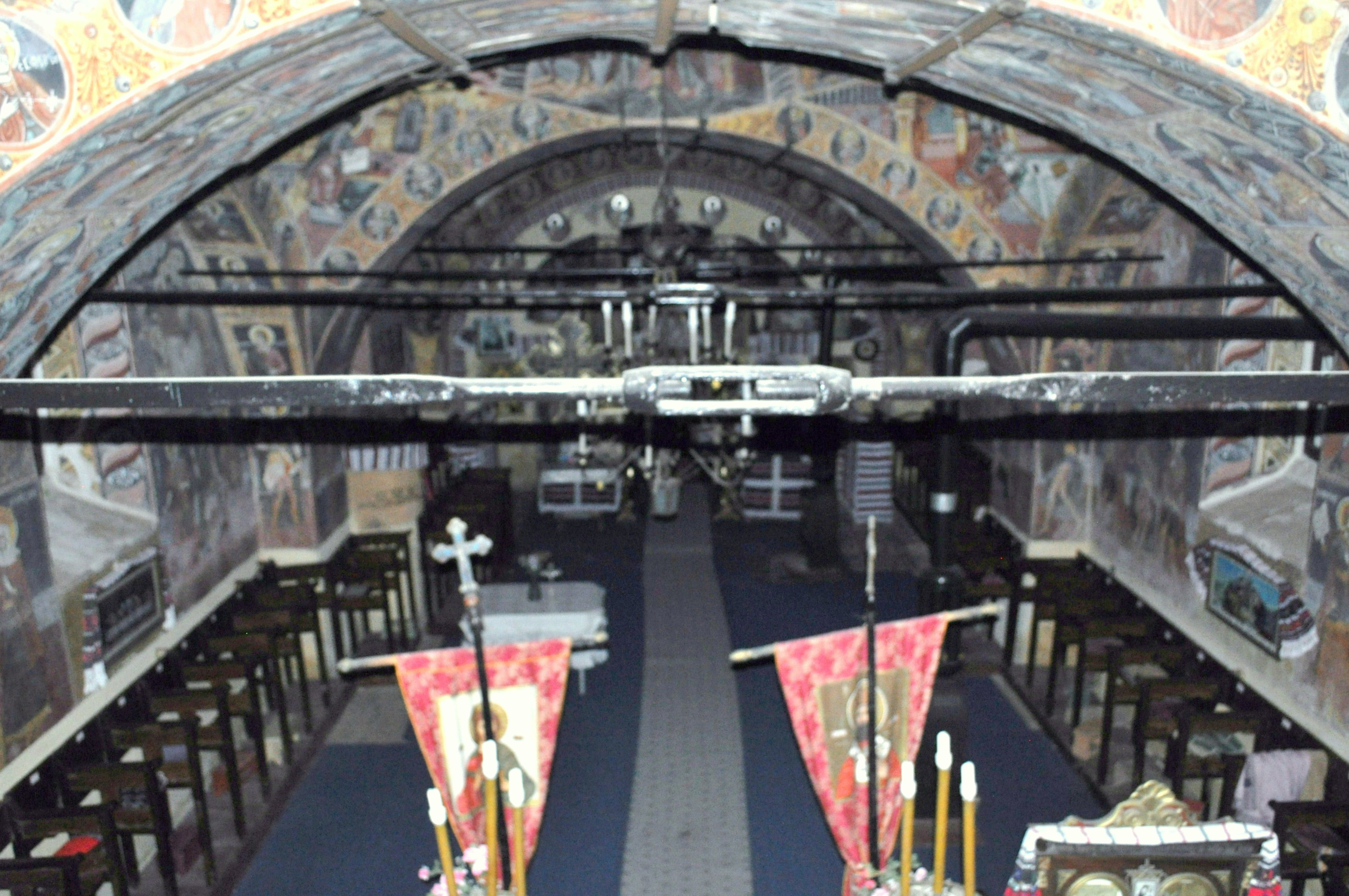
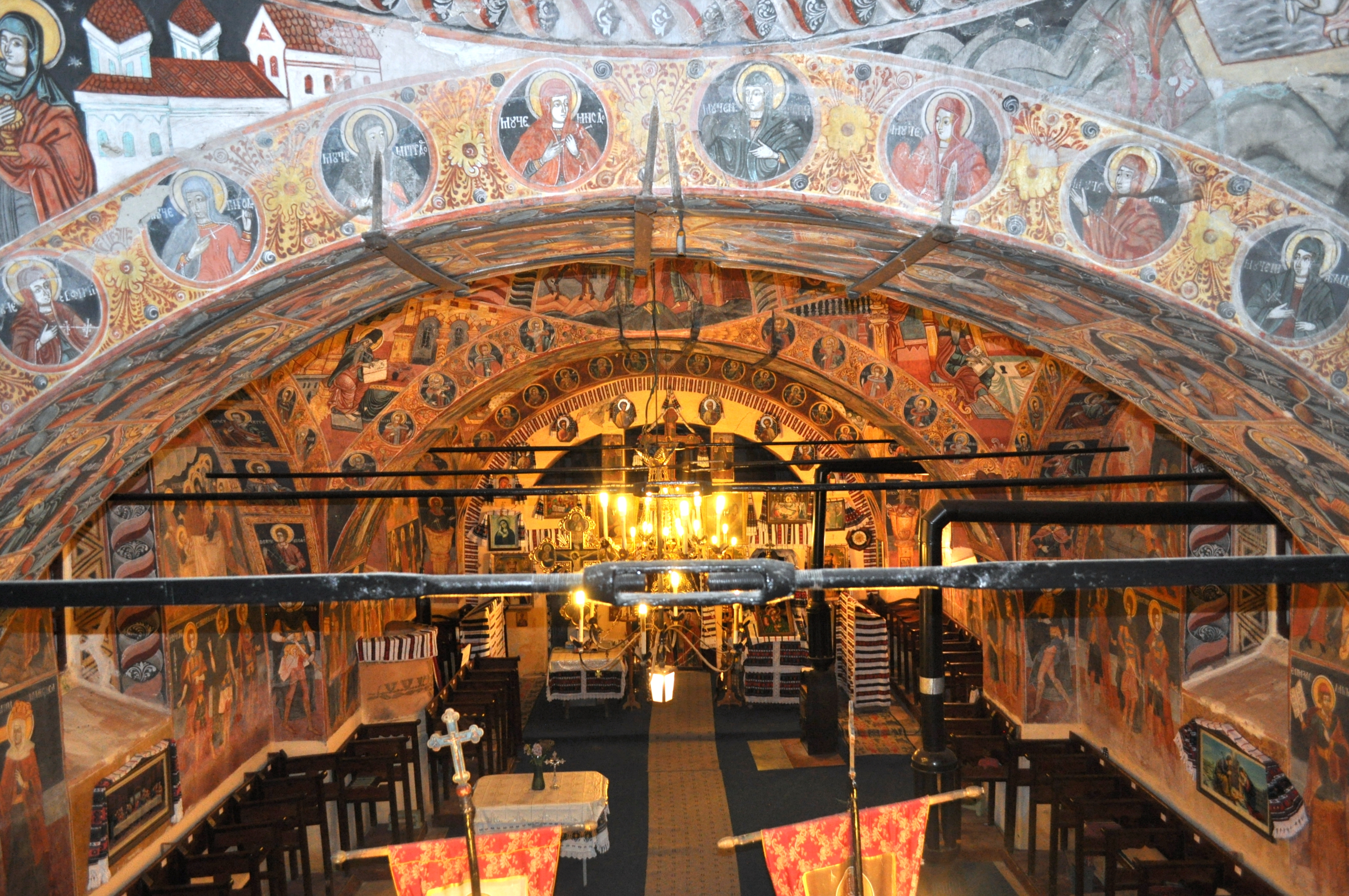
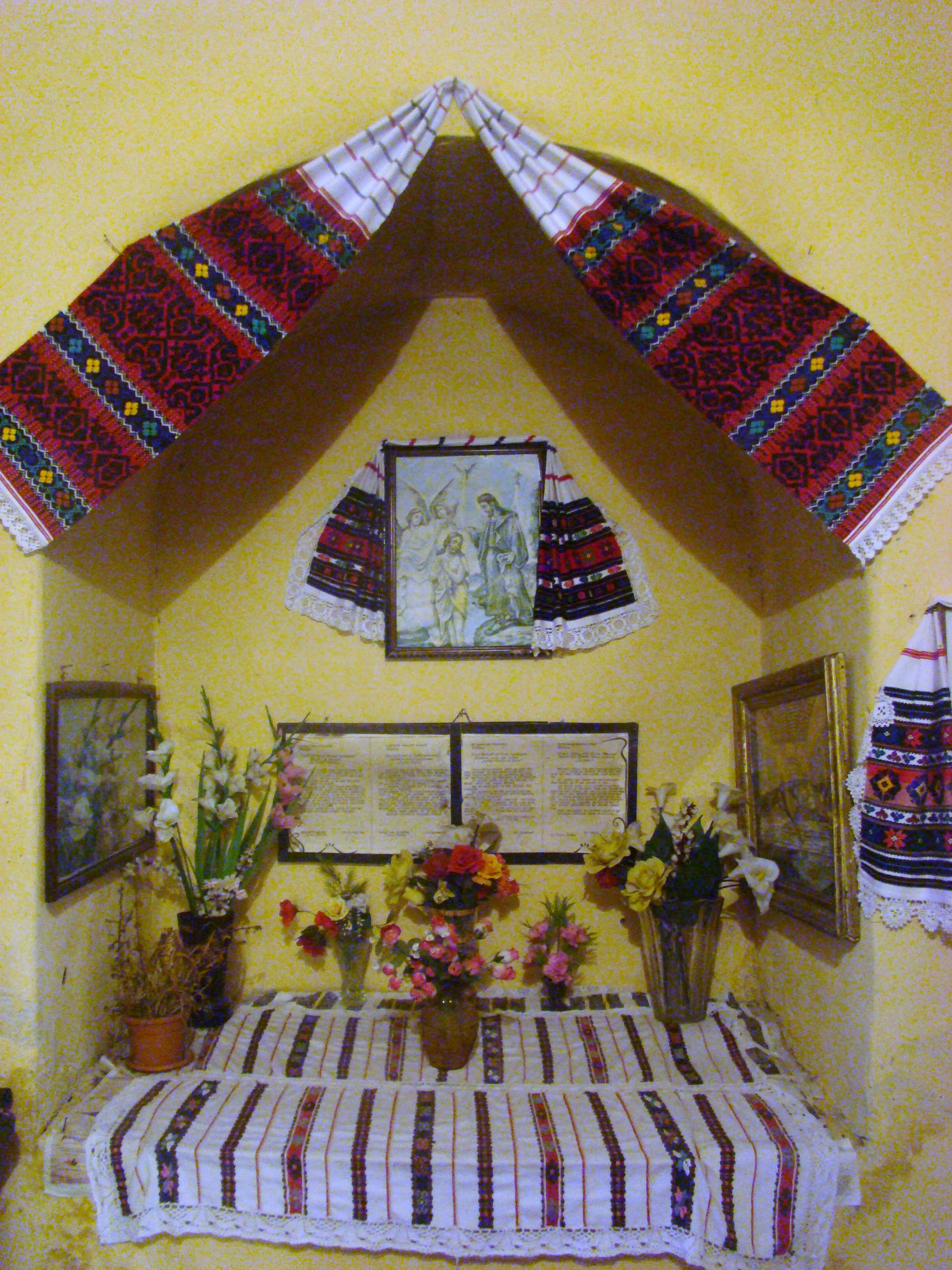
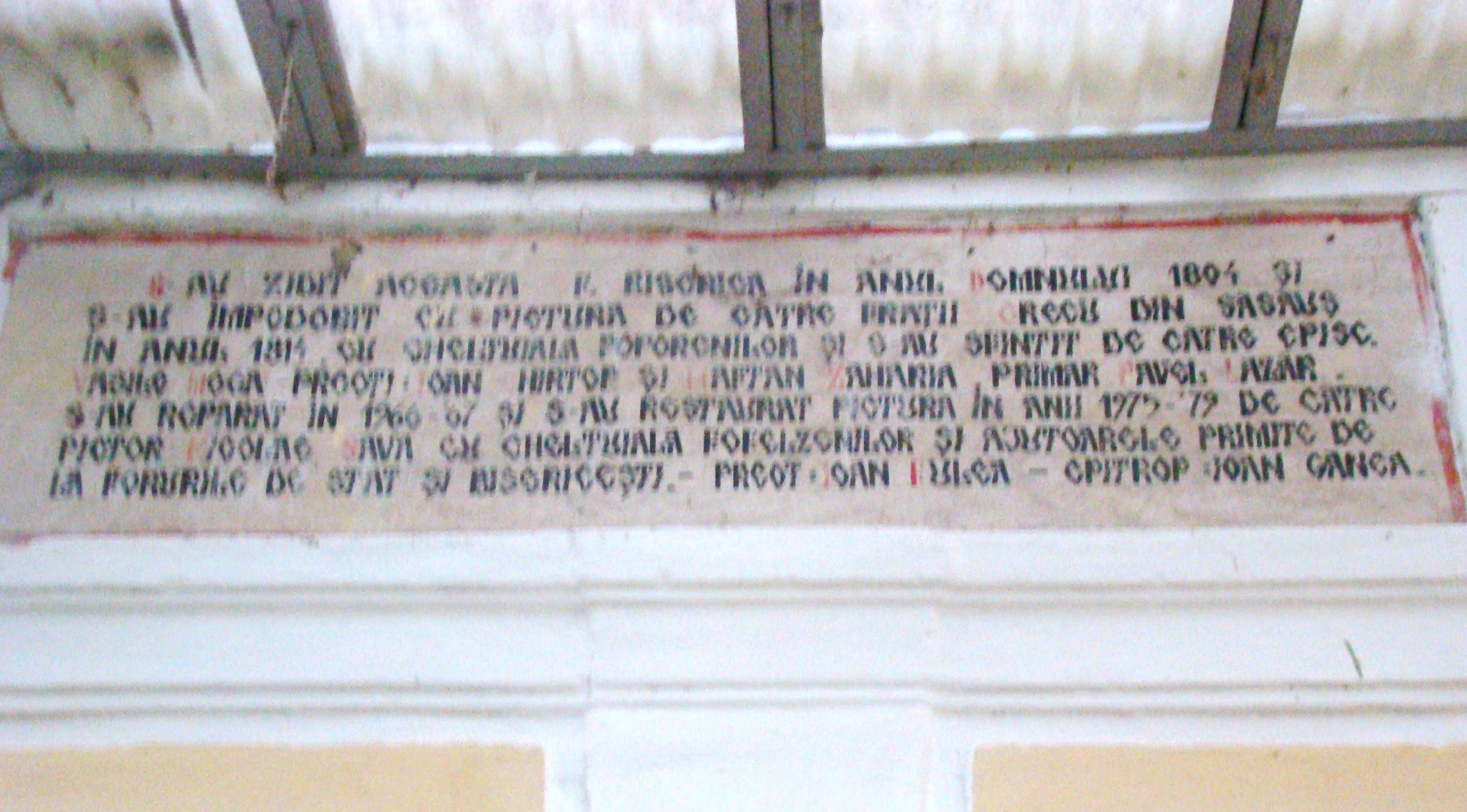